# Art de l'Égypte antique
Sauf précision contraire, les dates de cet article sont sous-entendues « avant l'ère commune » (AEC), c'est-à-dire « avant Jésus-Christ ».
L'art de l'Égypte antique apparait dès les premiers signes de la culture de Nagada, vers 3800 avant l'ère commune (AEC). Certains traits, caractéristiques à une époque, peuvent s'atténuer ou disparaitre à une autre. Mais un grand nombre de ces caractères se sont maintenus sur la très longue durée de l'histoire de l'Égypte antique, jusqu'à la fin de l'Empire lagide, en 30 AEC, avec les derniers des 345 pharaons.
L'Empire romain a laissé en Égypte un ensemble artistique de la plus grande valeur avec les portraits du Fayoum (Ier – IVe siècle), qui ne relèvent plus de l'art de l'Égypte antique, mais de l'art de la Rome antique. De même, l'art copte (IIIe – XIIe siècle), aussi en Égypte mais plus récent encore, a développé sa propre voie, dans la mouvance de l'art byzantin. 
Le pouvoir établi par des étrangers, comme les Hyksôs, n'a eu que peu d'effet sur cet art égyptien antique. Jusqu'à la dynastie lagide (époque ptolémaïque, 330-30 AEC) les artistes-artisans ont su, ou ont pu maintenir leurs traditions. Les périodes de troubles politiques se sont clairement manifestées par des dérèglements passagers. Ces traditions étaient non seulement respectées, mais aussi admirées ailleurs. La sculpture grecque, dans la figure du kouros, a su tirer parti de la sculpture égyptienne que l'on pouvait voir à l'époque de la XXVIe dynastie, entre 664 et 525 AEC et qui était encore en place depuis des temps immémoriaux. Cet art égyptien, apparu dans le plus grand oasis africain, est ainsi l'une des sources de l'art occidental : tout en se développant autour d'une niche régionale, il a été connecté, à l'Ouest avec les autres oasis et la savane à l'Est et à l'Ouest (le futur désert du Sahara), au Sud, avec le Soudan et le reste de l'Afrique, et avec le bassin Levantin, au Nord.
La céramique égyptienne de terre cuite mérite d'être mieux connue. Le site de Médamoud a été le plus grand centre de production de céramique d'Égypte dans l'Antiquité. Par ailleurs, une technique, celle de la faïence égyptienne à couverte bleue, mais pas seulement, est particulièrement remarquable, en particulier pour les ouchebtis, au cours des dernières périodes.

## Architecture

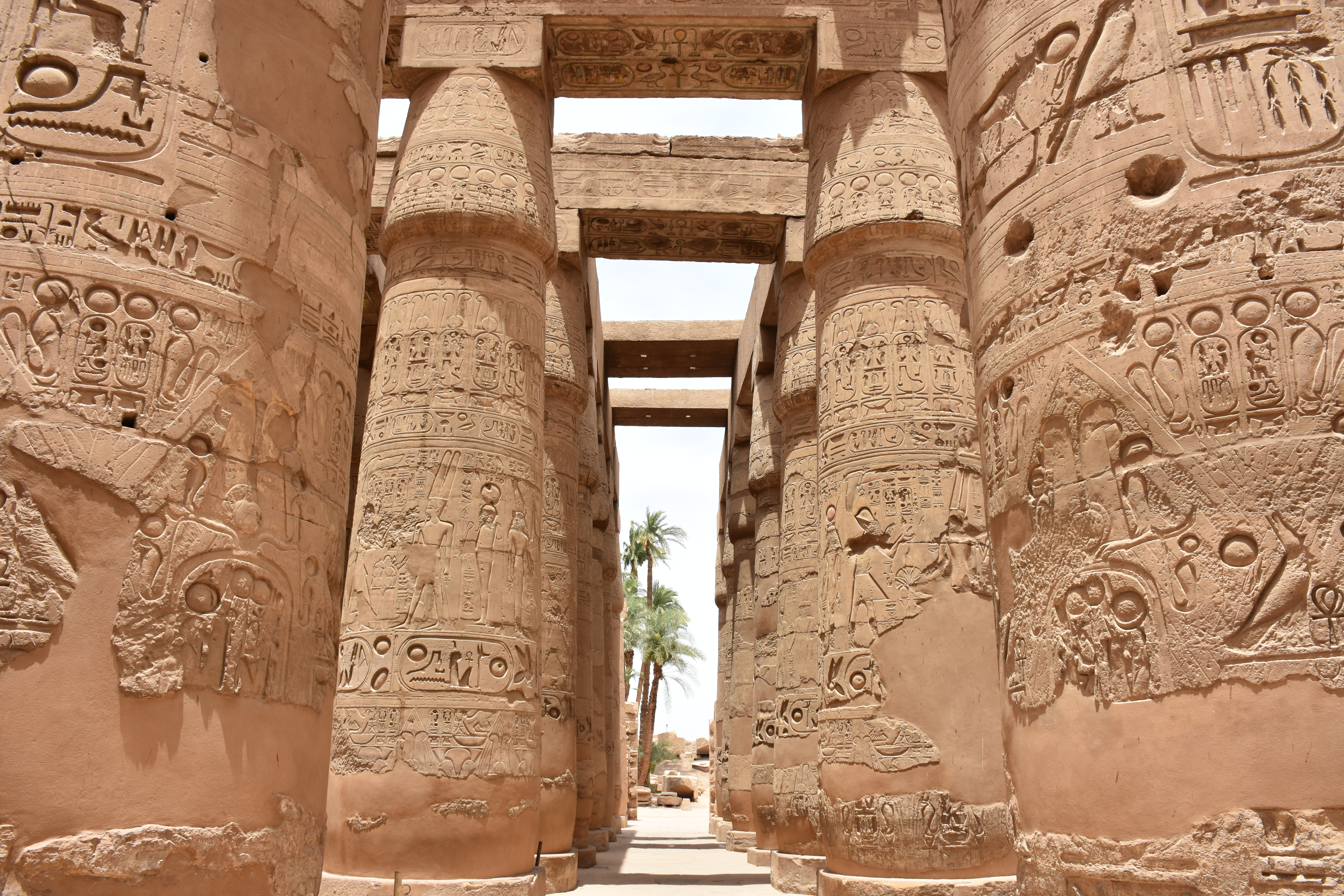
Grande salle hypostyle du temple d'Amon-Rê à Karnak.

Les pyramides d'Égypte étonnent, éblouissent, géantes et pures. L'espace vide qui les environne renforce, aujourd'hui, leur impact. L'architecture égyptienne s'inscrit d'abord dans un espace. La longue coulée verte du Nil abritait les villages, les villes, les temples et les palais. Tandis que le monde des morts trouvait sa place aux marges du désert, où l'aridité allait préserver les tombes et leur contenu. La pyramide de Khéops, celle de Khéphren et celle de Mykérinos, les grandes pyramides de Gizeh ont été édifiées au cours de la IVe dynastie (Ancien Empire). Elles avaient été précédées par un autre dispositif architectural, le mastaba à redents. Le plus ancien d'entre eux, déjà une énorme structure, la tombe « royale » de Nagada, pourrait être celui d'une reine, la reine Neith-Hotep, cofondatrice de la Ire dynastie avec son époux Narmer (art de l'époque thinite, vers 3100). 
Pour prendre un autre exemple significatif, le dispositif funéraire de Sésostris III (Moyen Empire) a longtemps créé le trouble. Une pyramide, la pyramide de Dahchour, avait été édifiée en bordure de l'oasis du Fayoum. Elle se trouvait ainsi à proximité des deux premières « vraies » pyramides, dès le pharaon Snéfrou, au début de l'Ancien Empire, environ 780 ans auparavant. Mais un hypogée s'est révélé, récemment, contenir la tombe véritable, un tombeau souterrain de 180 m de longueur, à proximité du temple d'Osiris à Abydos, celui-ci est souterrain, invisible, mais 520 km plus au Sud. Cet hypogée a été creusé sous la « montagne d'Anubis » (le dieu funéraire), une montagne du Gebel (falaises du désert) qui présente, approximativement, la forme d'une pyramide. Tandis qu'un temple dédié à son culte était édifié à proximité du Nil. La vallée des Rois (art du Nouvel Empire égyptien) a conservé de nombreuses tombes en hypogée et le majestueux ensemble funéraire de Deir el-Bahari, associé à la tombe de la reine Hatchepsout, et sa colonnade monumentale adossée à la montagne. La montagne aride, semblable à d'innombrables pyramides, est encore le lieu qui convient à ces tombes. Quant au culte d'Osiris et de ses mystères, il ne cessa de prendre de l'importance, au fil du temps.
Le Nouvel Empire fait aboutir un nouveau motif architectural, le pylône, énorme masse trapézoïdale encadrant une porte d'accès au temple. Les pylônes étant placés l'un derrière l'autre sur la voie d'accès à la porte du temple. « Leur forme symbolise la montagne derrière laquelle surgit le soleil ». Quant au sanctuaire, le temple, il représente le monde, la création. Son organisation reflète celle de l'univers.
Emblématique de l'architecture sacrée en Égypte, la grande salle hypostyle du temple d'Amon-Rê à Karnak crée une sensation d'égarement tant les colonnes, immenses et énormes, sont rapprochées : l'homme s'y sent infiniment petit ; cette sensation redouble le sentiment de la présence du divin, pour l'égyptien de l'antiquité. Cette salle immense n'était pas conçue pour recevoir une foule mais pour accueillir et conserver la barque solaire. Les colonnes énormes et rapprochées, élevées sous Amenhotep III (Nouvel Empire), s'inscrivent dans la continuité de ses prédécesseurs immédiats : les dieux sont adorés dans l'ombre, derrière de hauts murs (à l'inverse des temples éphémères dédiés à Aton, construits sous Akhenaton (Amenhotep IV), à ciel ouvert, et sans lendemain). Le message est aussi inscrit dans la pierre, jusqu'au sommet de l'édifice. Les colonnes s'élèvent jusqu'à leurs chapiteaux en forme de « fleurs ». Les colonnes égyptiennes symbolisent la forêt originelle de papyrus portant le ciel. Les fleurs des chapiteaux, plongées dans l'ombre des bas-côtés, restent fermées ou « en bouton », mais en corolles « ouvertes », dans la nef centrale. La lumière solaire pénètre l'espace du temple sur les côtés de la nef centrale, et ruisselle sur les colonnes depuis les chapiteaux, souvent peints de couleurs vives.
La relation qui s'établit entre l'homme et le temple est celle du microcosme avec le cosmos. Le temple offre à l'homme un choc émotionnel puissant. Quant au dehors le soleil d'Égypte est intense, l'ombre règne presque partout à l'intérieur. La porte franchie, cette progression vers une luminosité douce, venant d'en haut décrit le parcours accompli par le dieu. Le rapport d'échelle, écrasant, la lumière atténuée venant d'en haut, tout cela participe aussi d'un rapport vertical avec le pouvoir, avec le dogme royal. Dans cette ombre surgissent, au-dessus des têtes, les immenses chapiteaux, « fleurs » ouvertes. C'est un message de renaissance qui vient de la nature des fleurs, s'inscrit par leurs images minérales, éternelles, et conforte les aspirations les plus profondes du croyant. Le temple, demeure du dieu, suit le modèle d'une demeure privée avec des pièces spécialisées : trésor, laboratoire, magasins à onguents et à tissus. Mais aussi pièces abritant les membres de la famille divine à proximité de la partie la plus sacrée. Le saint des saints, étant plongé dans les ténèbres, abrite un petit édifice, le naos, qui protège la représentation du dieu tutélaire. Seuls, le pharaon ou le grand prêtre officient dans cet « appartement divin ».

Colonnes et chapiteaux
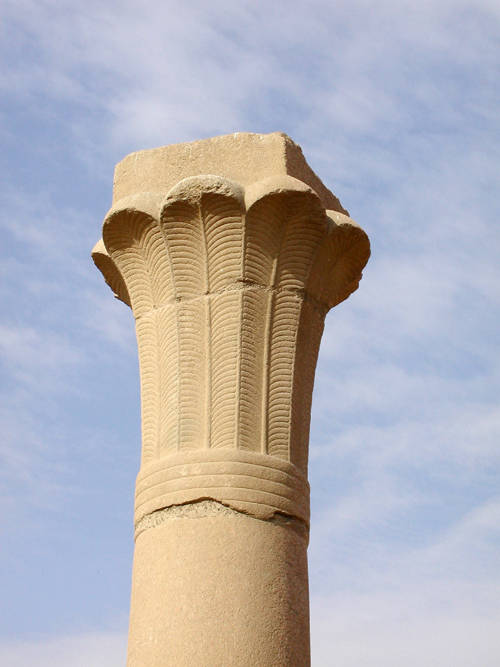
Colonne palmiforme[13]. Temple funéraire de Sahourê. Ve dynastie.
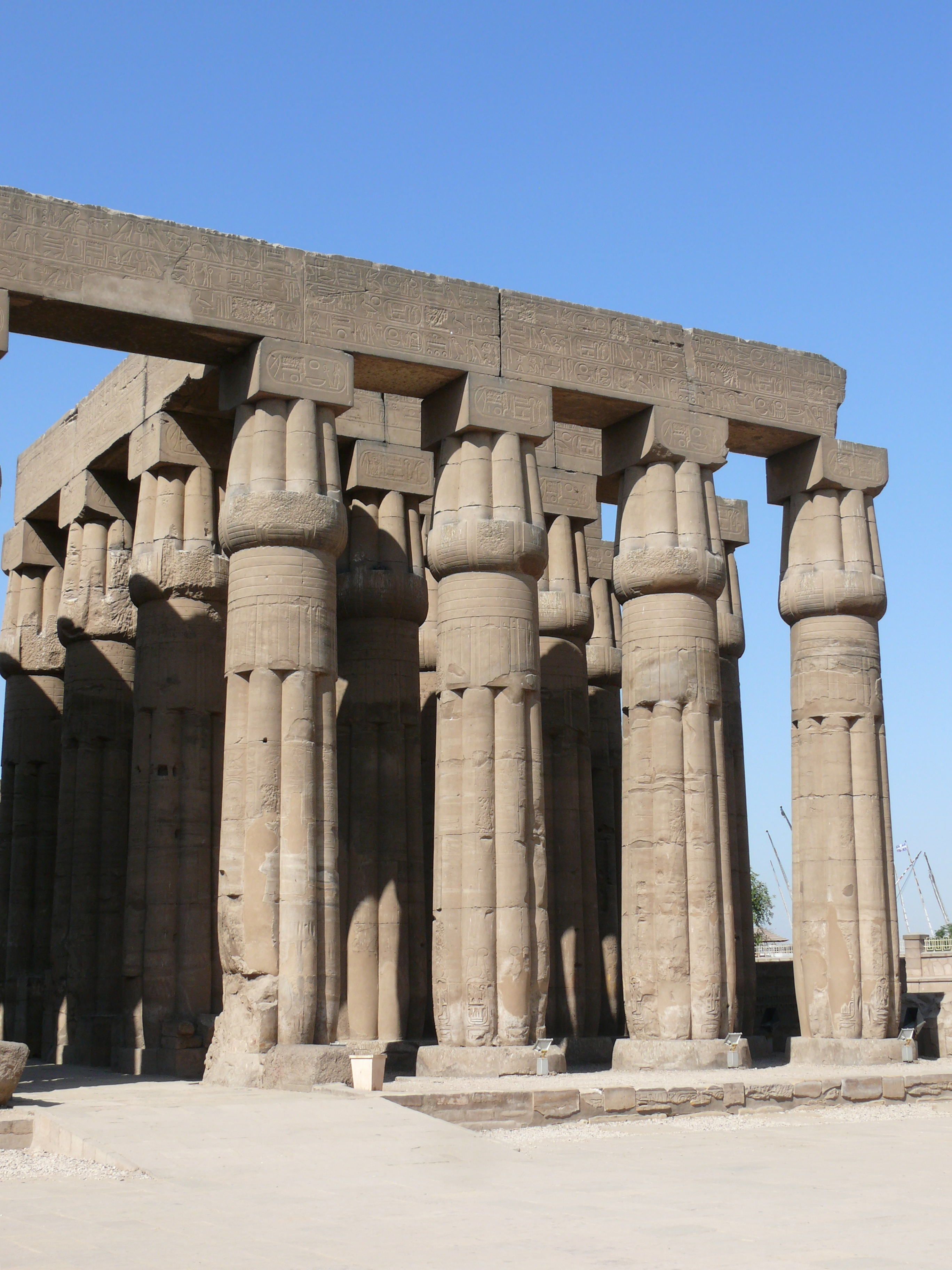
Colonnes papyriformes à chapiteau fermé. Louxor, 2e cour du temple d'Amon. 18e dyn. Amenhotep III.
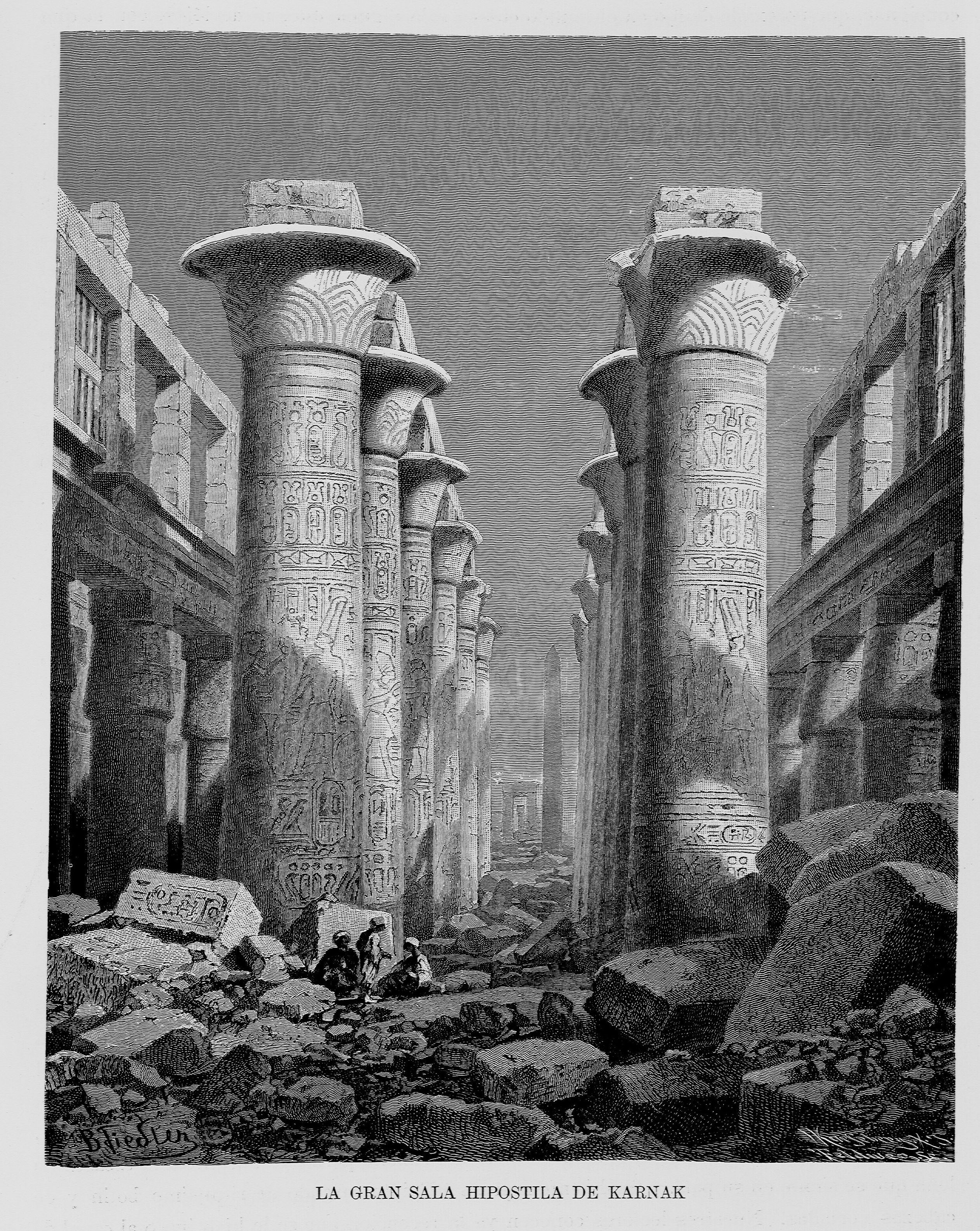
Colonne campaniforme à chapiteau ouvert. Nef centrale, temple d'Amon-Rê à Karnak. 19e dyn., Ramsès II.
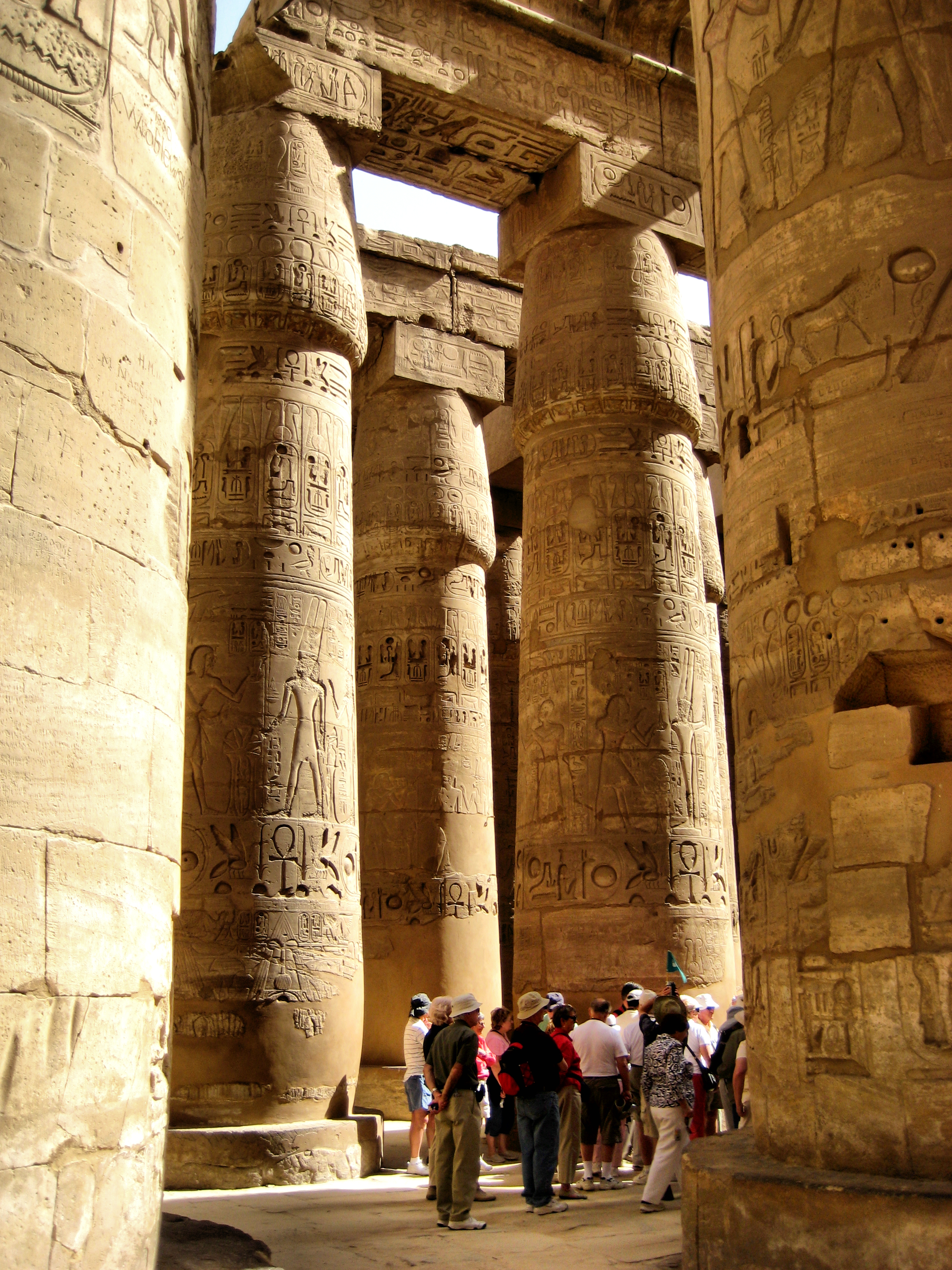
Colonne campaniforme à chapiteau fermé. Bas-côté. temple d'Amon-Rê à Karnak. 19e dyn., Ramsès II.
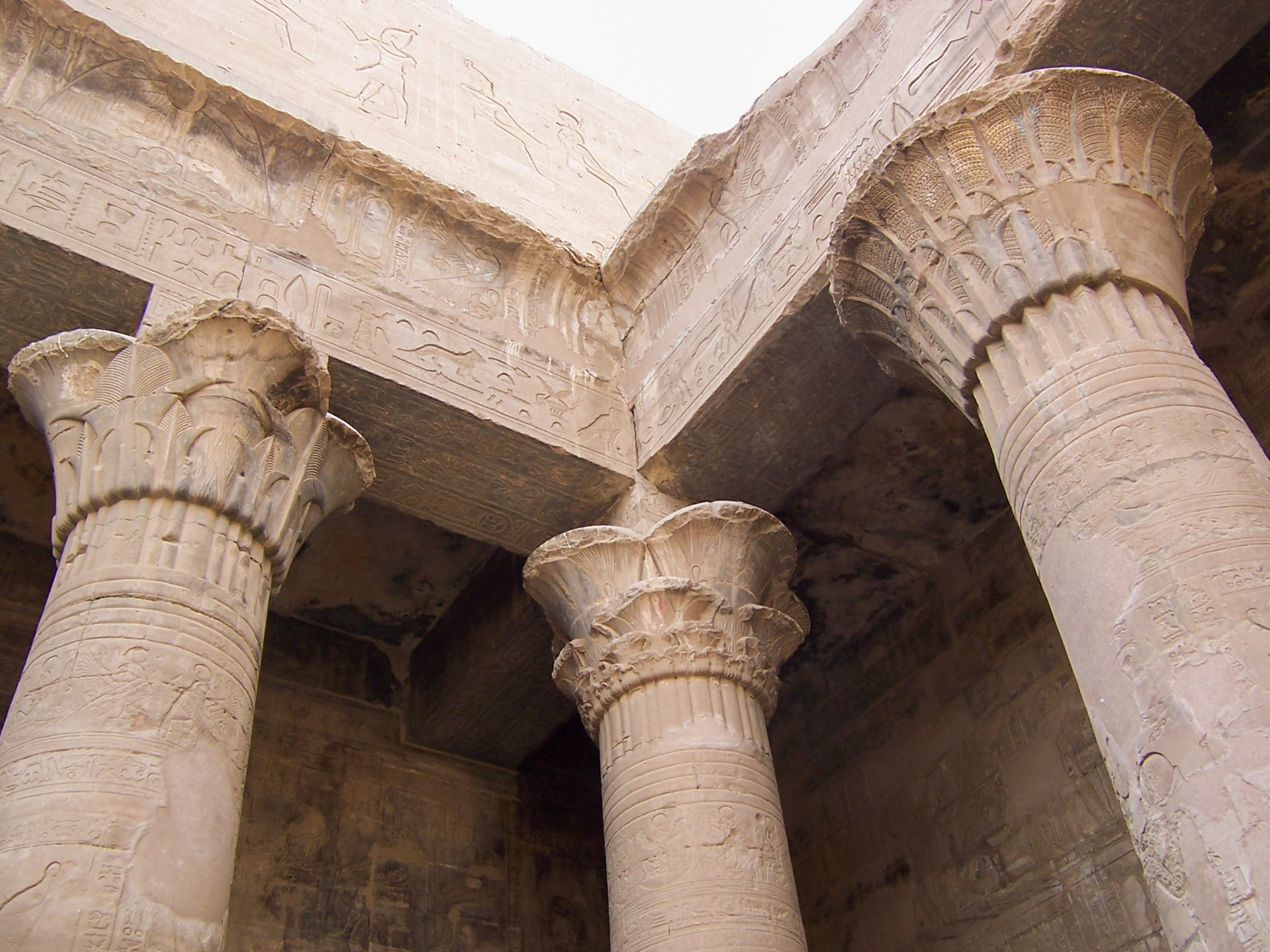
À g. colonne composite d'inspiration papyriforme. À dr. colonne à chapiteau lotiforme à corolle ouverte. Temple d'Horus (Edfou). De Ptolémée III à Tibère, 237-57.
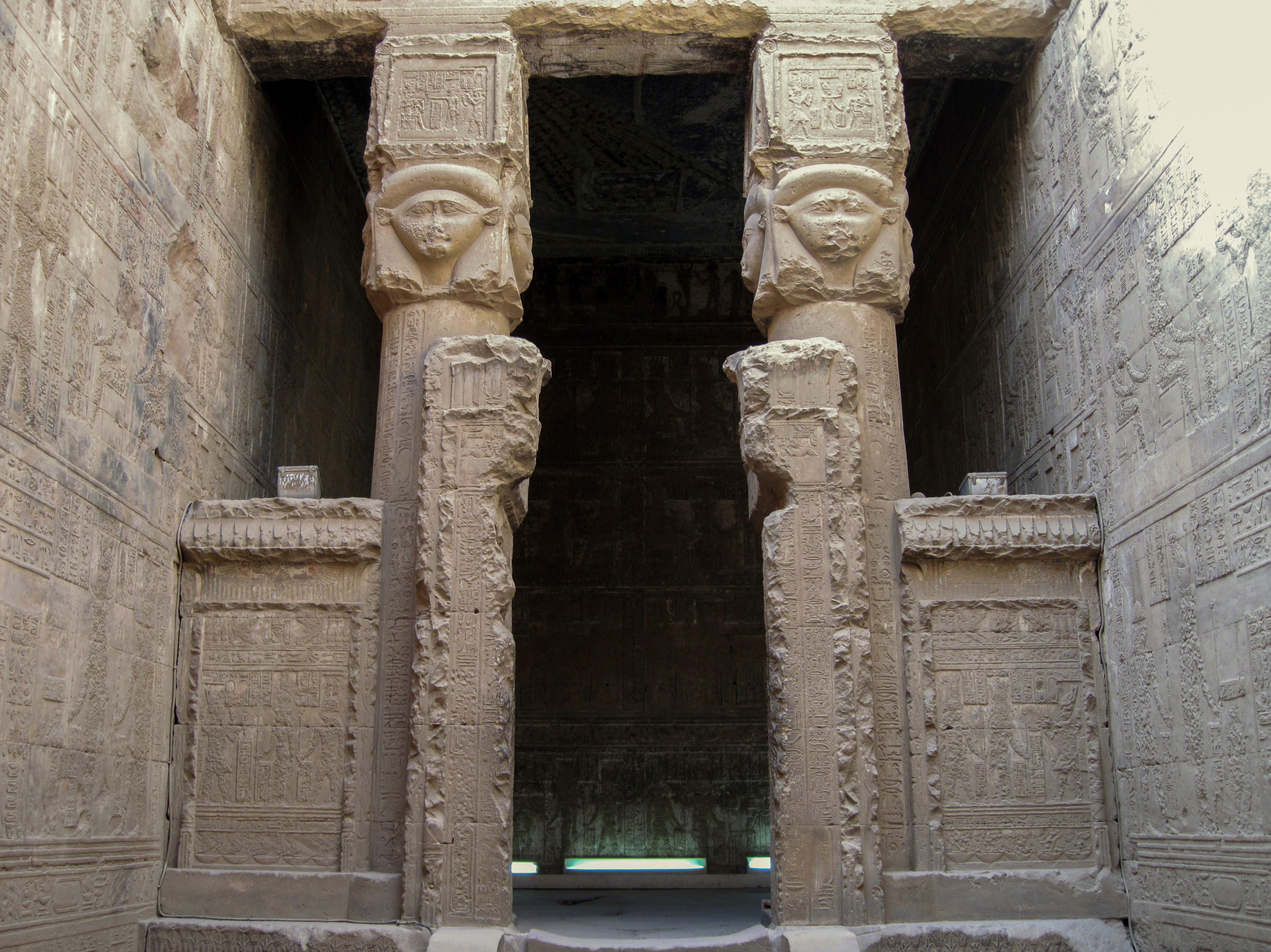
Chapiteaux hathoriques. Temple d'Hathor (Dendérah). Ptolémée XII, v. 50 AEC. Royaume lagide.

## Figurations

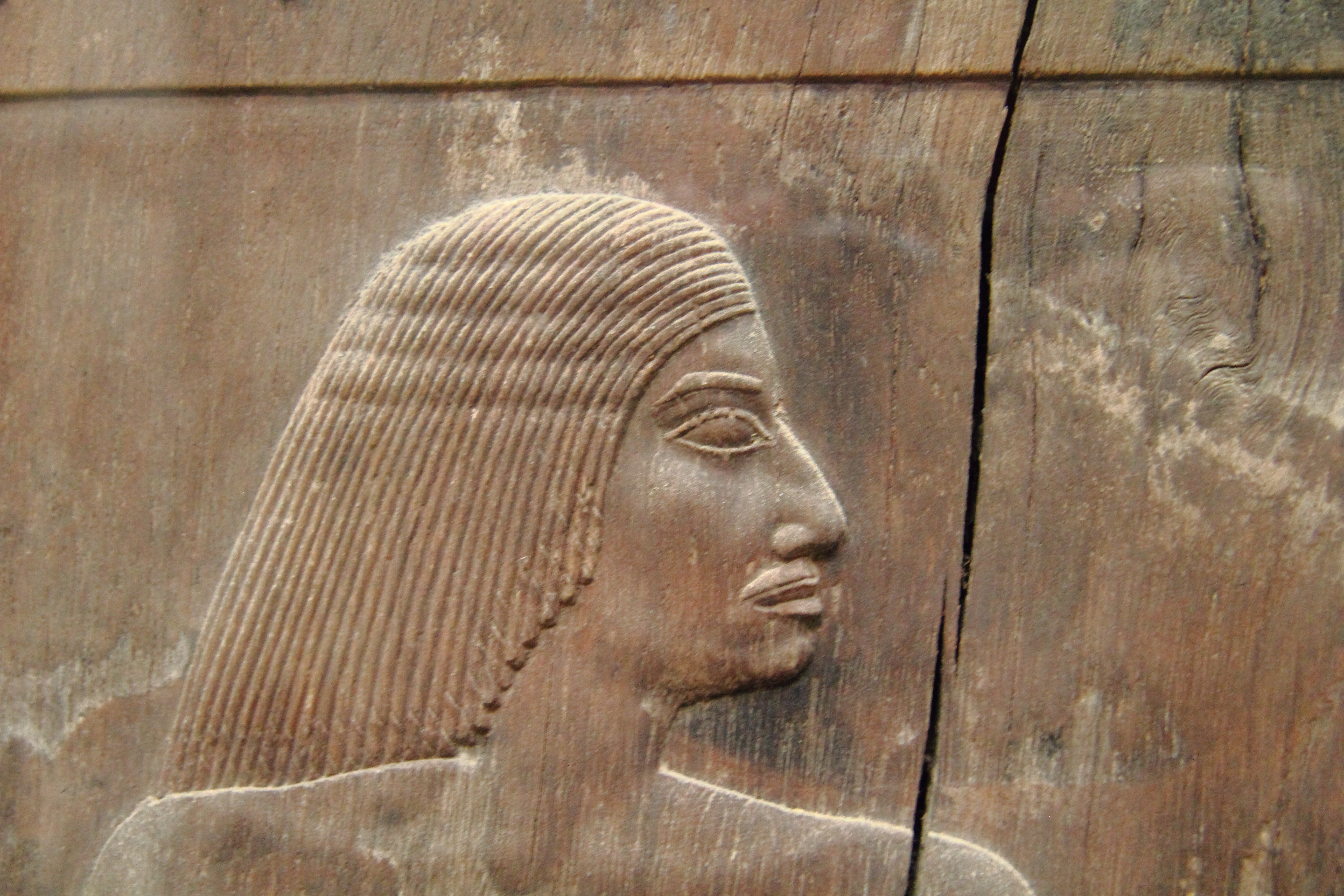
Bas-relief du mastaba d'Hézyrê
Bois d'acacia (2691-2625 AEC)
Fouilles Mariette.
Musée égyptien du Caire

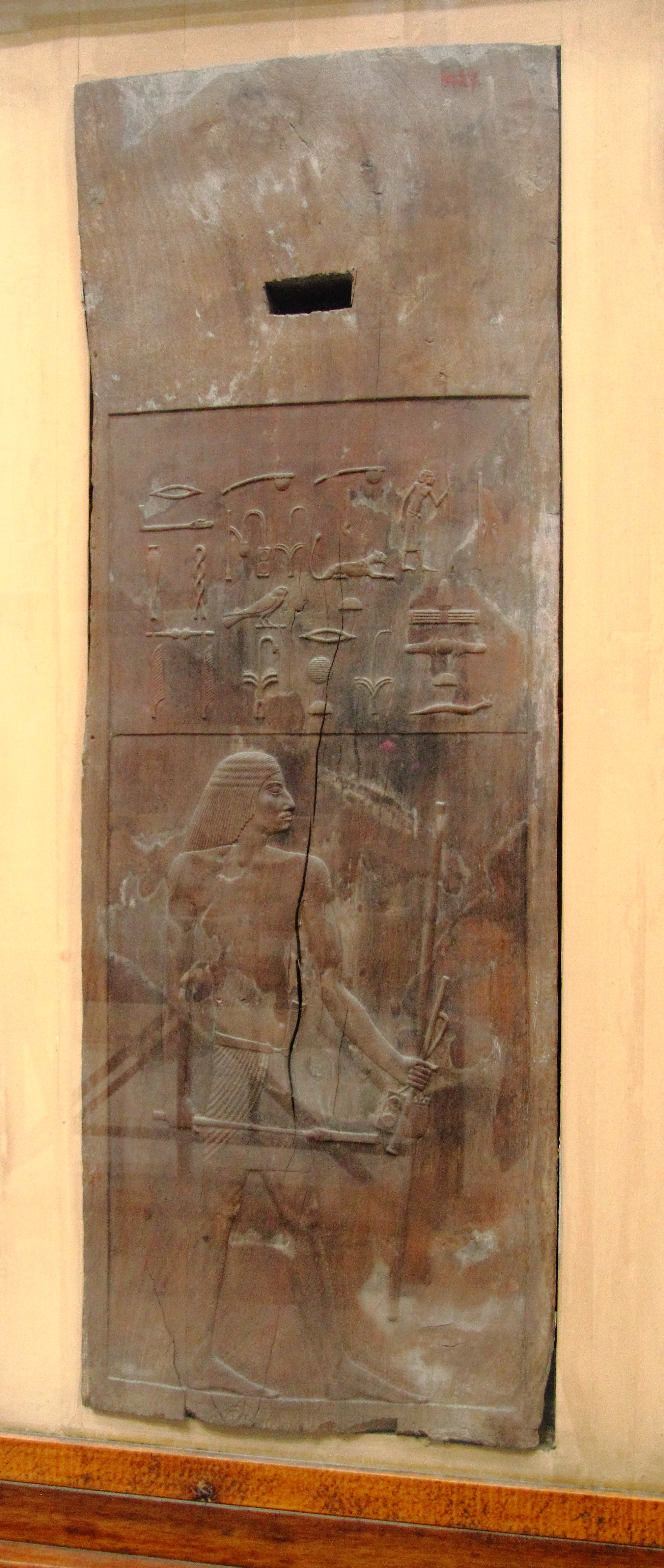
Un haut fonctionnaire avec son nécessaire de scribe et son sceptre. Bas-relief sur bois d'acacia. Panneau du mastaba d'Hézyrê.
L. 40 cm.; ép. 8 cm.
Ancien Empire,, règne de Djéser (2691-2625)

### Efficacité
Les spécialistes de l'art égyptien mettent en avant le fait que les Égyptiens recherchaient, non pas la beauté mais l'efficacité dans les réalisations que nous considérons comme artistiques. En conséquence, certaines d'entre elles étaient mutilées, martelées, détruites. Cette croyance était largement partagée. On peut parler même d'efficacité magique, « une forme d'expression au service de l'au-delà ».
« La valeur de la représentation en Égypte est quasiment magique, tout comme écrire ou verbaliser équivalait à faire venir à l'existence ce qu'on nommait ou ce qu'on représentait ». Pour cette raison l'artiste ou l'artisan utilise une forme de figuration naturaliste dans laquelle les détails significatifs seront reproduits afin d'éviter toute erreur de lecture
La plupart de cet art que nous admirons a été déposé dans des tombes, et n'était pas destiné à être admiré. C'est chaque fois un don de la plus haute valeur, dans la mesure des moyens du commanditaire, un lien avec le divin. Ce qui n'empêche pas certains artistes de faire preuve d'une habileté technique exceptionnelle, dans le travail de pierres dures comme l'obsidienne ou le basalte noir par exemple et d'introduire une subtilité qui peut se manifester dans le traitement du détail, du trait ou de la forme. L'efficacité magique n'aurait-elle pas bénéficié d'un investissement artistique ? Probablement.
Pour ce qui est du portrait, depuis au moins le Moyen Empire, son efficacité tient au fait qu'il est support du souvenir, et le souvenir des défunts est un signe de piété. Les générations sont donc incitées à venir rendre au défunt un culte garant de sa survie dans l'au-delà. Ce culte est rendu à la sépulture mais aussi à la statue que celui qui va décéder un jour dépose dans le temple, de son vivant. Dans les demeures privées, un buste, image idéalisée de l'ancêtre, était placé dans une niche et servait au culte familial.
Dans certains cas le travail des artistes devait servir la politique et parfois la propagande au service de tel groupe ou individu.
Toute image issue du monde des divinités égyptiennes doit, pour la même efficacité, être immédiatement reconnaissable de tous. Elle répond donc impérativement aux exigences d'une iconographie de figures canonisées dès les premiers temps du pouvoir pharaonique. Divinités et pouvoir étant intimement liés l'un à l'autre. Ces images de divinités manifestent idéalement la puissance, avec des attributs spécifiques et, éventuellement les signes hiéroglyphiques de leur nom, au-dessus de la tête. Suivant les mêmes principes, les attributs du pharaon le désignent aux yeux de tous, humains ou dieux.
Dans cet univers, nommer, représenter est un acte quasi magique, c'est faire venir à l'existence ce que l'on nommait ou représentait. Pour les Égyptiens, le démiurge crée, à son image, toutes les créatures terrestres, hommes, animaux, végétaux et minéraux. En retour, le choix de l'image, par le prêtre ou l'artiste est alors essentiel: on comparait, par exemple, les manifestations d'une espèce animale à un trait caractéristique d'une manifestation du démiurge, une manifestation de ce qui est inexprimable trouvait alors sa forme métaphorique. Ainsi le prêtre pouvait dire : « La déesse Bastet vous protège comme une chatte protège ses chatons ». D'où l'attention au détail significatif qui manifeste, dans la représentation, une chatte vigilante et en pleine possession de ses moyens. Et, en Égypte antique, l'attention au détail significatif vient de là.

### Art et artistes
Une célèbre maxime, attribuée au vizir Ptahhotep (vers 2400), énonce ainsi le concept d'art pour les anciens Égyptiens :
« On ne peut atteindre les limites de l'art.
 Et il n'existe pas d'artiste qui maîtrise totalement son savoir-faire »
 L'art comme tension vers la limite, et tendance à se surpasser, pour l'artiste, semblent bien perceptibles dans ces quelques mots.
La question de l'existence « d'artistes » dans l'Égypte antique pose, plus globalement la possibilité de transposer les concepts de l'Occident moderne ailleurs et en d'autres temps. L'artiste, ici, est envisagé du point de vue de sa position sociale. Il est désigné en fonction de ses compétences ou activités sous un angle technique : le dessinateur égyptien de l'Antiquité est « scribe des formes » (peintre ou spécialiste des arts graphiques), à côté du « teneur de ciseaux » (le sculpteur) et du « directeur de la construction » ou « des travaux ». Il ne semblerait pas y avoir de hiérarchie entre eux à la Basse Époque. La racine hémou, proche de notre notion d'art sert aussi à désigner certains spécialistes, orfèvres ou tailleurs de pierres précieuses, ou plâtriers. Cette racine sert aussi à désigner des métiers où la plus grande précision est nécessaire comme le facteur de chars (charron) ou d'avirons. De nombreux spécialistes et « petites mains » travaillent sur le chantier que dirige l'artiste chargé du projet (un « chef des scribes-dessinateurs »), celui qui conçoit et supervise, et qui met éventuellement la main à l'ouvrage. Ce type de fonction, « chef des artisans », pouvait être assuré par un créateur « pluridisciplinaire ». Une stèle significative du début de l'art du Moyen Empire égyptien le prouve, la stèle sur laquelle un certain « technicien », Irtysen, se présente en tant que scribe (-dessinateur) et sculpteur, mais au domaine de compétence quasi universel : sacré, arithmétique, artistique, technique.
Le hiéroglyphe utilisé pour transcrire les différents termes de cette racine hémou (± « art ») représente le foret de silex lesté qui servait à creuser les vases de pierre au cours de la Préhistoire, en Égypte : un travail de spécialiste producteur de signes de prestige, déposés dans les tombes, des « super-vases », incassables-éternels, ou, peut-être, des images de vases, pour l'au-delà.
Indice que certains grands imagiers étaient considérés comme exceptionnels : un prêtre et scribe savant signa - à plusieurs reprises - le décor d'une tombe qu'il avait été invité à « inscrire », en gravant : « Le scribe des écrits divins, ce n'est pas quelqu'un qui appartient à la catégorie des « scribes de formes ». C'est son cœur (soit son intelligence) qui l'a conduit lui-même, sans qu'un supérieur ne lui ait donné de directive. ». Il y a donc bien des noms d'artistes, reconnus comme tels, inscrits sur certains monuments.
Le sculpteur en ronde-bosse était désigné comme « celui qui fait vivre », celui qui donne vie au bois, à l'ivoire, comme à la pierre la plus dure par la magie de son art. Cette aptitude à donner vie sera aussi celle attribuée au sculpteur par les Grecs, comme déjà chez Homère avec la figure d'Héphaïstos, capable de donner la vie à une statue d'Hermès.
L'enseignement se transmettait, habituellement, de père en fils ; et l'apprenti éventuel se considérait comme le « fils » de son maître. L'apprentissage se faisait en étudiant et en reproduisant les œuvres des prédécesseurs : traces des signes, graphie des mots et correction de l'expression, dessins de formes ou de figures. Des traces de cet enseignement subsistent sur ostraca - sur des éclats de calcaire, le plus souvent, et aussi bien peints que sculptés, mais aussi sur des plaques de bois stuqué. Ces premiers essais se trouvent aussi dans des tombes restées inachevées. Quelques membres de l'élite ont pu recevoir une formation artistique, comme les deux filles aînées d'Akhenaton et de Néfertiti.
Notons, par ailleurs, que les travaux les plus durs, comme l'extraction des pierres et leur portage, n'étaient pas le fait d'une armée d'esclaves, comme la tradition le voudrait. Cette tradition littéraire s'est fondée en Grèce et dans la Bible, dès les derniers siècles avant l'ère commune. Selon une approche plus documentée et rigoureuse la servitude dans l'Égypte antique était limitée aux prisonniers de guerre, mais il existait des serviteurs, aussi des servants, en particulier lors des services funéraires et le peuple des agriculteurs était tenu de corvées pendant la mauvaise saison, durant la crue du Nil, mais était bien traité. Ce sont surtout ces derniers qui ont élevé les pyramides et tous les travaux gigantesques que ce peuple a bâtis.

### Dessin
L'expression égyptienne pour désigner le dessinateur, « scribe des contours », traduit le fait qu'il n'y avait pas de distinction claire entre écriture et image. Suivant l'expression concise de Luc Delvaux, « le scribe dessine l'écrit, et le dessinateur écrit l'image. »

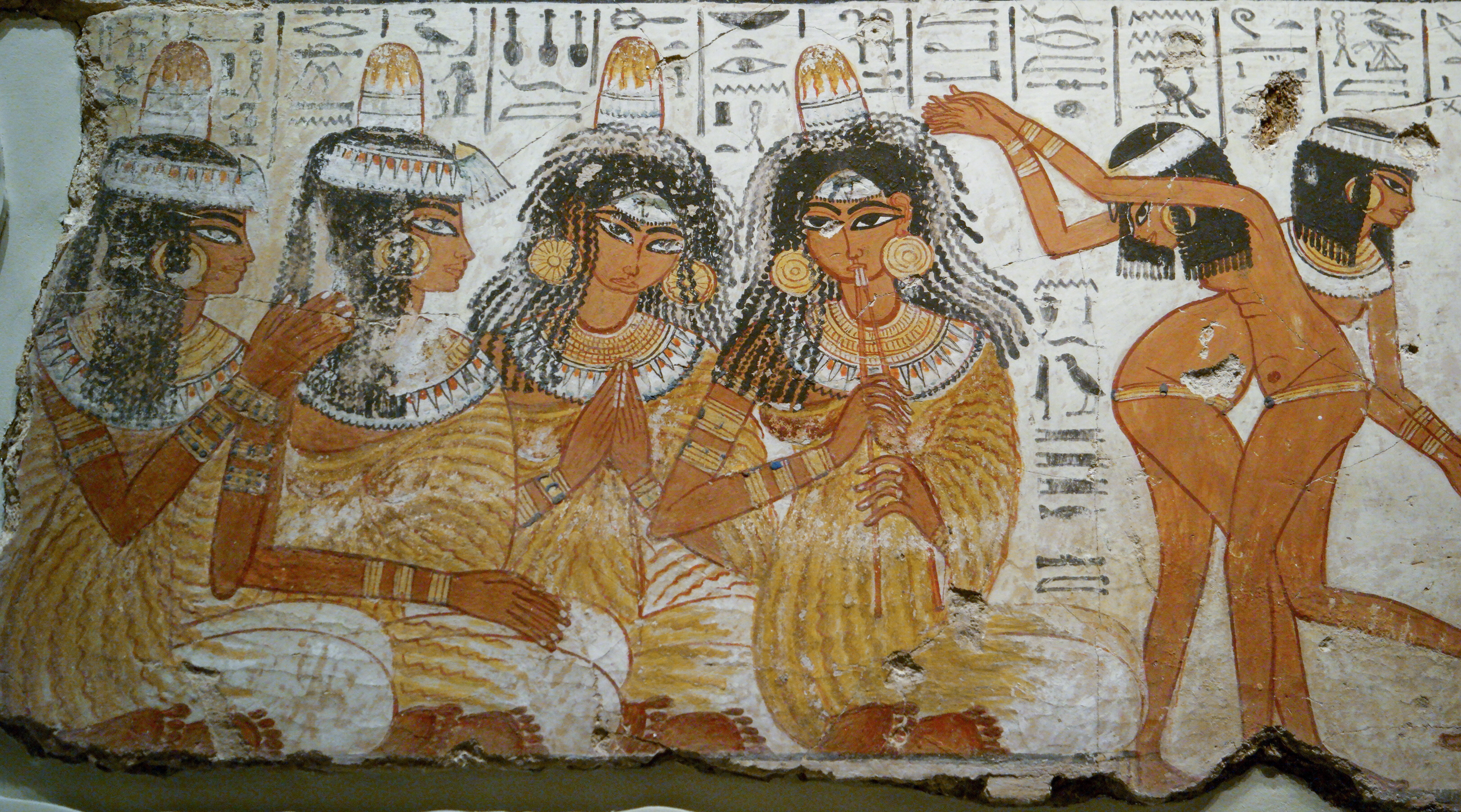
Musiciennes et danseuses. Tombe de Nebamon. XVIIIe dynastie. British Museum

Dans l'Égypte antique la peinture est d'abord un dessin, qui est éventuellement mis en couleur par des coloristes ; le dessinateur se fait rarement peintre. Plus généralement, le dessin est la source commune des autres arts ; sous forme de plan, d'esquisse, de grille, il est fondamental.
Le dessin en Égypte ancienne est régi par des codes, comme le canon classique ou l'usage de la frontalité. Le réalisme visuel lui est totalement étranger. « Leur but [aux dessinateurs] est de ne pas cacher ce qui est essentiel à la scène telle que leur esprit la conçoit et veut la faire revivre. » D'ailleurs le matériel est le même : l'encre et les pinceaux ou le calame, une palette pour les deux couleurs : rouge et noir, les dessinateurs et peintres disposent de palettes d'un plus grand nombre de couleurs (le mélange pigment eau se faisant dans des godets creusés dans la palette de bois). Le dessinateur broie le pigment (noir de carbone et ocre rouge ou d'oxyde de fer) puis le mêle à un liant de gomme végétale (probablement (?) gomme arabique) ce qui donne de petits pains de couleur qui seront fondus dans l'eau du godet.
En principe, le dessin représente toujours les visages de profil. Cependant la frontalité (le corps vu de face) s'applique dans certains cas : d'abord aux animaux, pour en souligner la fougue, l'énergie dans la vitesse, le regard aiguisé. Mais le visage humain peut être montré de face : traditionnellement, celui des ennemis. Exceptionnellement, ce peut être celui d'un prêtre qui se distingue par son acuité visuelle, comme le prêtre astronome. Et dans un groupe de musiciennes de la XVIIIe dynastie (actuellement au British Museum), deux d'entre elles ont le visage de face, ce qui pourrait indiquer un lien entre ces musiciennes et la déesse Hathor. Les égyptiens utilisent le profil comme ce que l'on peut observer dans l'art grec antique. Par contre, à la fin de l'Antiquité, l'Égypte romaine s'ouvre à de nouvelles techniques, et la frontalité peut s'appliquer alors au défunt.
En termes de couleur, il existe aussi des codes. L'exemple le plus frappant, à nos yeux, est celui qui distingue (comme en Grèce), dans la représentation du couple, le corps de la femme [appartenant à l'élite], qui est généralement en clair (jaune pâle) alors que celui de l'homme est brun. Mais, en principe, tous les corps humains du peuple, et ceux des divinités égyptiennes anthropomorphes sont bruns.

### Canon classique

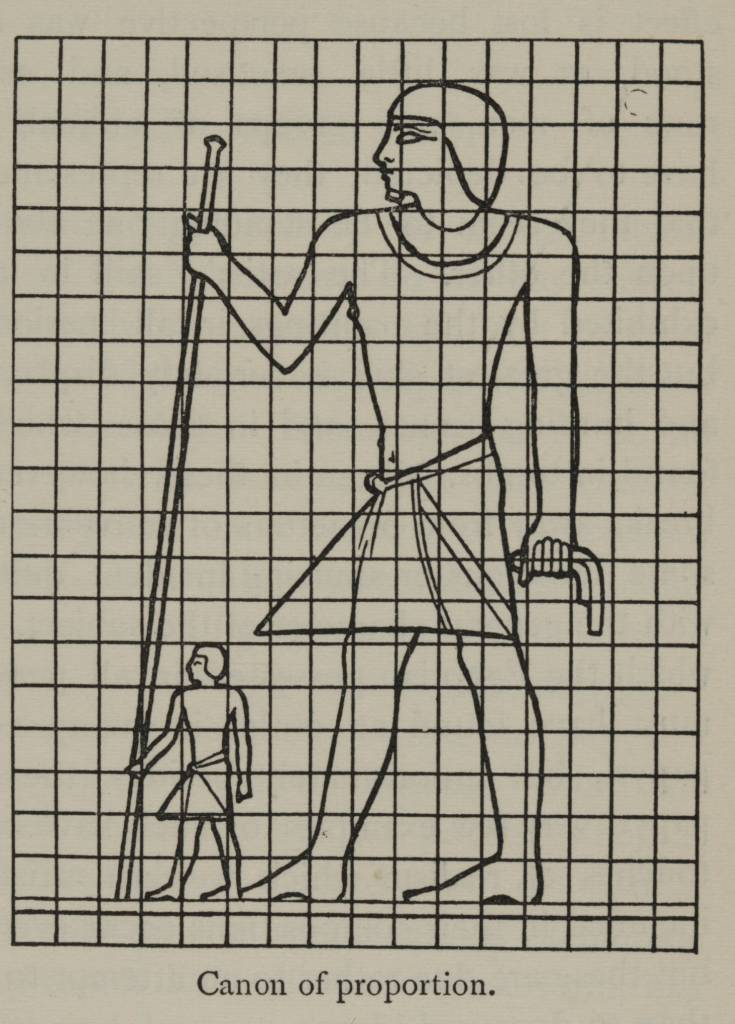
Canon de proportion égyptien selon Budge, E. A. Wallace, The Nile: Notes for Travellers in Egypt, (Harrison and Sons, London: 1902), p. 119..

Le « canon classique égyptien » se reconnait à ses mesures standardisées pour représenter le corps humain, dès l'époque pré-dynastique. La grille fondée sur la coudée royale égyptienne est explicite dès l'Ancien Empire (2700-2200). Ensuite, ce canon se modifie en partie à la XXVIe dynastie (664-323). Ce canon s'est ainsi reproduit, pour autant que les valeurs et les principes de l'art respectaient des usages et des traditions ; d'ailleurs, la Première Période intermédiaire (2200-2033) voit ces valeurs s'effondrer, ce qui est un signe de l'effondrement des institutions.
Ces traditions ne sont donc pas éternelles. Au Moyen Empire, la figuration du pharaon assis s'inscrit dans une grille de quatorze carreaux, cette tradition perdure jusqu'au début du Nouvel Empire, mais pas au-delà. Au Nouvel Empire le code impose deux carreaux du front à la base du cou et sept jusqu'à la taille. Quant aux figures de l'époque prédynastique, sur un  tesson du Musée de Saint-Germain-en-Lay datant de Nagada II (3500-3100) qui montre un couple se tenant par la main, on peut constater la mise en forme d'un code très ancien. La femme présente ainsi des éléments de la « danseuse » du musée de Brooklyn (voir ci-dessous). D'autre part, elle est vue de face, alors que l'homme est déjà en « marche apparente » et de profil. Toutes ces traditions iconographiques se sont donc mises en place lentement, sans pour autant se fixer définitivement, jamais.
Toute représentation, dans l'art égyptien, est caractérisée, en général, par une certaine idée d'« ordre » : des lignes claires associées à des formes simples, et des aplats de couleur quand il y en a. Mais des nuances sont parfois bien visibles. Les artisans, au cours de l'élaboration des figures, utilisaient une grille de lignes perpendiculaires, verticales et horizontales. Ils formaient ainsi un quadrillage. C'est ce qui leur permettait de donner des proportions (le canon classique) correspondant à des codes fixés par le clergé. Ils pouvaient ainsi procéder quelle que soit l'échelle de cette grille, grande ou petite, en fonction de la place dont ils disposaient pour leurs figures. Pour donner un exemple, au cours de l'Ancien Empire, la longueur de 4,5 carreaux correspondait au bras et à la main repliée, celle qui tient. À la même époque, la figure debout mesurait 18,75 carreaux, environ.
L'élaboration de ce modèle indique que la recherche d'une image de la nature ne suffisait pas, concernant l'image de l'homme. Mais pour le reste, l'attention aux choses de la nature, à l'étrangeté des plantes d'origine lointaine, par exemple, amène à développer un naturalisme qui, sans détail insignifiant, sait parfaitement résumer une forme à l'essentiel, sans aucun rapport à un canon. Par contre la mise au carreau est souvent d'usage pour des formes courantes. En effet, la mise au carreau permettait au dessinateur de mettre au point n'importe quel motif, qu'il pouvait, ensuite, reporter sans difficulté pour une quelconque commande, sur une grille agrandie, suivant le principe de l'agrandissement au carreau. Il faisait ces exercices sur ostracon de calcaire préparé, ou sur plaque de calcaire soigneusement aplanie, comme on en conserve une au Louvre avec un chat, un lion et un bouquetin, vus de profil.

### De face et de profil
Sur des surfaces, en peinture, sur un support plat ou en bas-relief, les artistes égyptiens représentaient les hommes, dans le même temps, de face et de profil. Ainsi les pieds, comme le bas du corps est représenté de profil, tandis que le haut du corps est représenté de face. La tête de profil, mais les yeux sont comme vus de face.

### Frontalité dans la sculpture

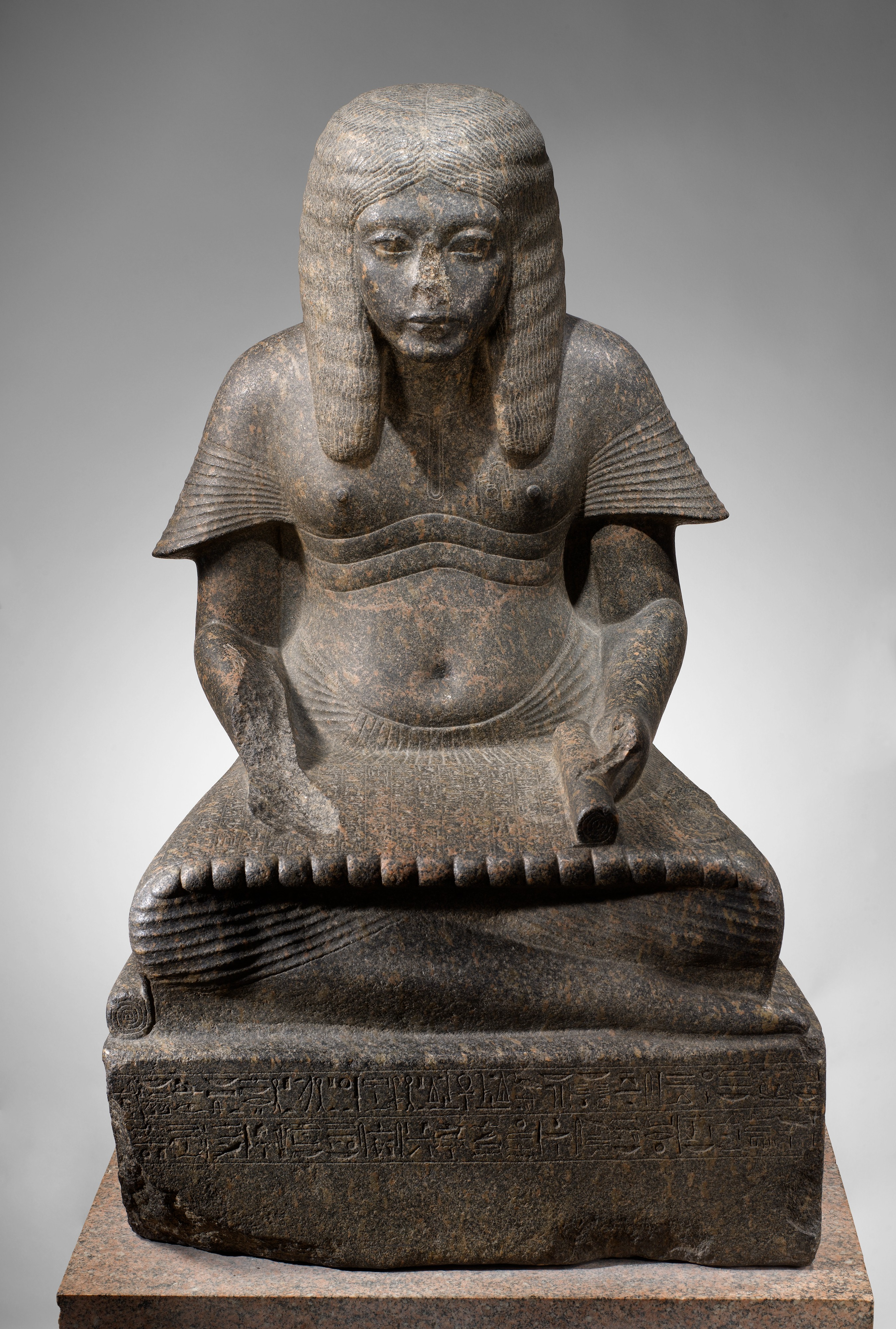
Statue d'Horemheb en scribe,, règne de Toutânkhamon ou de Aÿ. Granit, H. 117 cm. Met

La frontalité, le fait, pour une figure, de faire face à tout regard, s'appuie sur une composition de la sculpture selon l'axe qui est déterminé par la pose du sujet : le pied gauche en avant pour une figure debout, ou sur une base qui se prolonge au-delà des pieds posés au sol, pour une figure assise. Plusieurs figures seront ainsi posées l'une à côté de l'autre, quasi systématiquement, en ligne adossées à un « mur ».
Les statues adossées ou enfermées étaient vues de face. Notre perception, dans les musées, où l'on peut tourner autour, ne correspond donc pas au point de vue égyptien, pour ce type de statue.

### L'art du bas-relief

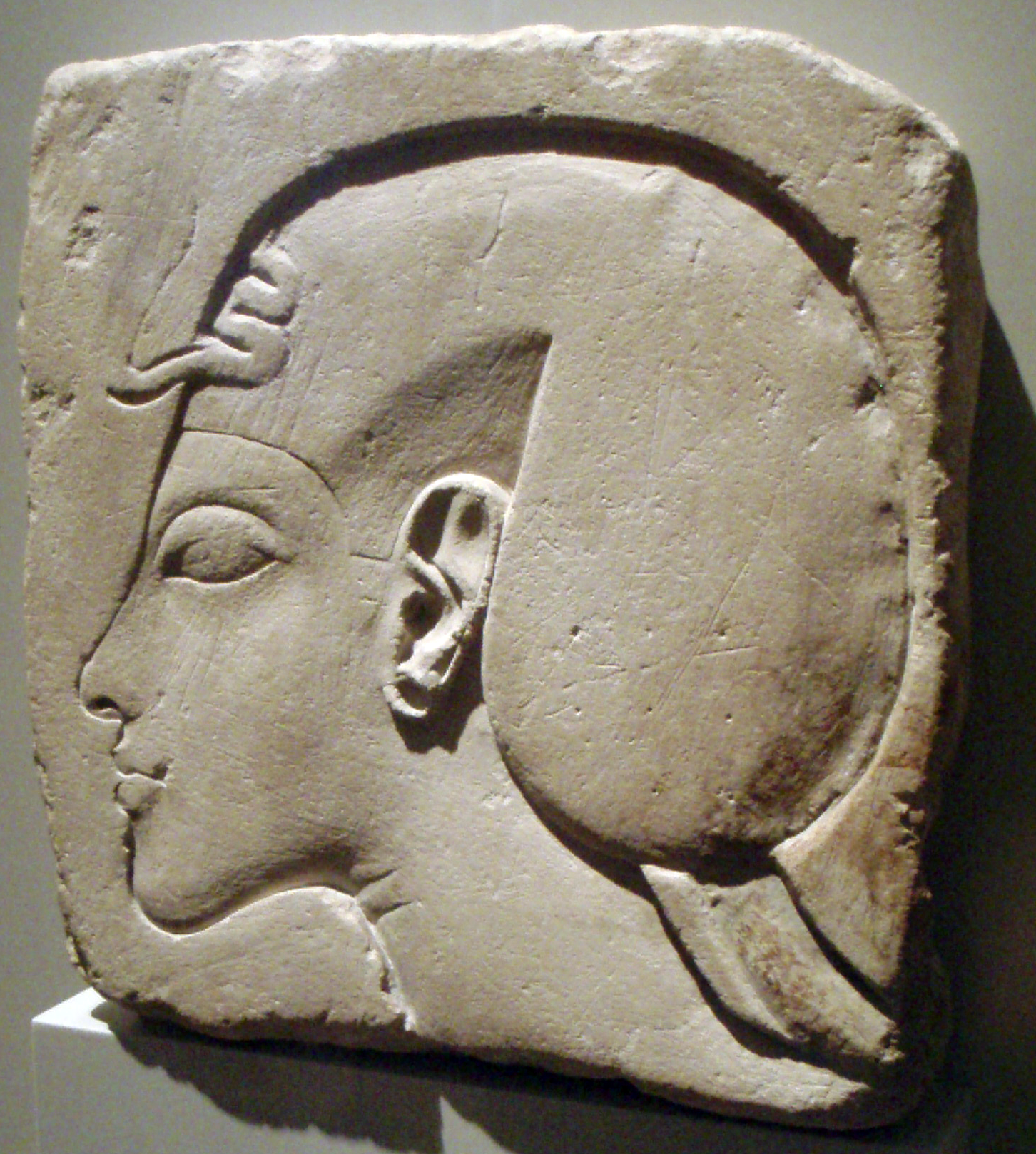
Profil d'Akhenaton. Calcaire (?), relief en creux. Amarna, v. 1340. Musée égyptien de Berlin

Cet art contraint le sculpteur à travailler sur une faible profondeur, tout en restituant l'impression visuelle du volume, dans ses creux les plus nets et ses nuances les plus subtiles. Mais entre le haut-relief qui se détache totalement du fond et le bas-relief qui se détache très peu sur le fond, les égyptiens sculptaient  le « relief en creux », où la figure est soit complètement évidée, soit la figure s'inscrit dans un contour profond, afin d'en rendre la lisibilité plus sûre. C'est le cas du portrait d'Akhenaton sur calcaire, du musée de Berlin.
Le premier tracé pourrait en revenir à un « scribe des contours », au pinceau. Le sculpteur « porteur de ciseaux » travaille le bois comme la pierre. Cet art qui permet de maintenir les textes exposés aux intempéries apparait souvent sur la pierre des temples, tant à l'extérieur qu'à l'intérieur et sur toutes surfaces, planes ou courbes, comme sur le tambour des colonnes. Si dès la IIIe dynastie, avec le bas-relief dans le bois, de la tombe d'Hézyrê le modelé atteint une subtilité exceptionnelle, l'art du Moyen Empire manifeste une maîtrise parfaite, jusque dans le détail, en particulier avec le pilier de Sésostris Ier du temple d'Amon (Karnak), au Musée du Caire.
L'époque amarnienne offre aux sculpteurs l'occasion de trouver de nouvelles solutions pour résoudre les difficultés propres au bas-relief. Ils rencontrent la contrainte supplémentaire de l'affirmation du style imposé par Amenophis IV - Akhenaton surtout au début de son règne. Le fragment du musée de Berlin fait preuve d'une belle économie de moyens pour passer d'un plan à un autre sans brutalité et sans réalisme non plus, tout en maintenant l'ensemble dans un jeu de rimes, où les courbes répondent les unes aux autres avec élégance.

### Ronde-bosse
La sculpture en ronde-bosse nous est souvent parvenue au sein des monuments, exposée aux intempéries et aux destructions. Ces monolithes n'étaient pas seuls. Des fragments de sculptures déposées dans les temples ou dans les palais, ainsi que ce qui a pu être préservé dans certaines tombes nous montrent des pratiques complexes. Parfois un tenon dans le cou d'un portrait sculpté indique l'assemblage qui reliait la tête au tronc, creusé d'une mortaise. Les pierres les plus employées, le calcaire, le grès, le granit rose, le quartzite (grès silicifié) rouge, le Grauwacke gris-vert ont pu recevoir une couverture colorée peinte ou dorée, dont il reste parfois des traces. Couleurs et formes vont dans le sens d'un certain style naturaliste, constant mais souvent idéalisé (figures royales) tout au long de l'histoire de l'Égypte antique - les figures stylisées plus ou moins schématiquement se rencontrent dans les reliefs, comme pour les paysans franchissants le Nil, alors que les bœufs sont soigneusement détaillés avec un quasi-réalisme. Le bois de cèdre, d'acacia, d'ébène ou d'if, est employé seul ou assemblé à plusieurs essences. L'assemblage est, d'ailleurs, une pratique courante qui fait jouer soit la couleur de chaque partie, l'or, le bronze, le verre coloré dans la masse, , etc. soit du fait d'un traitement coloré en surface, sur un enduit. Des éléments métalliques, comme les couronnes, les uræus, apportent différentes couleurs et leur éclat sur des éléments saillants. Le bronze peut souligner l'œil comme un trait de khôl, quand le blanc de l'œil sera souvent en pâte de verre.
La sculpture métallique en tôle de cuivre martelée, assemblée, apparait sous l'Ancien Empire : la statue portrait de Pépi Ier -  VIe dynastie (2350-2200) - est associée aux couleurs apportées par la faïence et une pierre, l'obsidienne (?) pour la pupille. La sculpture à la cire perdue est largement utilisée pour des statuettes. Mais pour des sculptures de plus grande taille, comme la statue de la divine adoratrice Karomama, (du Louvre) « c'est un assemblage de fonderie sur un noyau sableux recouvert de métal ». Enfin, l'orfèvrerie, dont l'élite a su tirer un déploiement de luxe inouï, pratiquait systématiquement l'assemblage des matières et des couleurs les plus variées, sauf à certaines périodes, comme au cours de la XXIe dynastie où l'accumulation fait place à une bien plus grande homogénéité sans nuire aux qualités sculpturales.
On rencontre souvent un type de composition groupée, de deux figures (dyade) ou de trois figures (triade), comme les triades de Mykérinos (voir ci-dessous).

### Dessinateurs et coloristes
Sur les chantiers avec peintures de tombes et bas-reliefs de temples, il y avait deux équipes. Le chef de groupe exerçait l'autorité sur le tailleur de pierre, le sculpteur, le plâtrier et le peintre dessinateur ou « scribe des formes ». Celui-ci traçait les contours à la peinture rouge, les corrigeait au noir, tandis que les apprentis posaient les couleurs sur ce dessin. La fonction du peintre en tant que dessinateur était donc essentielle. Le peintre pouvait aussi déployer sa virtuosité au cours du travail de la couleur, qui n'était donc pas toujours un remplissage. Une scène de banquet, datant du règne de Thoutmôsis IV, au musée Calvet, montre un travail accompli dans le rendu d'un tissu plissé et dans le dessin des figures.

### Espace
Sur les bas-reliefs, sur les peintures le traitement de la représentation de l'espace se faisait sans notre perspective. Une surface pouvait être divisée, par des lignes, en registres superposés, ce qui permettait d'évoquer un grand nombre de scènes sous forme de bandeaux horizontaux. Au tout début du Nouvel Empire, on constate un usage plus régulier qu'auparavant de la ligne de registre et les figures qui surmontent la scène principale se trouvent placées au deuxième plan. Mais le texte hiéroglyphique est plus libre. Les hiéroglyphes s'écrivent de droite à gauche, de gauche à droite ou de haut en bas, la direction usuelle étant de droite à gauche, en ligne ou en colonne, donc. Un cartouche franchissant plusieurs lignes, verticalement.
Ces registres superposés étaient bien souvent occupés par la juxtaposition de motifs, de taille semblable, l'un à côté de l'autre, sous forme de quasi-frise. Une stylisation identique permettait d'« orchestrer » tout l'ensemble. C'était, souvent aussi, la répétition du même motif, en silhouettes décalées, se masquant partiellement (comme des rangs de soldats). Ce qui produisait un effet de profondeur. Pour évoquer la profondeur les Égyptiens emploient donc la superposition d'une figure devant l'autre, très tôt, dans la palette de Narmer et les oies de Meïdoum, et plus tard avec les palmiers devant les habitations des habitants de Pount dans le célèbre bas-relief de l'époque d'Hatchepsout. Le procédé du « rabattement » (ou perspective rabattue) favorisait la « lecture » d'un signe, immédiatement reconnaissable (les échelles, comme vues « du dessus », dans le paysage de Pount). Dans la tombe de Ramose, vers 1411-1375, à l'époque d'Amenhotep III et IV , l'ensemble de ces procédés se retrouve habilement déployé dans le groupe des pleureuses : effet groupé, quasi frise, répétitions décalées, symétrie, variations sur le motif des bras tendus et enfin deux figures atypiques, l'enfant nue et l'adolescente qui serre sa mère par la taille qui mettent en valeur ce grand mouvement d'ensemble.

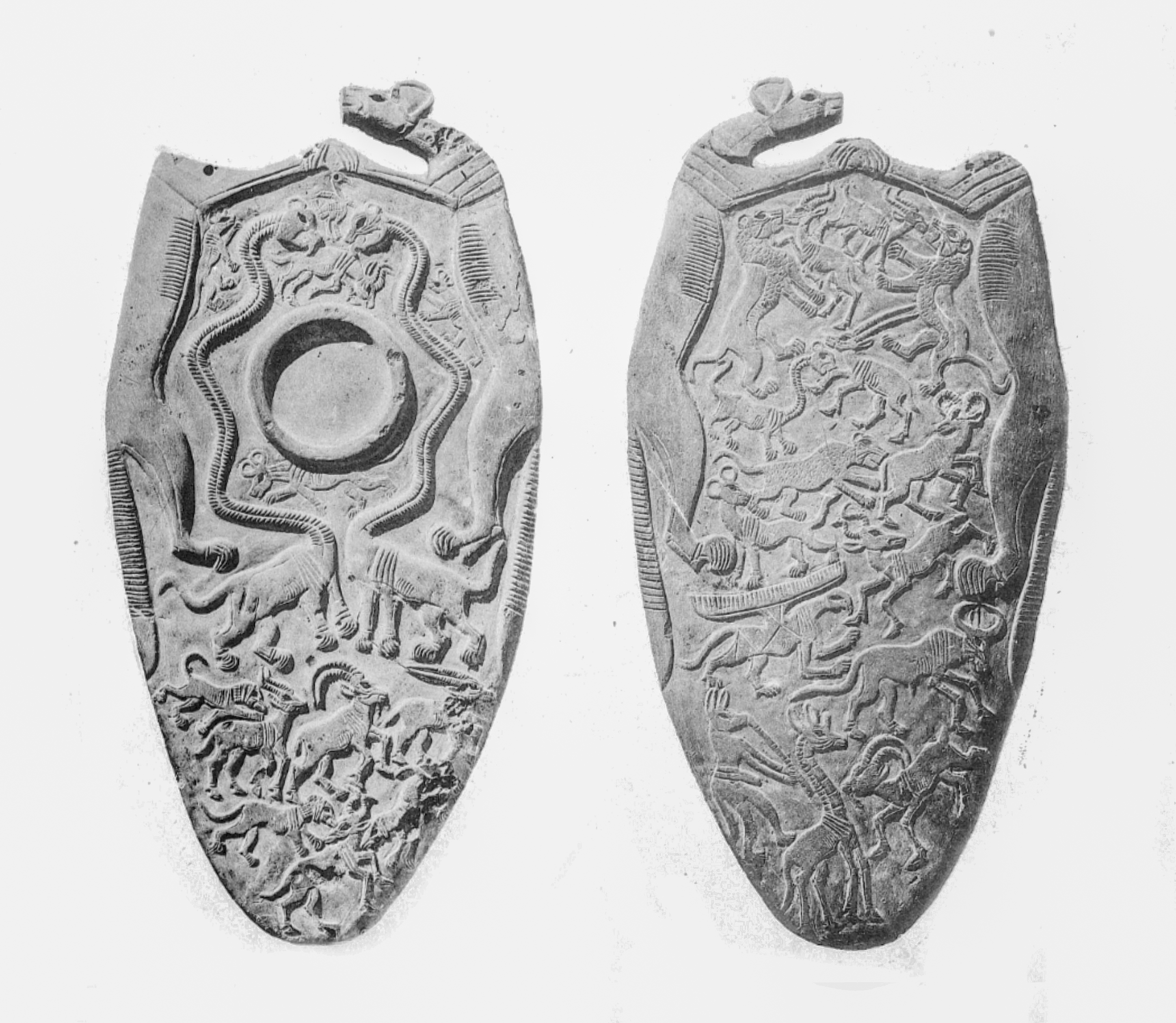
Petite « palette aux lycaons », Nagada III (vers 3300 AEC). Juxtaposition de formes « orchestées », naturalistes et hybrides. Ashmolean Museum, Oxford
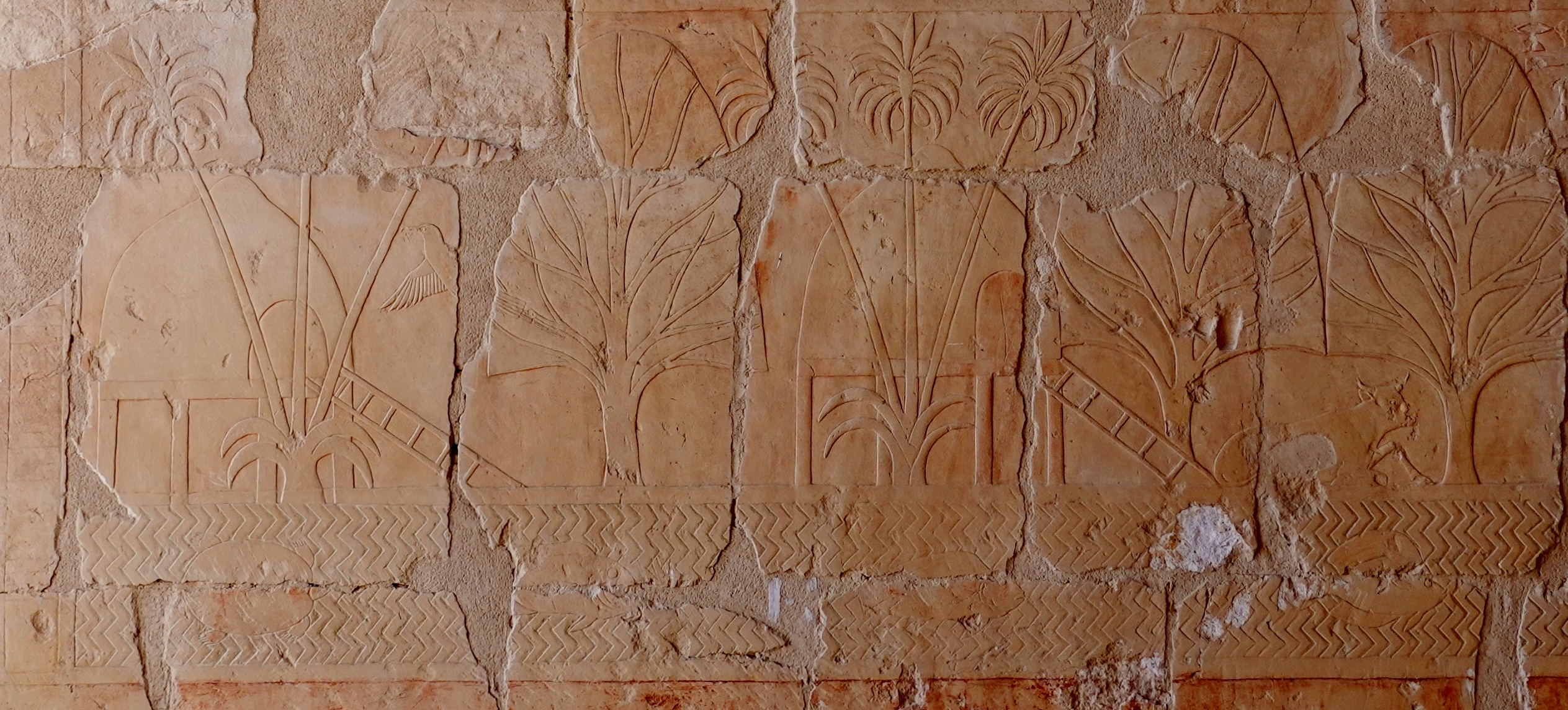
Expédition au pays de Pount. Maisons sur pilotis (vue frontale) et échelles (rabattues), palmiers dattiers fructifères (en superposition), arbres à myrrhe, oiseau Souimanga du Nil, une vache, poissons et tortue dans l'eau (transparence et rabattement). Bas-relief. Temple funéraire d'Hatchepsout (1479-1457).
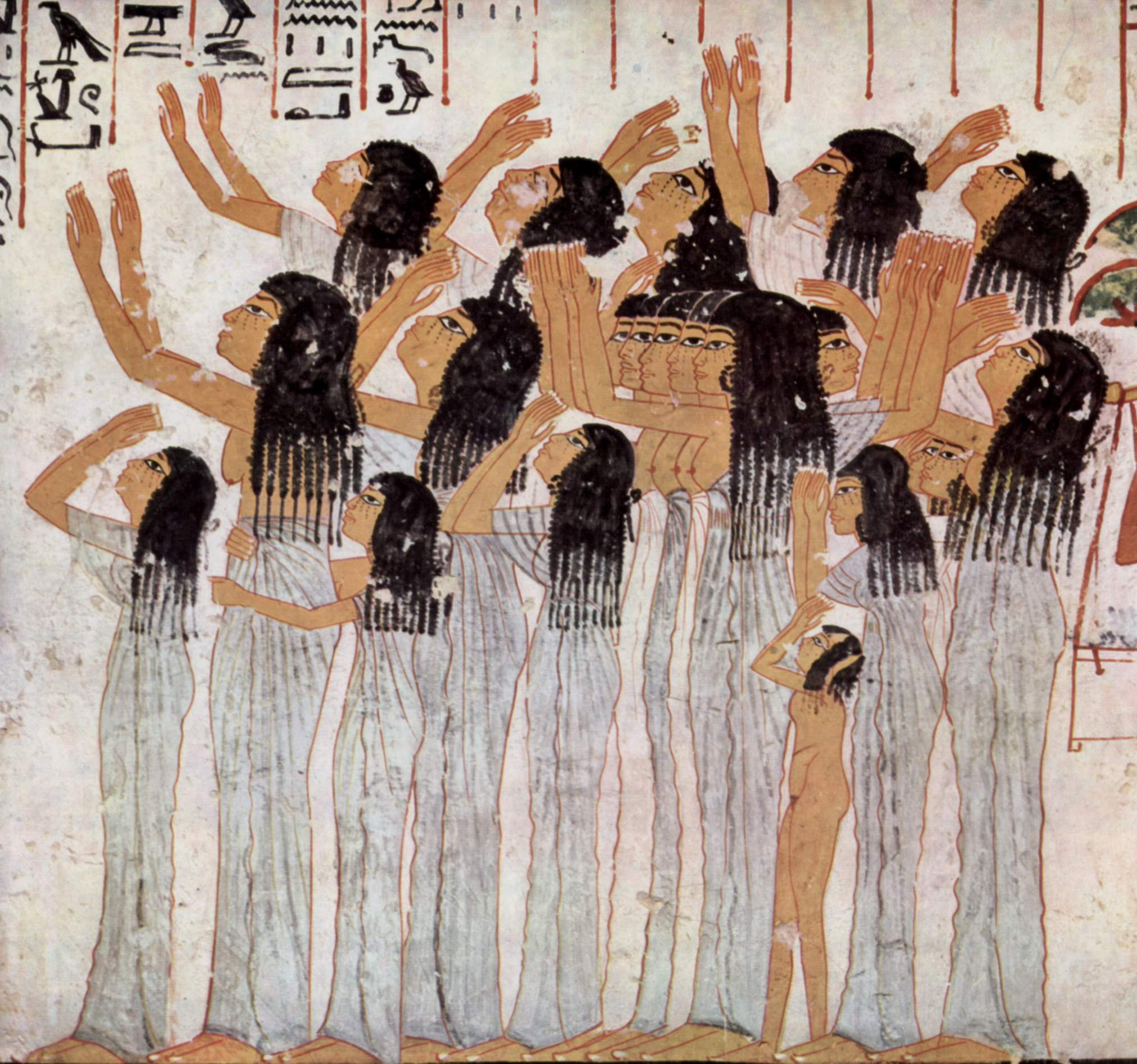
Groupe des pleureuses. Peinture sur enduit, 75 × 80 cm. Tombe de Ramose, TT55, Thèbes

La dimension temporelle parvient à se manifester aussi. Francesco Tiradritti choisi deux exemples où, sur le même objet, trois moments d'une même action se rencontrent. Ainsi sur la « fausse porte » d'une tombe de l'Ancien Empire, Musée des Beaux-Arts (Boston) (G5032), le défunt est représenté comme s'il entrait, comme s'il se mettait à table, puis comme s'il sortait. Sur une palette (vers 3200, British Museum, EA 20791) le déplacement d'un vautour est aussi décomposé en trois moments d'une action.
La juxtaposition de divers points de vue permettait d'évoquer un vaste espace sans aucun effet de superposition. Le jardin de Rekhmirê, une peinture murale datant des règnes de Thoutmôsis III et Amenhotep II, emploie ce rabattement tout autour du rectangle d'un plan d'eau. La projection orthogonale combine rabattement et échelonnement, c'est ce qui peut servir pour représenter un temple et son pylône, à 180° l'un par rapport à l'autre, ou toute autre situation similaire ; l'échelonnement va permettre de figurer une forme après l'autre, sans superposition ; par exemple, un mur et sa porte, puis au-dessus, les bâtiments qui sont « derrière ».

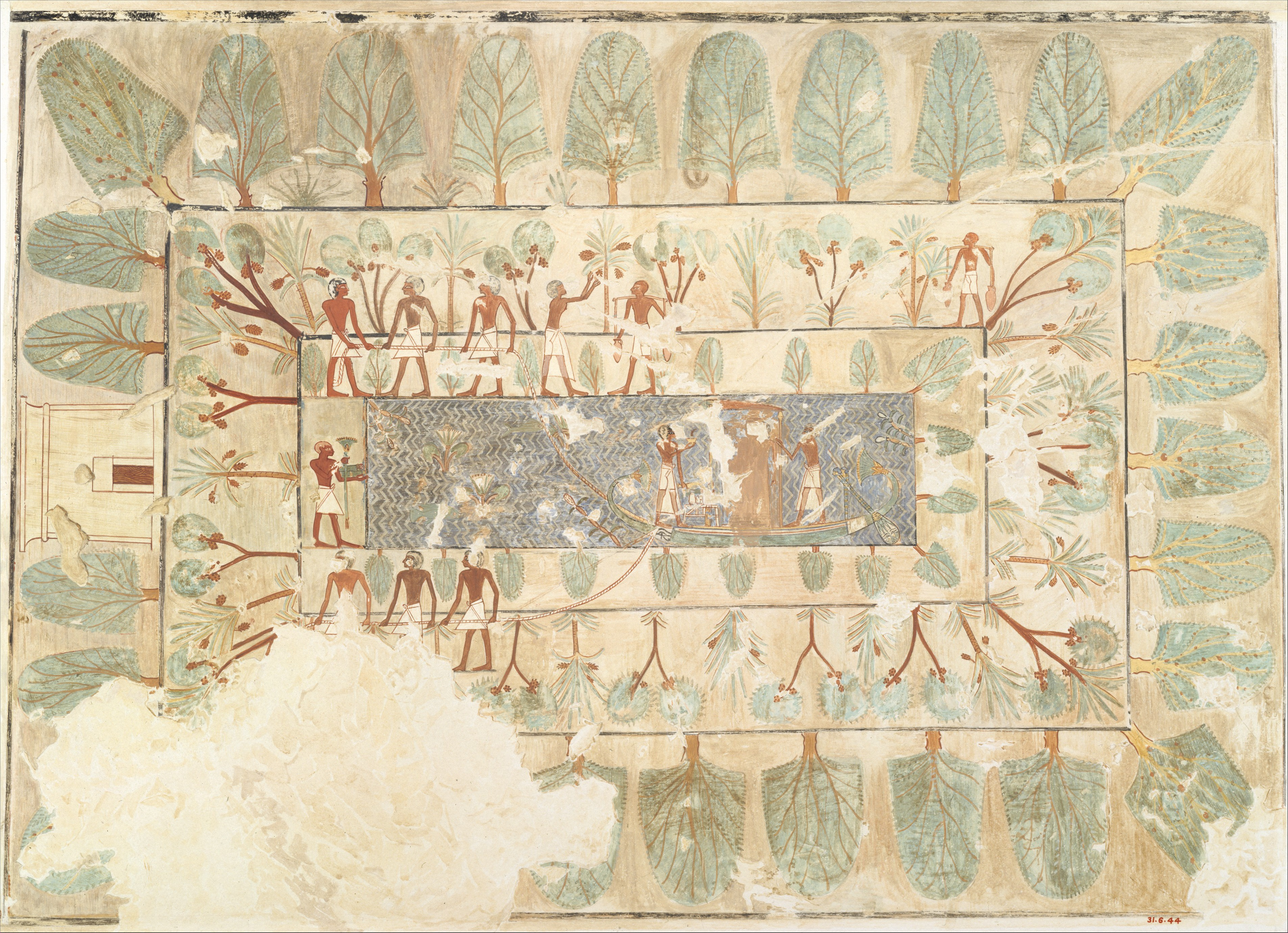
Peinture murale : Jardin de Rekhmirê. Règnes Thoutmôsis III-Amenhotep II. Frise d'arbres à myrrhe rabattue sur les quatre côtés. Plan d'eau vu de dessus et figures de profil.
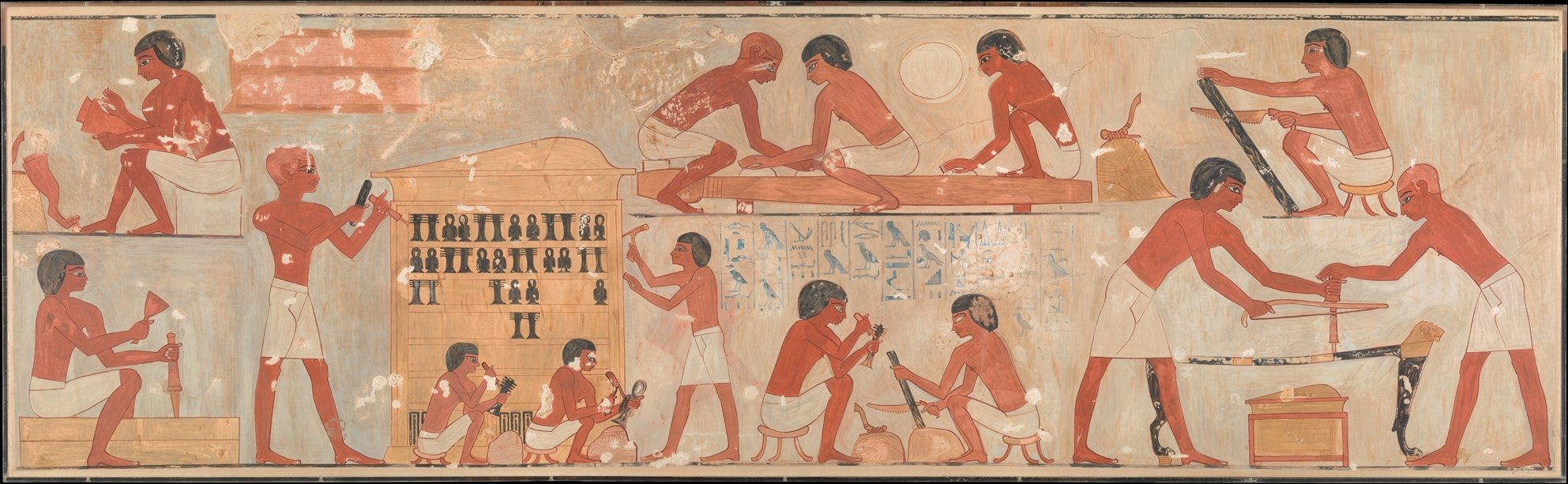
Menuisiers. Tombe de Rekhmirê (TT100) v. 1457-1425. Copie. Met. Échelonnement.

### Échelle
Les images signifiaient la position de chacun sur une échelle qui hiérarchisait, par la taille, telle figure humaine ou non-humaine, l'une par rapport à l'autre, et cela de manière clairement identifiable. Le roi, ou le maître, le fonctionnaire par rapport aux ouvriers sont ainsi toujours représentés plus grand que les autres hommes. Rois (ou reines, comme Hatchepsout) et dieux sont à la même échelle.

## Styles

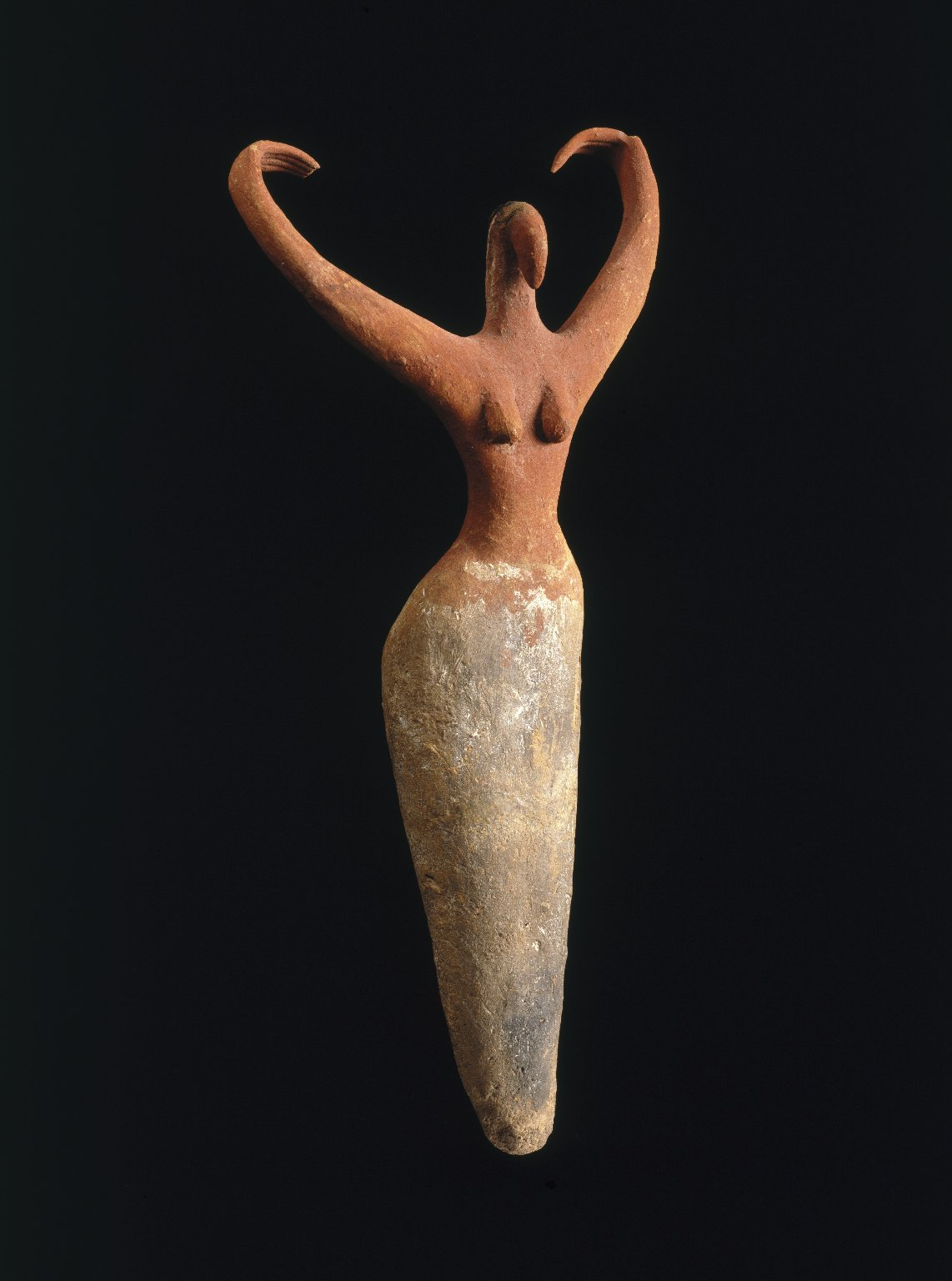
Figure de femme dite « danseuse ». Nagada I, v. 3500-3400 Prédynastique Terre cuite peinte H. 29,3 cm Musée de Brooklyn
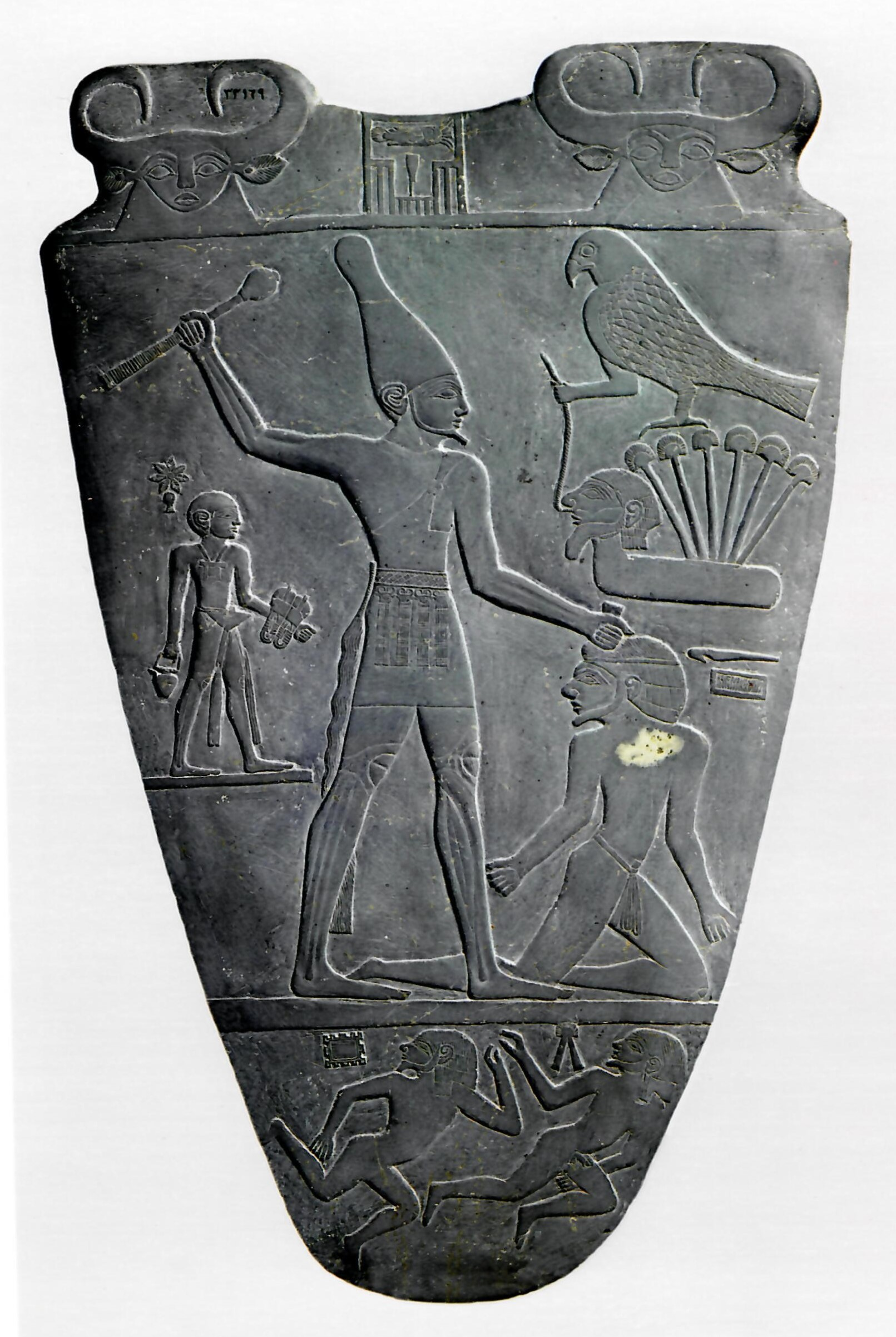
Massacre d'un captif. Palette de Narmer, v. 3000 Période thinite Pierre, H 64 cm. Musée du Caire
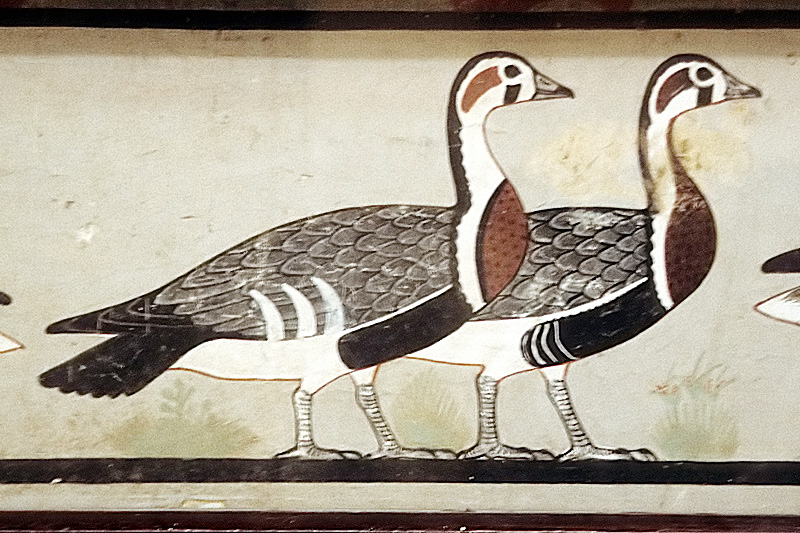
Les Oies de Meïdoum, détail Ancien Empire, IVe dynastie, v. 2500 Stuc peint, H. 27 cm Musée égyptien du Caire
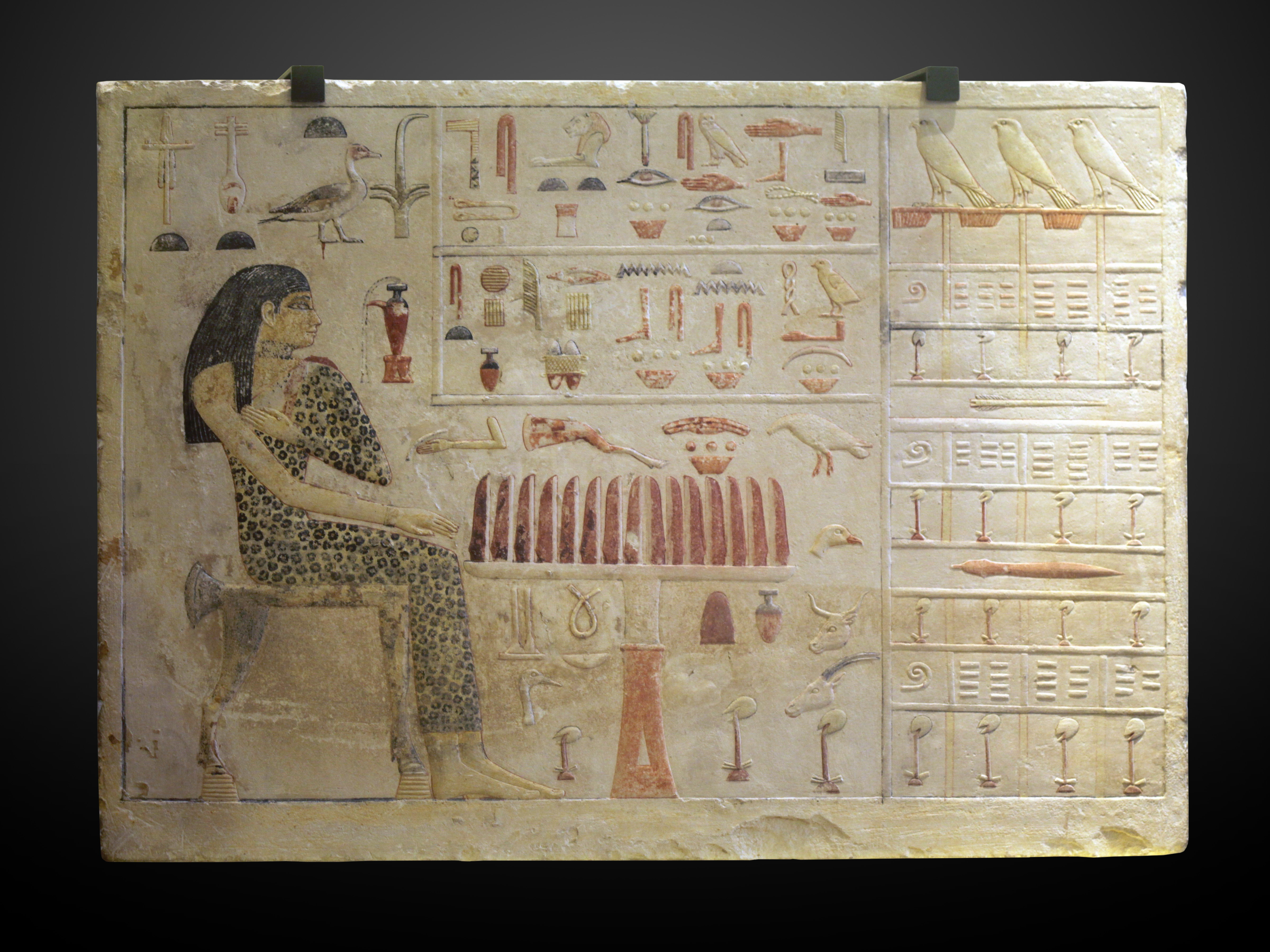
Stèle de la princesse Nefertiabet Ancien Empire, IVe dynastie, r. Khéops 2590-2565 Musée du Louvre[62].
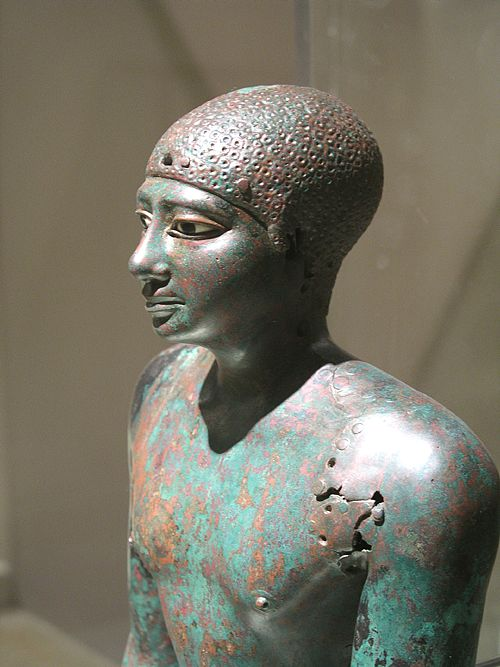
Pépi Ier. VIe dynastie (2350-2200). Cuivre martelé, faïence et pierre. Ancien Empire Musée du Caire
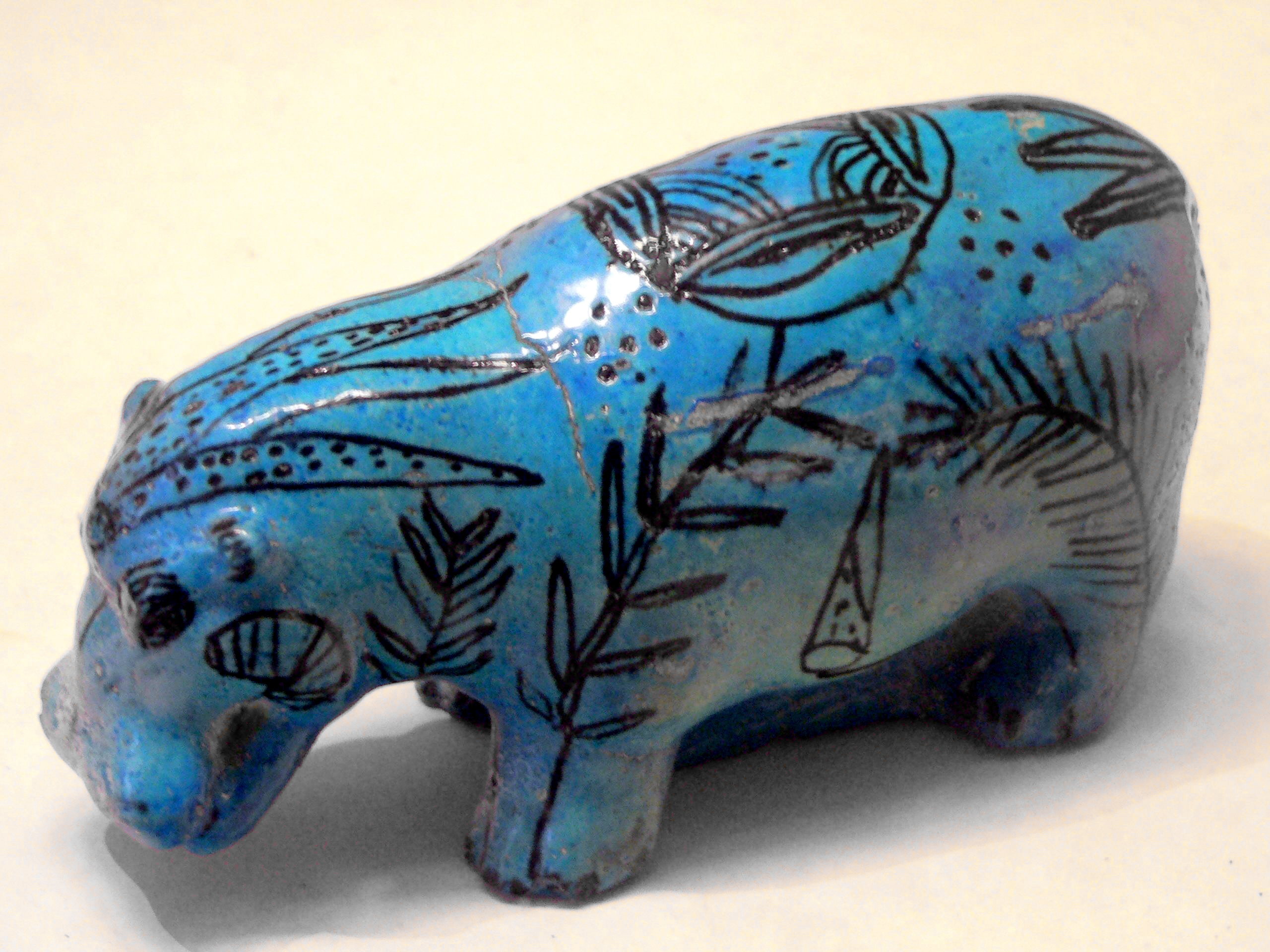
Hippopotame couvert de plantes des marais. Moyen Empire Mi. 13e dyn., v. 1750-1650 Faïence égyptienne. L. 20,5 cm Musée du Louvre E 7709
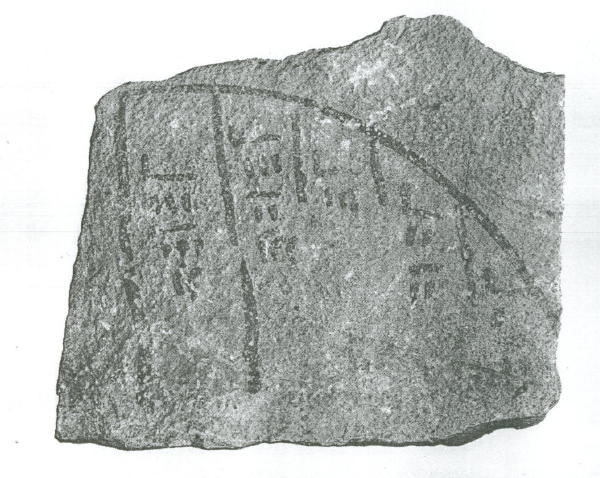
L'ostracon de Saqqarah Ancien Empire, IVe dynastie.

Sur une si longue durée et avec une production si abondante et diverse les styles employés sont d'une grande variété.

### Généralités

#### Stylisation
Au cours de la Préhistoire, c'est parfois le schématisme qui génère des volumes simplifiés à l'extrême. Ainsi la figure de femme de Nagada, au musée de Brooklyn qui semble danser. C'est aussi ce qui caractérise l'art de la période thinite. Ce vocabulaire est employé pour déployer toute une imagerie de la violence sur des objets ayant, comme la palette de Narmer, une fonction de communication, d'affirmation du pouvoir au cours de cette période d'affrontements qui va jusqu'au Nouvel Empire. On peut encore rencontrer ce schématisme stylisé au cours de l'Ancien Empire (statue de Pépi Ier, cuivre, Musée du Caire). À ces procédés qui tendent à atteindre l'essentiel de la forme, s'oppose le rendu du modelé sur les corps de la tombe d'Hézyrê, au cours du règne de Djéser et sur un ensemble de sculptures sur bois conservé au Musée égyptien du Caire.
La stylisation qui simplifie la représentation de l'hippopotame se double d'un jeu d'association où les plantes des marais, parfaitement identifiables, dont le lotus bleu, sont figurées sur sa peau, suivant une tradition iconographique qui donne à ce type d'objet la couleur bleu vif de la faïence égyptienne, qui fait reluire l'objet, comme ruisselant, dans ce cas. La femelle qui peut devenir dangereuse pour protéger sa progéniture est rapidement associée à la divinité de la maternité Taouret, et aux constellations. Les hippopotames, associés aux eaux du Nil et au marécage primordial, sont, par extension associés à la renaissance, au-delà de la mort.

#### Naturalisme et détails de l'apparence
Cela dit, les artistes avaient, suivant la tradition naturaliste, une attention au détail juste, à la nuance colorée qui permettent d'identifier sans hésitation le sujet représenté surtout pour ce qui est de la représentation des animaux, et même des plantes et des arbres, que ce soit tout au long de l'histoire des hiéroglyphes ou dans les peintures murales, poteries, sculptures, et même les objets utilitaires d'exception et les bijoux.

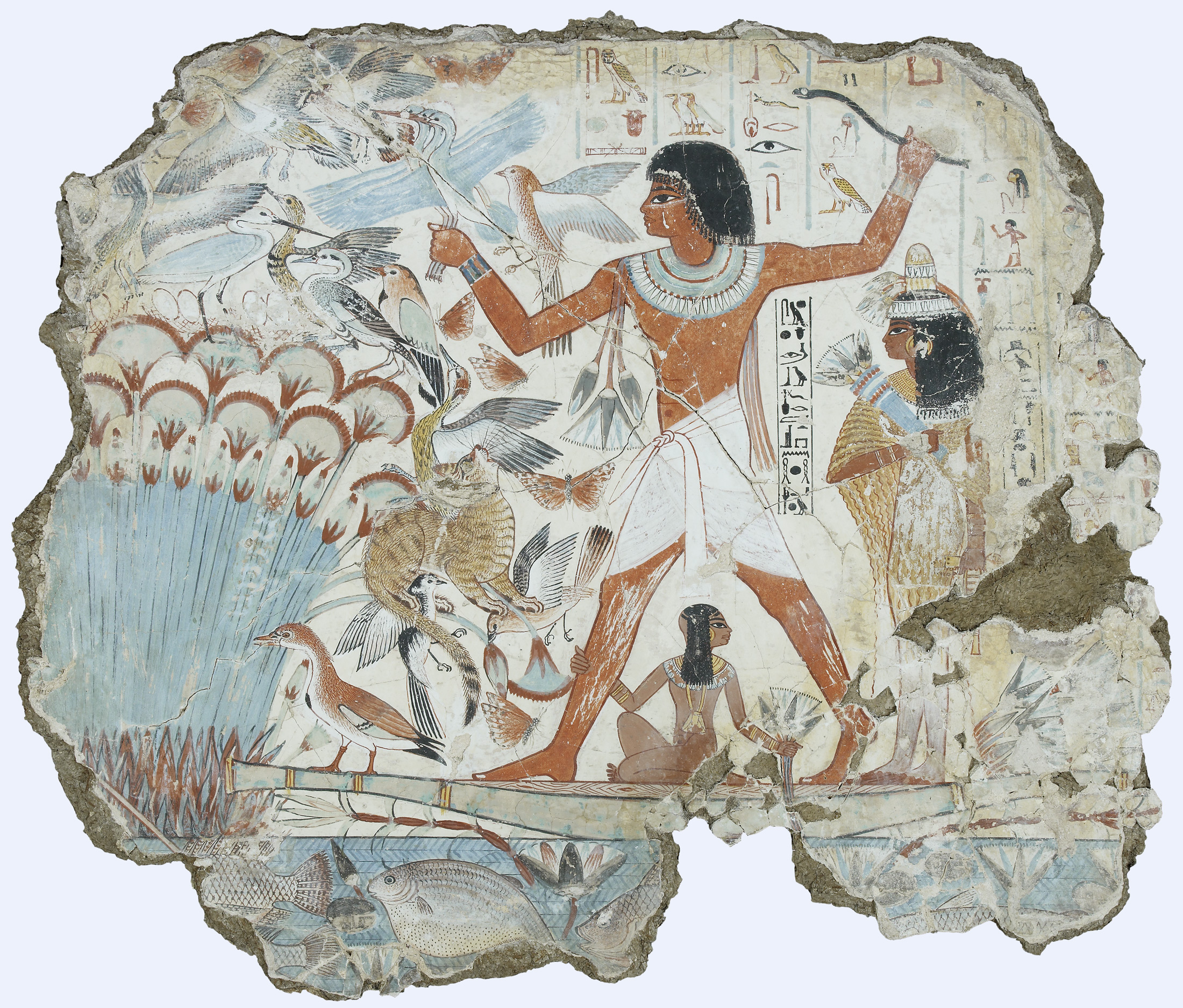
Chasse dans les papyrus
Tempera/plâtre, H 81 cm
, av. 1350. Thèbes Ouest
Tombe de Nebamon
British Museum

En ce qui concerne les détails anatomiques, ceux qui ne semblent pas significatifs n'apparaissent pas, ou de manière aléatoire. Dans tous les cas la musculature est très peu visible. Le sculpteur s'attache à respecter les proportions et l'architecture générale du corps en indiquant, toutefois quelques détails, comme la pointe des seins sur le corps des hommes, et cela suivant une tradition qui remonte à l'Ancien Empire. Hommes et femmes de l'élite portent perruque sur un crâne rasé dans les grandes occasions. Mais les femmes aisées prenaient soin de leur coiffure, à la signification érotique marquée : longues mèches, boucles, crêpelures, nattes, éventuellement ornées de rubans et de fleurs. Les hommes de l'élite, les ouvriers, les soldats sont vêtus d'un pagne, plus ou moins simple. Les paysans, comme les enfants, sont représentés nus. De même les paysannes et la plupart des servantes sont nues. Les femmes de l'élite portent une tunique et éventuellement un châle. Sous l'Ancien Empire, les femmes portent une tunique étroite, moulante même, arrivant à la cheville et munie de bretelles. Au Moyen Empire et au début du Nouvel Empire, la tunique s'arrête sous la poitrine, laissant celle-ci découverte. Plus tard, un châle, plissé fait son apparition. Le tissu de lin produit en Égypte est renommé pour sa finesse dans l'Antiquité. Lorsque le tissu est plissé il peut d'autant mieux épouser les formes féminines, mais cela signifie aussi le très haut statut de la personne car le tissu coûte cher. Elles utilisent le bâtonnet des scribes pour se maquiller. Lors de festivités ou de rituels divins, un cône de cire d'abeilles (peut-être parfumé) repose sur leur coiffure et il n'était pas réservé à l'élite. Hommes et femmes portent aussi quelques accessoires : colliers et amulettes, avec parfois ce qui semble une ceinture de perles pour les servantes. Ces généralités comptent aussi quelques exceptions, comme la peau de panthère de dame Néfertiabet (stèle de l'Ancien Empire, musée du Louvre).

#### Stabilité, lisibilité
L'impression d'« ordre », de stabilité tout comme la lisibilité des formes et des symboles qui nous semblent constants, la plupart du temps, tient à certains procédés traditionnels qui se retrouvent très souvent, comme la frontalité et les effets de symétrie, l'absence de déséquilibre. Seule, l'expression de la force du souverain légitime son corps déporté en avant dans la manifestation de son énergie guerrière, toujours présenté en vainqueur. Par ailleurs, la permanence des symbolismes participe constamment à la conception de l'art égyptien — les symboles sont omniprésents dans l'art égyptien. Ainsi, les animaux sont des représentations symboliques de divinités. La couleur a également un usage précis : le bleu et le vert étaient rattachés au Nil et à la vie, le jaune évoquait le Soleil, le rouge inspirait la force, le pouvoir et la vitalité.

#### Idéalisation
L'idéalisation s'applique à toute image divine. Dans les temples, plus encore que dans les tombes, l'ensemble des divinités appartient au monde idéalisé, dont l'image est contrainte par des codes immuables.
Le souverain est toujours l'objet d'une idéalisation plus ou moins évidente. Certains traits distinctifs sont assemblés pour produire une image conventionnelle du souverain, selon les époques il peut être dans la force de l'âge ou, au contraire, dans un état de jeunesse permanente, tout au long d'un règne. Les portraits de Sésostris III sont des deux catégories. Tandis que les hauts dignitaires, surtout entre la IIIe et le début de la IVe dynastie sont bien plus typés, et même individualisés.
Dans les peintures, les figures du peuple, les attitudes sont bien plus variées que pour les deux groupes précédents. Les scènes sont peintes avec un certain degré de naturalisme. Mais une étude attentive ne rencontre pas autre chose que la représentation de catégories d'individus : les paysans, les artisans, les pleureuses, , etc. Ces catégories de gens du peuple ne sont pas représentées selon des codes fixes. Leurs attributs, vêtements, outils, les attitudes caractéristiques de leur travail peuvent varier. Certains gestes semblent naturels, bien observés. On peut même rencontrer une attitude qui semble le souvenir d'un instant saisi sur le vif, comme cet ostracon à la petite souffleuse. Parfois tel lieu, à telle époque verra ses paysans maigres et fatigués, néanmoins ce ne sont que des groupes, des types d'individus en action, clairement identifiables.

#### Hybrides
Certaines figures hybrides du monde surnaturel, comme le dieu Bès ou le sphinx, et les différentes variantes : criosphinx, à tête de lion, hiéracocéphale, à tête de faucon, ceux à tête de roi ou de reine (etc.), sollicitent l'esprit d'invention des artistes pour assembler la tête au corps. Les dieux, anthropomorphes ou zoomorphes, doivent être clairement identifiables par leurs attributs. De même, chaque geste, et chaque position dans une scène, accompagnée de son commentaire textuel, est fortement porteur de sens et identifiable. Aucune forme hybride ne peut être le produit d'une invention individuelle. Par contre, la religion égyptienne a évolué, rencontré des crises. Sous Akhenaton, le dieu solaire, Aton, prend la forme éphémère d'un disque d'où les rayons lumineux se terminent par de petites mains.

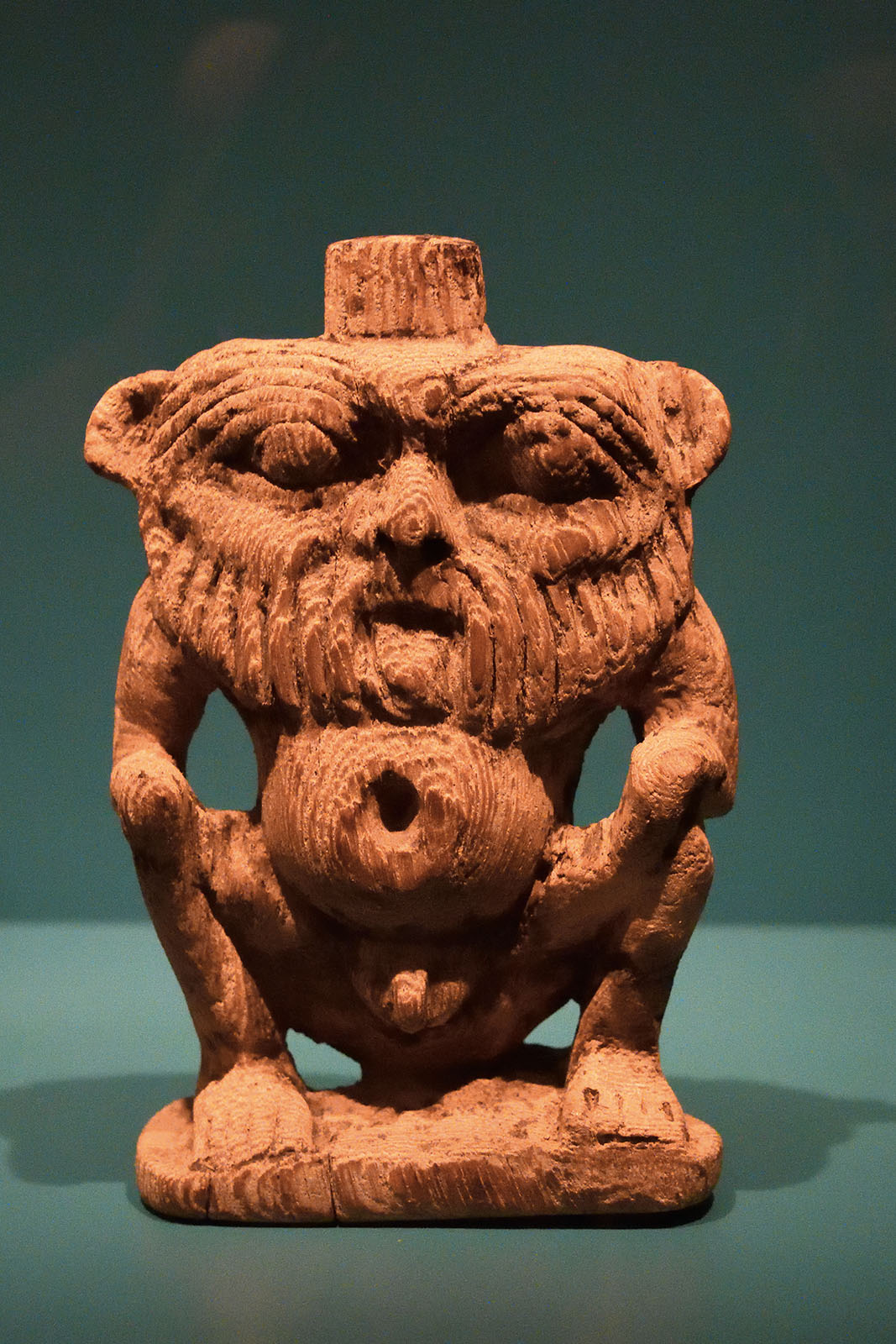
Dieu Bès. Élément de mobilier, bois. Troisième Période intermédiaire (1069-664). Allard Pierson Museum

### Images de l'élite
Du Moyen Empire à la Basse époque, les portraits du pouvoir. C'est l'idéalisation qui caractérise le plus souvent les figures de pharaons et des personnages importants. Cette idéalisation de personnages représente la personne avec un grand naturalisme : on retient des éléments essentiels qui individualisent son aspect, mais on élimine tout détail jugé trop réaliste. Ce qui produit un type doucement idéalisé (statue de Khéphren au faucon (Musée du Caire). Par extension, la manière de représenter le monarque influe sur la façon de reproduire les traits de ceux qui l'entourent, son épouse, ses enfants et les divinités qui l'accompagnent.
Un détail permet de mieux percevoir la nuance essentielle entre naturalisme et réalisme, à propos des portraits d'hommes mûrs. Un bas-relief du Louvre présente le double portrait de Sésostris III que Christophe Barbotin décrit ainsi « ossature simplifiée, plis sur le front, paupières lourdes, poches sous les yeux, joues tombantes marquées par un pli entre le nez et les commissures, lèvres affaissées, tandis que les rides proprement dites ne sont que très rarement figurées, en dehors des rides du front. Jamais la peau ne parait « chiffonnée » comme dans la sculpture hellénistique ou romaine. Le cou demeure lisse et la pomme d'Adam invisible ou estompée. Une telle constance s'apparente à une règle iconographique, ce qui est tout le contraire du réalisme. » 
Les premières effigies de personnalités féminines de l'Ancien Empire ne s'attachent qu'aux traits les plus marquants de chaque physionomie. Ensuite, alors qu'elle est peu visible au Moyen Empire et composée sur des modèles masculins, l'image de l'élite féminine du Nouvel Empire s'attache à en rendre permanente la jeunesse, avec la peau lisse et des formes bien pleines, surtout à l'époque ptolémaïque (royaume lagide). Il semblerait que ces conventions puissent être déterminées par les fonctions essentielles attribuées à la femme dans la culture égyptienne comme dans toutes les sociétés rurales anciennes : séduction-conception-naissance, et dans ces images, la grossesse y tient bien peu de place. L'image de la femme mûre et surtout âgée y est excessivement rare. Cette jeunesse, cette beauté dans les images serait l'indice de la fonction performative de l'art égyptien, en l'occurrence faire que les femmes soient toujours belles, aux yeux des hommes, dans le réel comme dans les images (voire dans l'imaginaire) afin que le cycle de la vie perdure éternellement, comme les images. L'image de la Reine Tiyi fait exception.

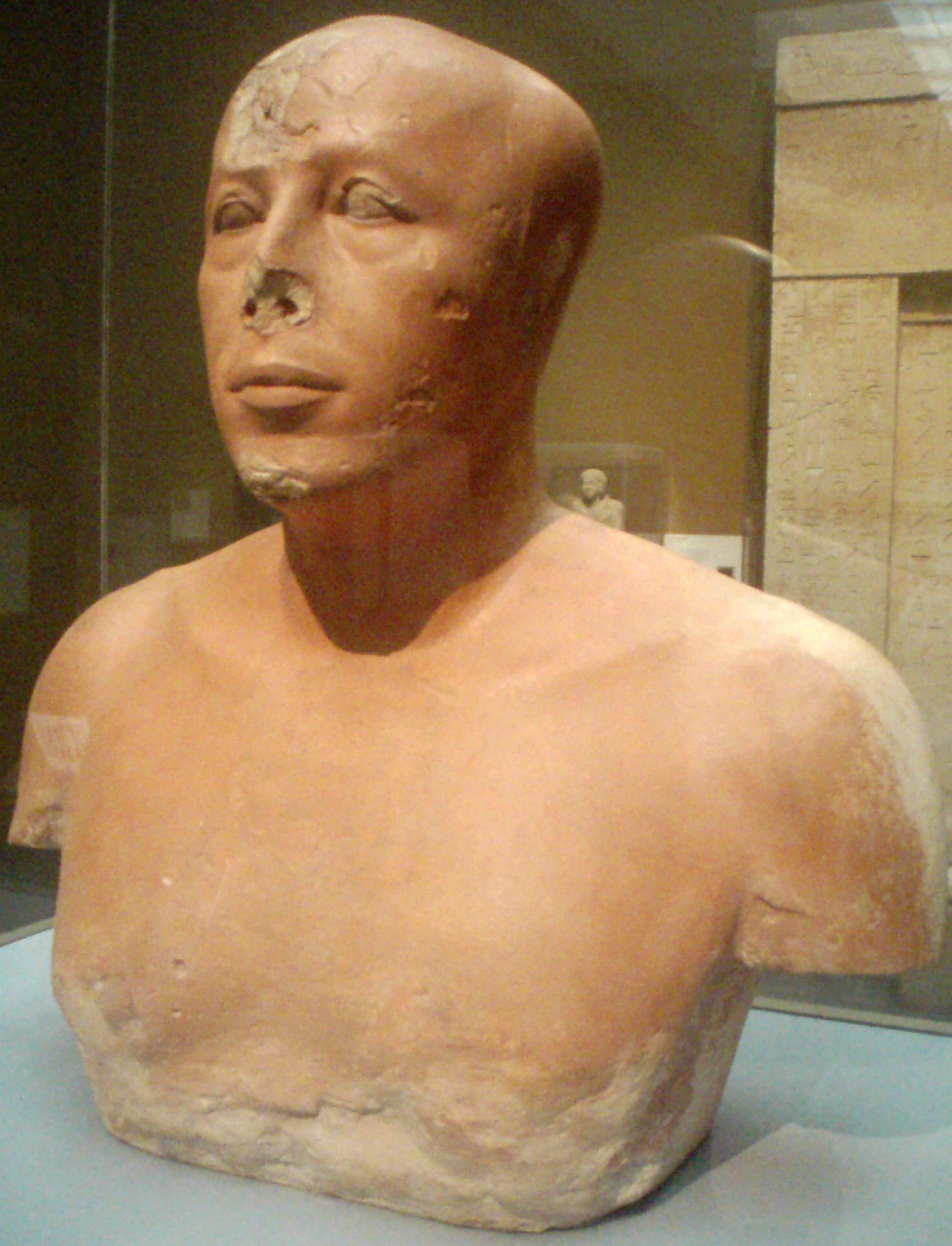
Buste du prince Ânkhkhâf v. 2600. Anc. Emp. IVe dyn. Calcaire peint Musée des Beaux-Arts (Boston)
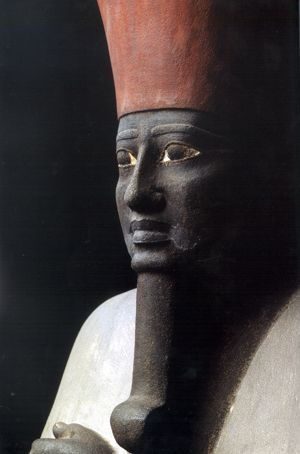
Montouhotep II 2033-1982 Moy. Emp., Grès peint, détail Musée égyptien du Caire
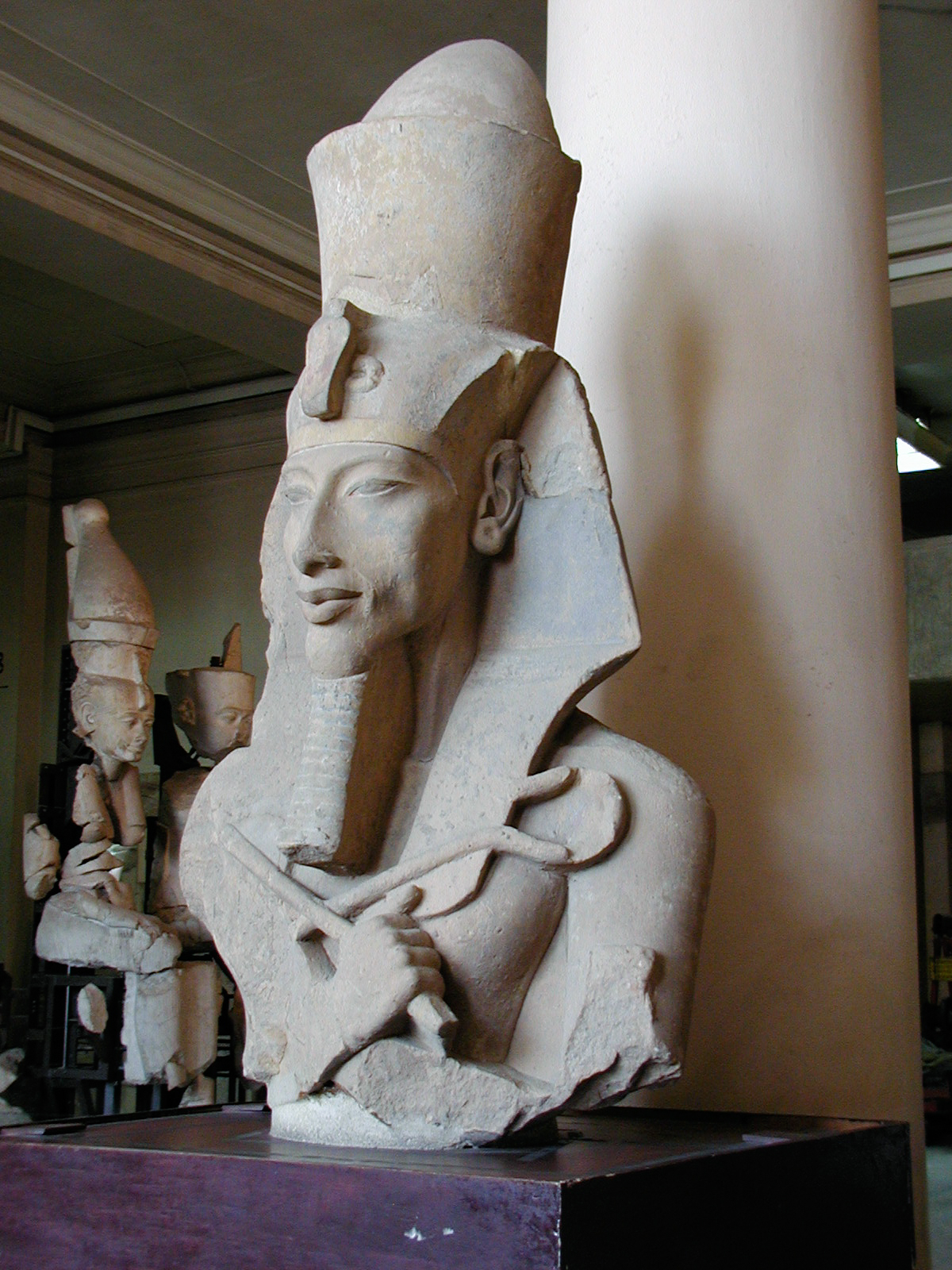
Akhenaton 1353-1337 Nouv. Emp., Statue colossale. Grès Musée égyptien du Caire
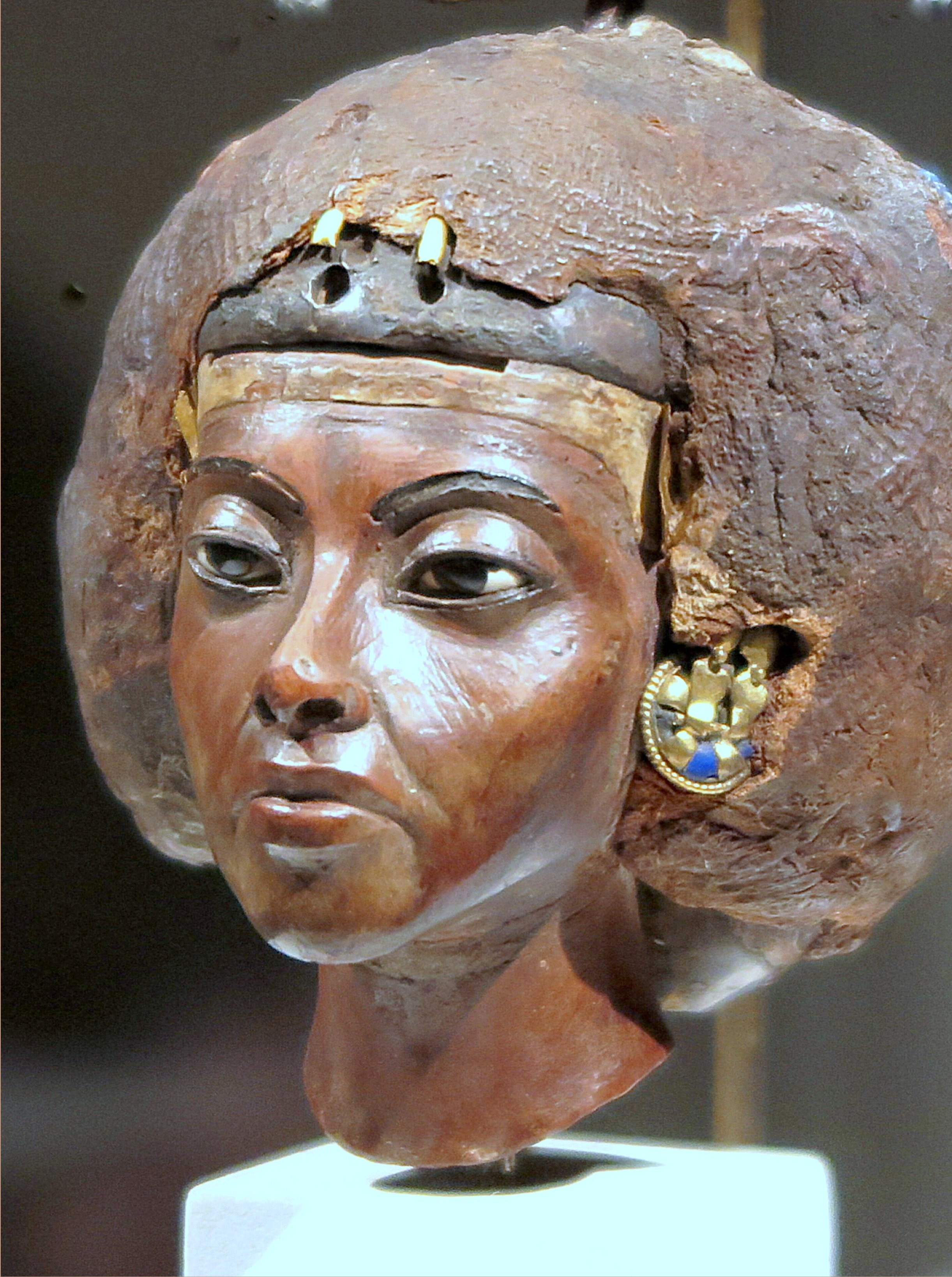
Reine Tiyi, v. 1355 Nouv. Emp., Bois d'if, toile de lin, or, lapis H. 9,5 cm. Musée égyptien de Berlin
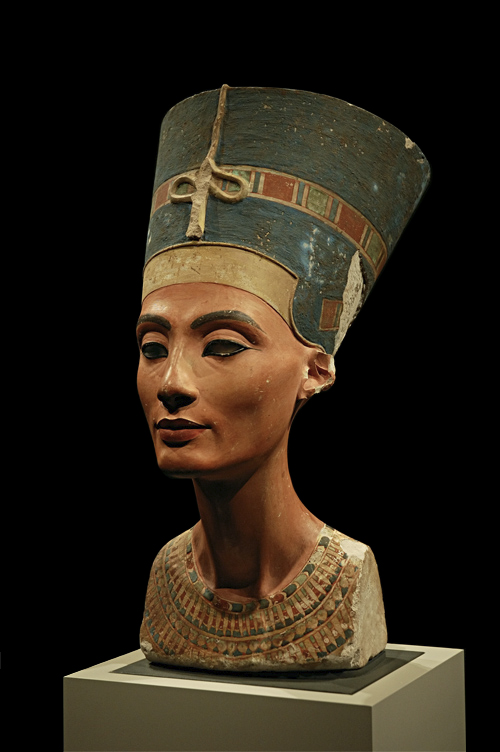
Buste de Néfertiti 1353-1337 Nouv. Emp., Calcaire peint, 47 cm. Musée égyptien de Berlin
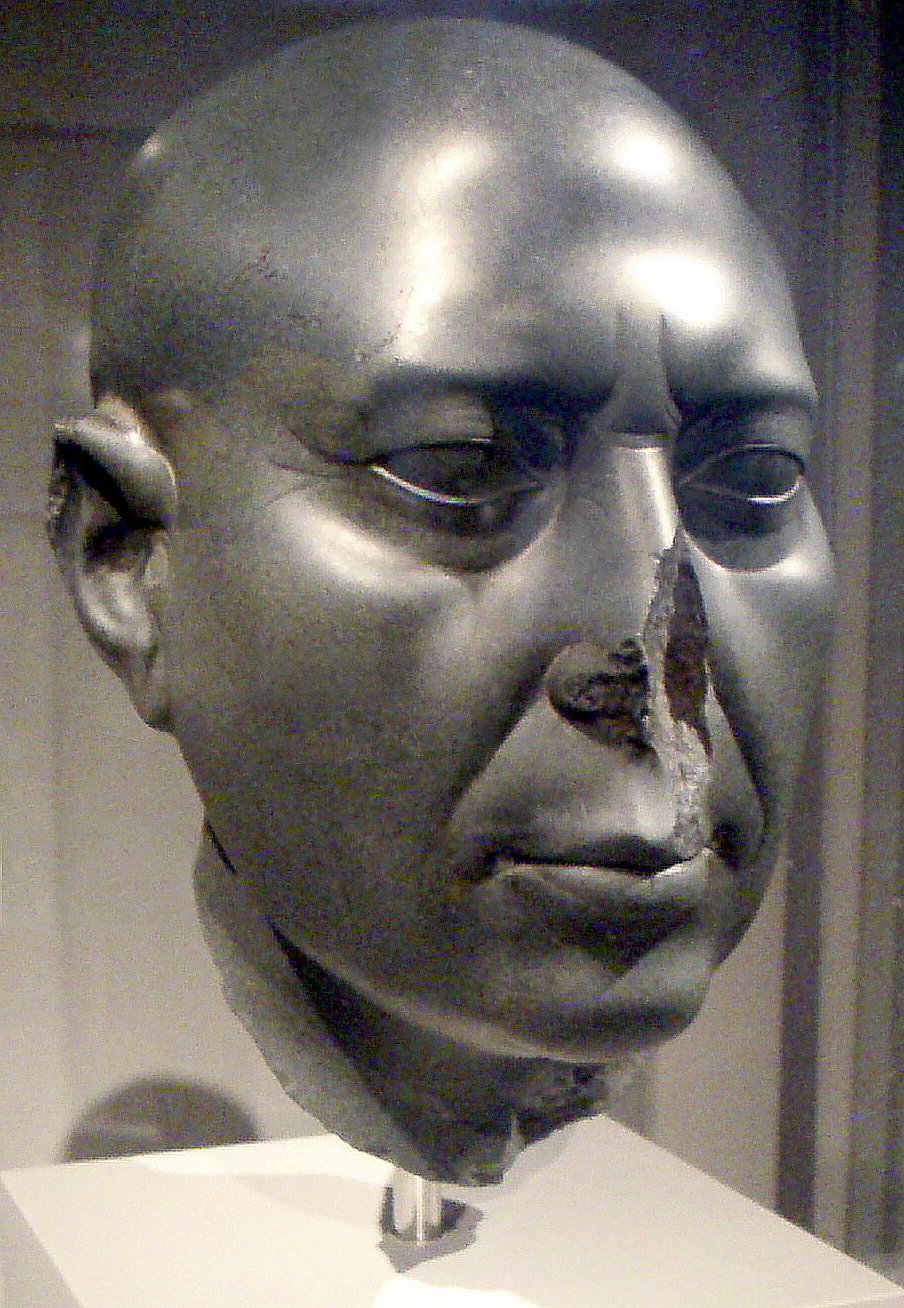
Tête verte de Berlin Dynastie lagide, v. -100/-50 Grauwacke, H. 21,5 cm. Musée égyptien de Berlin

- Montouhotep II
2033-1982
Moy. Emp., XIe dyn.
Grès peint, détail
Musée égyptien du Caire[76]
- Akhenaton
1353-1337
Nouv. Emp., XVIIIe dyn.
Statue colossale. Grès
Musée égyptien du Caire
- Reine Tiyi, v. 1355
Nouv. Emp., XVIIIe dyn.
Bois d'if, toile de lin, or, lapis
H. 9,5 cm.
Musée égyptien de Berlin
- Buste de Néfertiti
1353-1337
Nouv. Emp., XVIIIe dyn.
Calcaire peint, 47 cm.
Musée égyptien de Berlin
- Tête verte de Berlin
Dynastie lagide, v. -100/-50
Grauwacke, H. 21,5 cm.
Musée égyptien de Berlin

### Exceptions
Seule exception, apparemment, à l'éternelle jeunesse des femmes : le portrait de la reine Tiyi, aux traits si caractéristiques qu'ils en confinent effectivement au réalisme, et pose bien d'autres question en raison de son étrange coiffure. Par ailleurs, cette effigie sculptée dans le bois appartient à une catégorie qui, probablement, a été plus commune qu'elle n'apparaît aujourd'hui dans les collections, en raison de sa fragilité.
Le portrait en buste du prince Ânkhkhâf , au début de l'Ancien Empire, correspond à cette recherche des éléments essentiels qui individualisent le personnage tout en conservant la convention de la couleur rouge uniforme qui recouvre le corps, mais ici avec une telle subtilité dans le rendu des traits du visage et dans le modelé du crâne que le sculpteur s'éloigne de tout autre exemple connu.
D'autres exemples, hors normes, ne masquent pas l'obésité et tandis que d'autres montrent des difformités manifestes, et cela alors qu'il s'agit d'images déposées dans les tombes. Ces cas exceptionnels révèlent une strate « réaliste » dans leur conception. Par contre, lorsqu'il s'agit de groupes identifiés comme tels, les étrangers en particulier, ils sont distingués collectivement par des attributs spécifiques, la coiffure et la barbe mais aussi le visage de face, corps jetés en vrac, enchevêtrés, voire fragmentés (coffret de Toutânkhamon). Les prolétaires peuvent être évoqués avec un certain schématisme, ce sont ces nombreuses figurines d'ouvriers agricoles ou de marins sommairement taillés dans le bois. Certains traits semblent correspondre à un fait social que l'artiste ne fait que constater, comme les coiffures d'un groupe de marins (Berlin), qui renvoient à un type social, non à une personne.
L'art égyptien est peut-être le plus universellement connu par le trésor de Toutânkhamon, dont la mère est inconnue, mais qui est le fils d'Amenhotep IV - Akhenaton, celui qui imposa, avec une révolution spirituelle, un nouveau style à l'Égypte. À nouveau, c'est un art essentiellement figuratif, mais qui manifeste, en général, un très haut degré de naturalisme. Pour autant, il ne cherche jamais le réalisme (comme celui-ci s'est manifesté dans l'art occidental moderne, au XIXe siècle avec des artistes comme Courbet). Ainsi, un portrait universellement célèbre, le buste de Néfertiti (la grande épouse royale d'Akhenaton) conservé à Berlin, est d'un naturalisme évident, les traits d'un visage féminin sont rendus avec une magnifique précision. Malgré cette impression première d'absolue fidélité dans la représentation de la nature, une étude savante a prouvé que ce visage est réalisé avec une symétrie parfaite entre la gauche et la droite. Cette symétrie parfaite serait la conséquence de sa fonction : un modèle du sculpteur Thoutmôsis, qui serait le nouveau visage officiel de la reine, vers l'an 8 du règne, moment qui marque l'abandon du style rude des débuts du règne et l'émergence d'un style plus doux. Par ailleurs, l'élégance que produit ce visage tendu en avant, tient à ce cou exceptionnel, et qui correspond encore à la stylisation et aux codes en usages dans les portraits des filles d'Akhenaton et de ceux du roi lui-même. Ces codes, dont la fonction symbolique nous échappe, s'appliquaient d'une manière bien plus énergique au début du règne de son époux, Akhenaton, au point de produire des déformations tout à fait singulières. Le portrait de Néfertiti userait d'un procédé moins violent qui idéalise cette effigie de reine et en fait un prototype pour les portraits officiels, dans une perfection intermédiaire entre les dieux et les hommes.

## Histoire de l'art

### Nagada (v. 3800-3000)
Nagada désigne un site de Haute-Égypte qui permet d'évoquer, avec d'autres sites plus anciens, la Préhistoire de la vallée du Nil et de ses environs, devenus peu à peu des déserts. La culture de Nagada, entre -3800 et -3000, se manifeste avec une production artistique singulière. L'art est principalement connu par les dépôts funéraires qui montrent que déjà l'artisanat a atteint un haut niveau, tant dans le domaine de la céramique que pour la taille des pierres dures (comme les vases en diorite).

### Époque thinite (v. 3100-2700)
L'art des deux premières dynasties met en place les conventions de l'art égyptien, en parallèle avec l'émergence du système politique et social. On connaît à la fois une architecture funéraire qui se développe et un mobilier funéraire varié.

### Ancien Empire (v. 2700–2200)
|  |  |  |

L'Ancien Empire est l'époque des grandes pyramides et de la création du célèbre scribe accroupi. Mais c'est surtout, pour la plupart des historiens de l'art, l'apogée de l'art égyptien, qui atteint alors une perfection inégalée. Le pays enfin unifié, cohérent, sous l'emprise d'une administration forte, réalise d'immenses ouvrages, que ce soit dans l'architecture ou la sculpture.

### Moyen Empire (2033-1710)
Après une Première Période intermédiaire agitée, le Moyen Empire marque un retour au calme. La pyramide a toujours cours pour les inhumations royales, et on connaît quelques exemples de temples non funéraires. À noter, le royaume de Kerma (Nubie) qui prospère d'environ 2500 à 1480, avec une production artistique qui lui est propre, mais avec des rapports évidents avec l'art égyptien.
Le portrait sculpté atteint un sommet de naturalisme. L'Égypte se renouvelle bien, elle n'est pas le lieu de la répétition permanente. La série des portraits de Sésostris III, rassemblée en 2015-16, montre le travail du temps sur le visage du roi, suivant, probablement, la volonté du pharaon lui-même et le choix du matériau n'a probablement pas été laissé au hasard, en raison de la nature de l'objet commandé et de sa fonction.
Des bijoux, trouvés dans une tombe inviolée à Dahchour, sont des exemples d'une orfèvrerie exceptionnelle.
- Portraits de Sésostris III, XIIe dynastie

Portraits de Sésostris III,
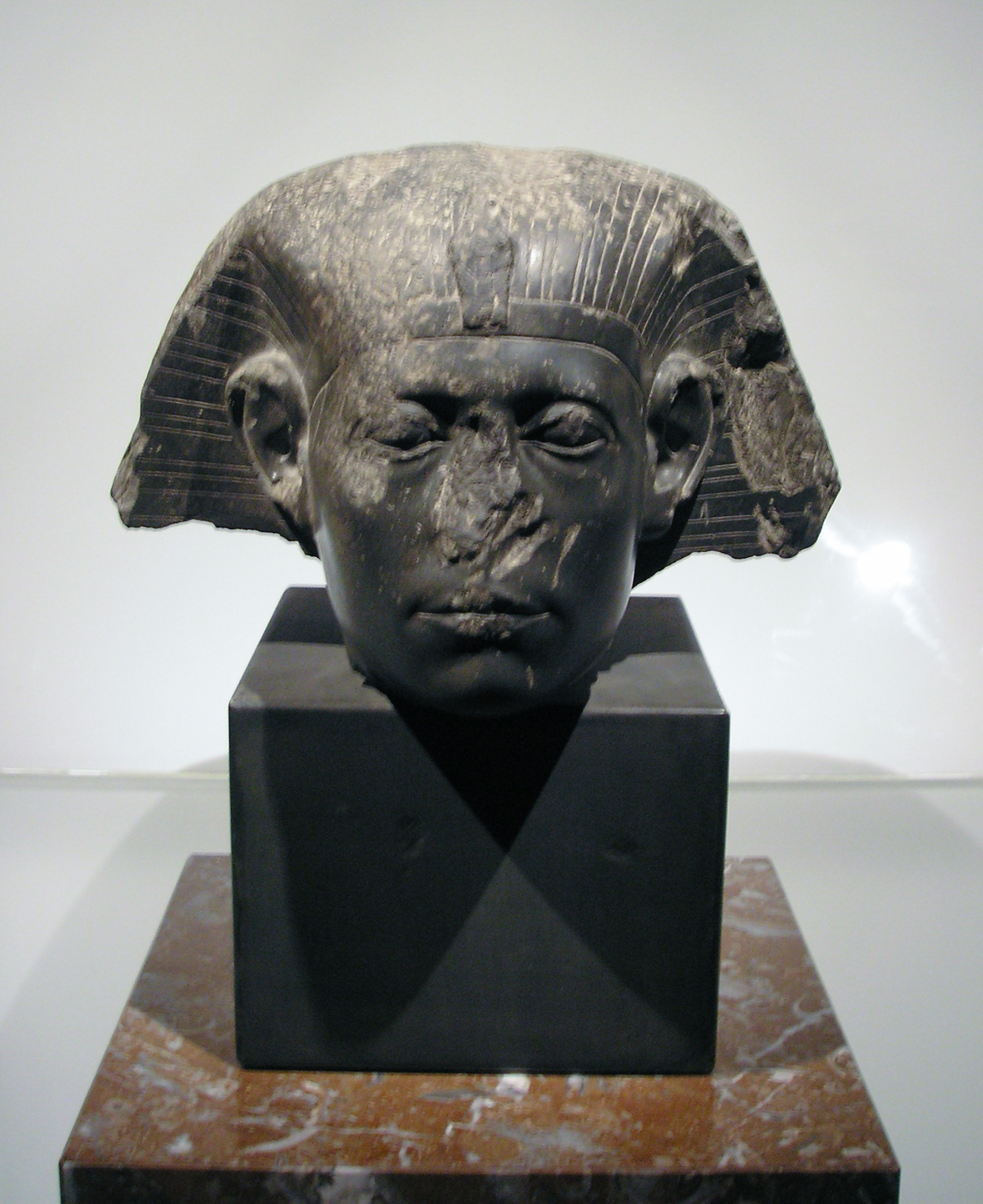
Sésostris III en jeune homme Granodiorite Kunsthistorisches Museum Vienna
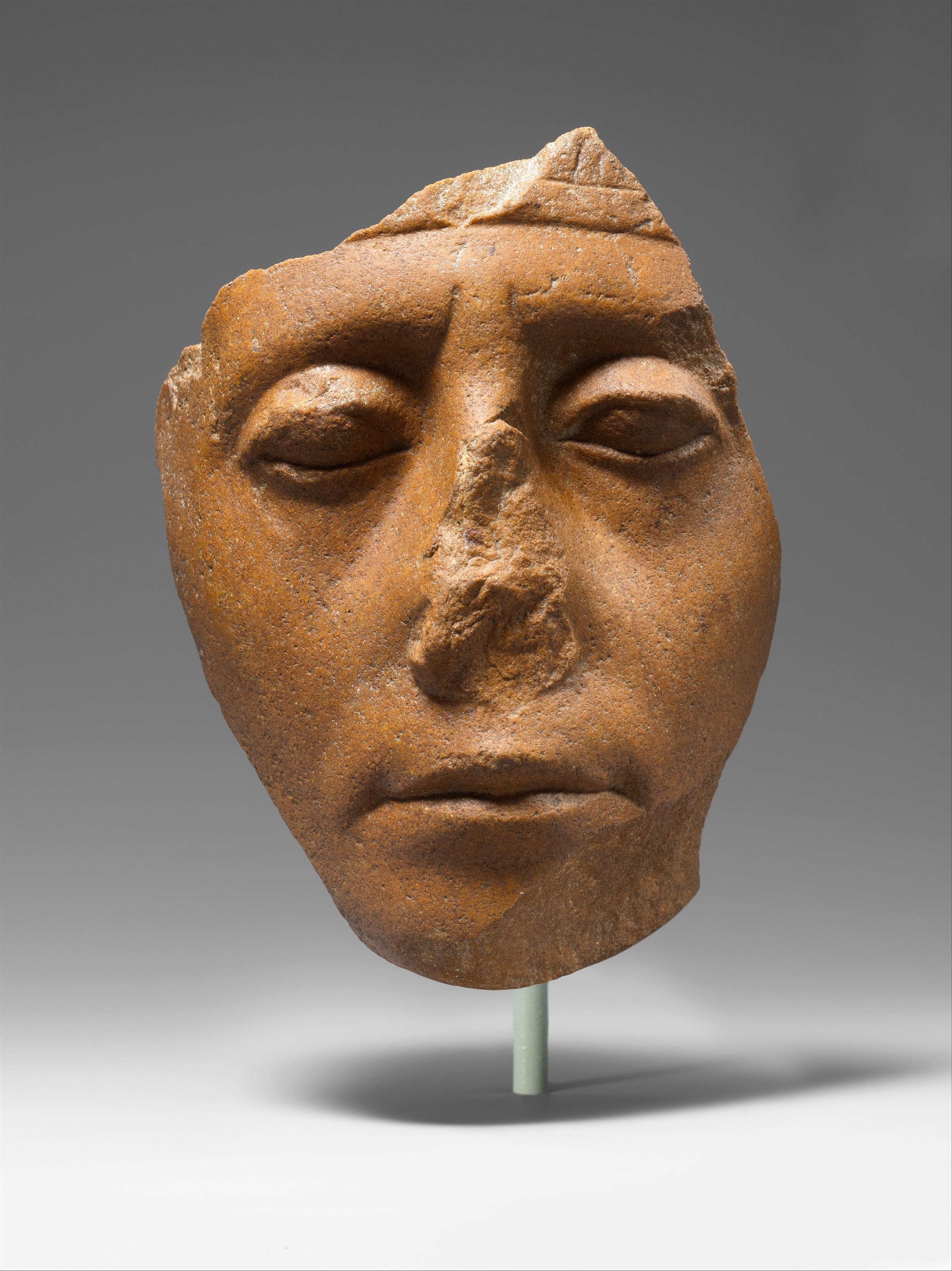
Sésostris III Quartzite Metropolitan Museum of Art
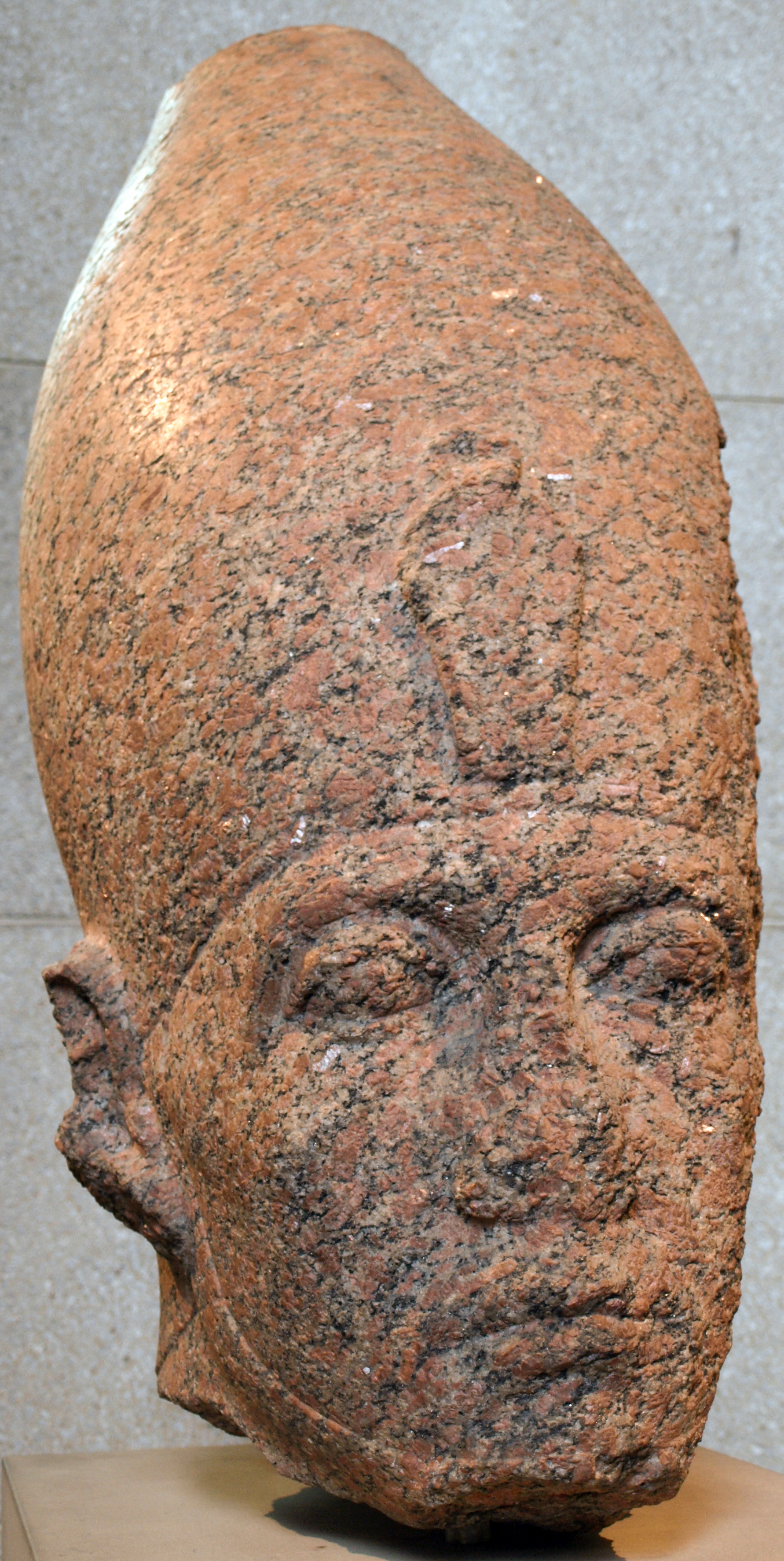
Sésostris III Granit rose, v. 1872-1854 British Museum
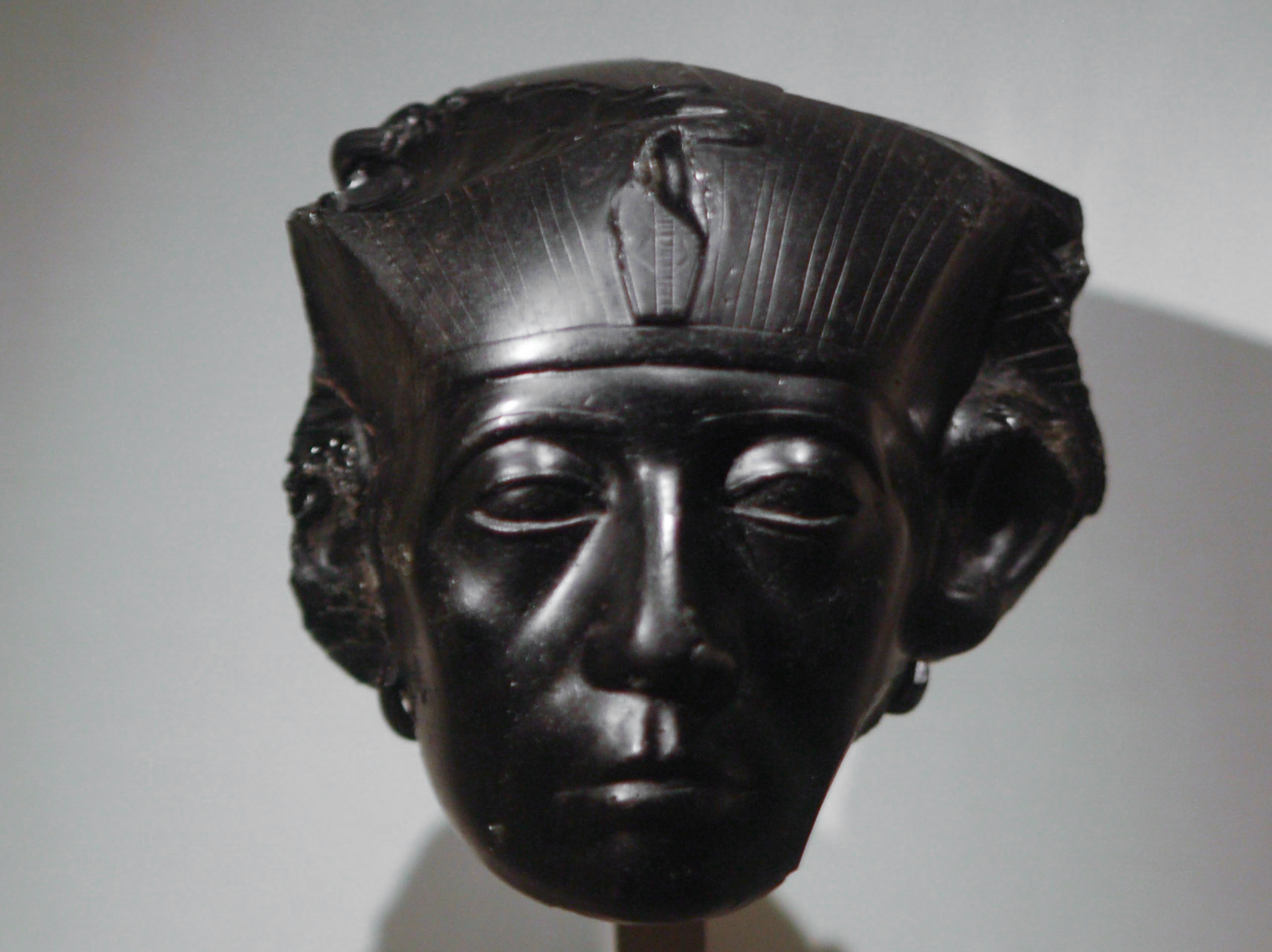
Sésostris III Obsidienne, H. 12 cm. Musée Calouste-Gulbenkian
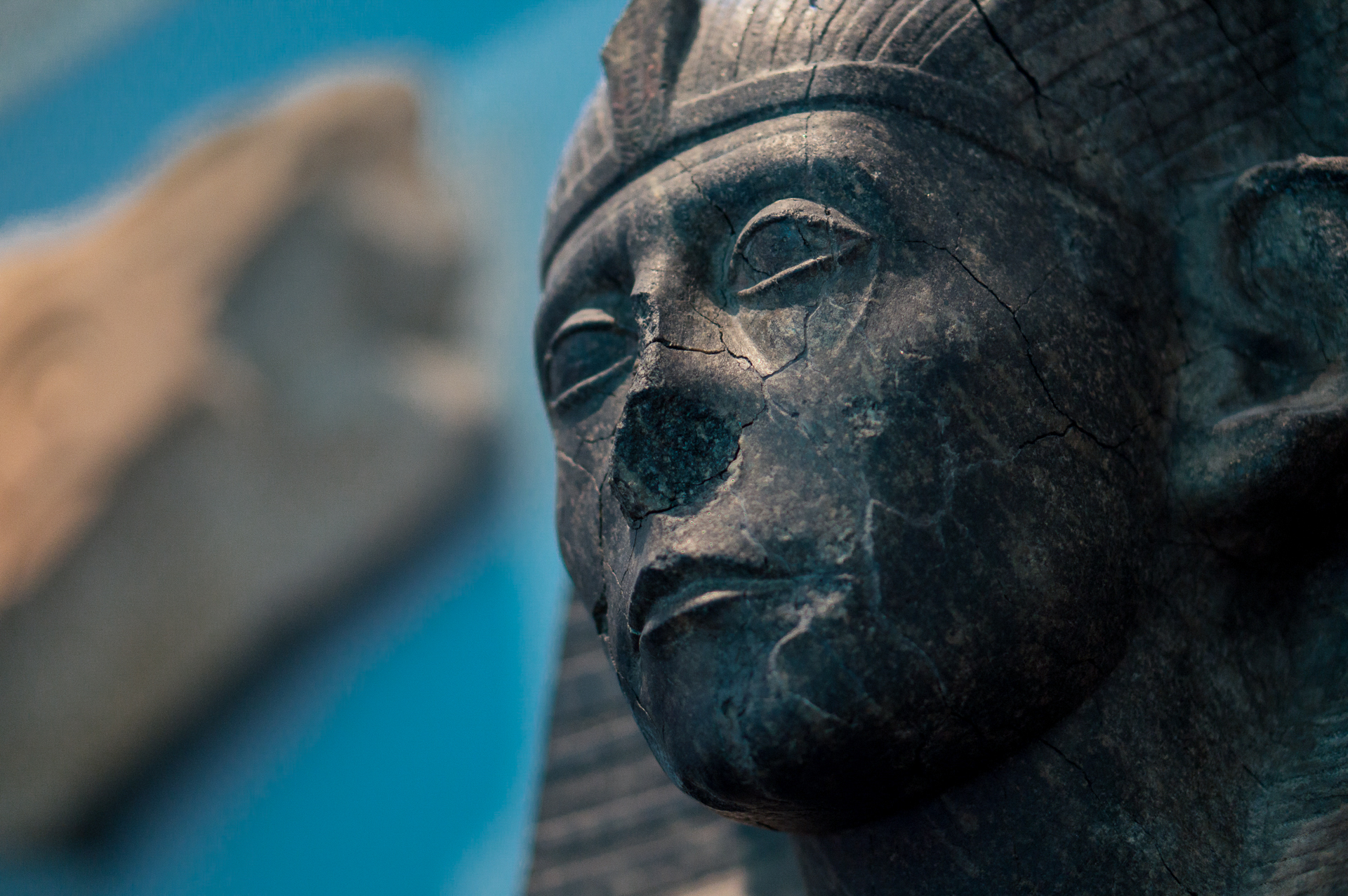
Sésostris III Granit noir British Museum
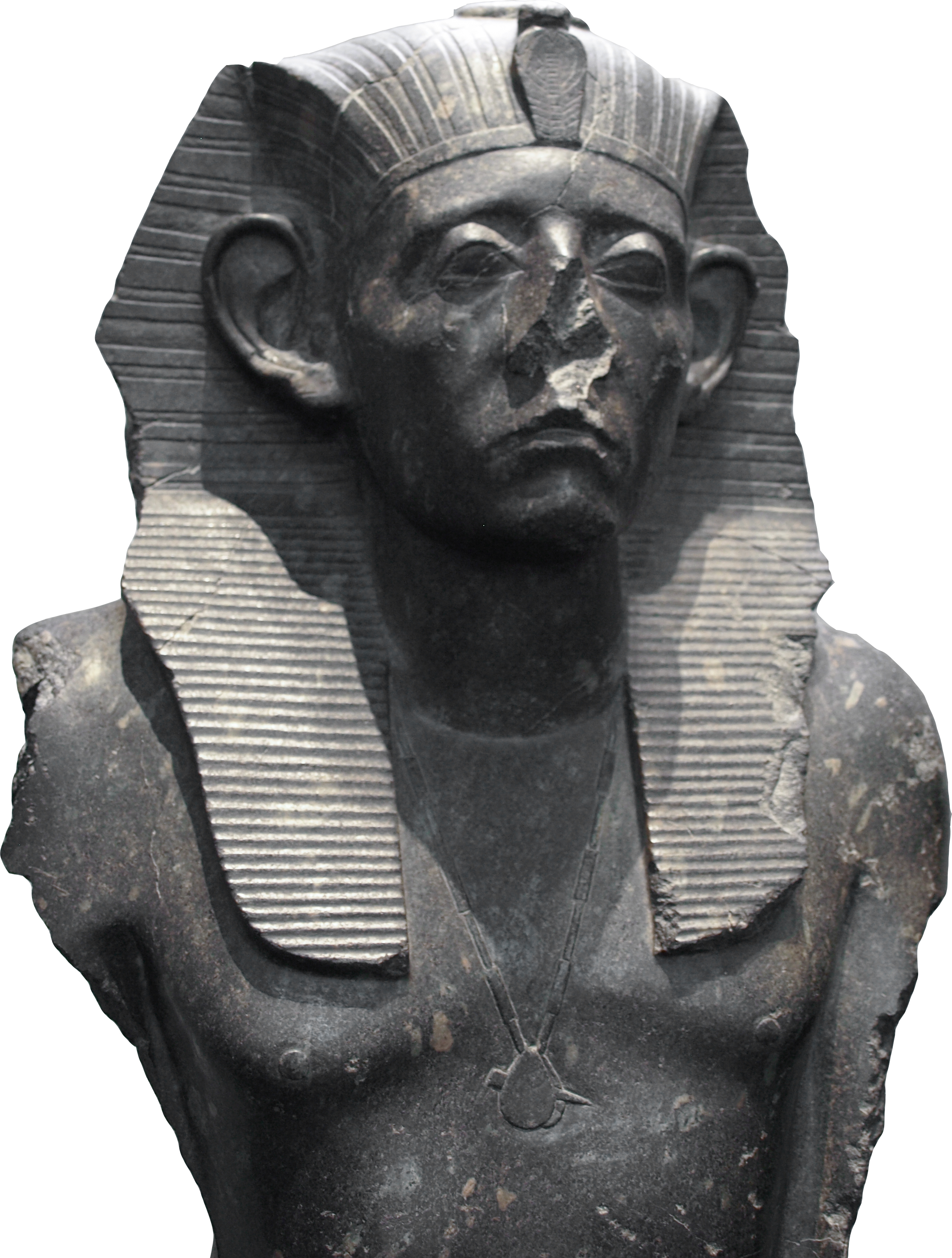
Sésostris III en homme âgé Granit noir British Museum

### Deuxième Période intermédiaire

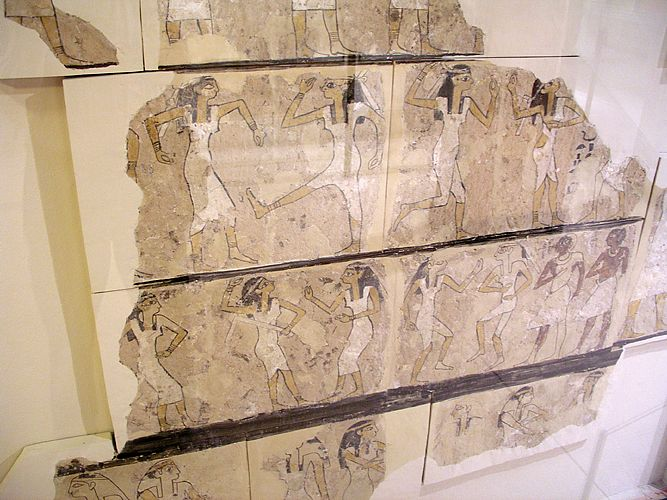
Tombe des danseuses. Deuxième Période intermédiaire,. Ashmolean Museum

La Deuxième Période intermédiaire voit apparaître des formes venues, non seulement du monde des Hyksôs, mais, plus généralement du bassin Levantin (Turquie méridionale, Chypre, Moyen-Orient). Cette période troublée n'a pas été propice aux réalisations artistiques prestigieuses. On assiste au réemploi de statues des dynasties précédentes et à des créations originales dérivées des codes traditionnels, mais très différentes, voire plus « libres » (Tombe des danseuses, de la XVIIe dynastie).

### Nouvel Empire (1550-1069)

#### L'art sousAmenhotepIV- Akhenaton (1353–1336); Amarna

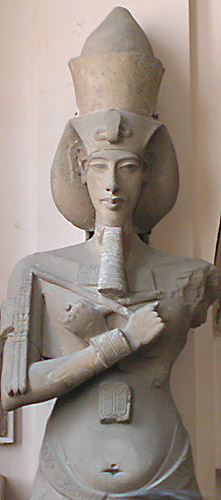
Akhenaton-Osiris Grès peint, fragment Musée du Caire
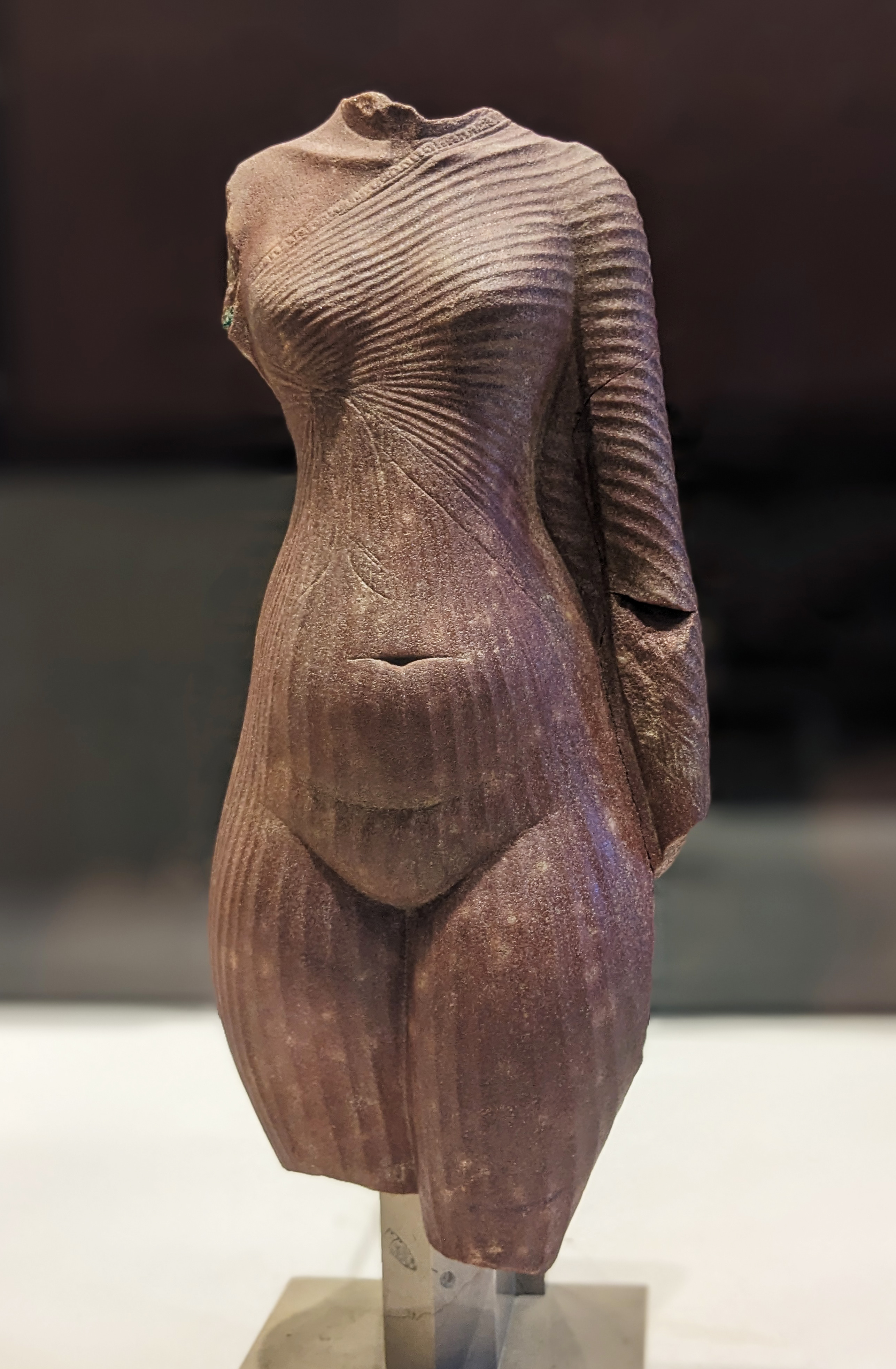
Corps de femme, peut-être de la reine Néfertiti. Quartzite rouge Musée du Louvre

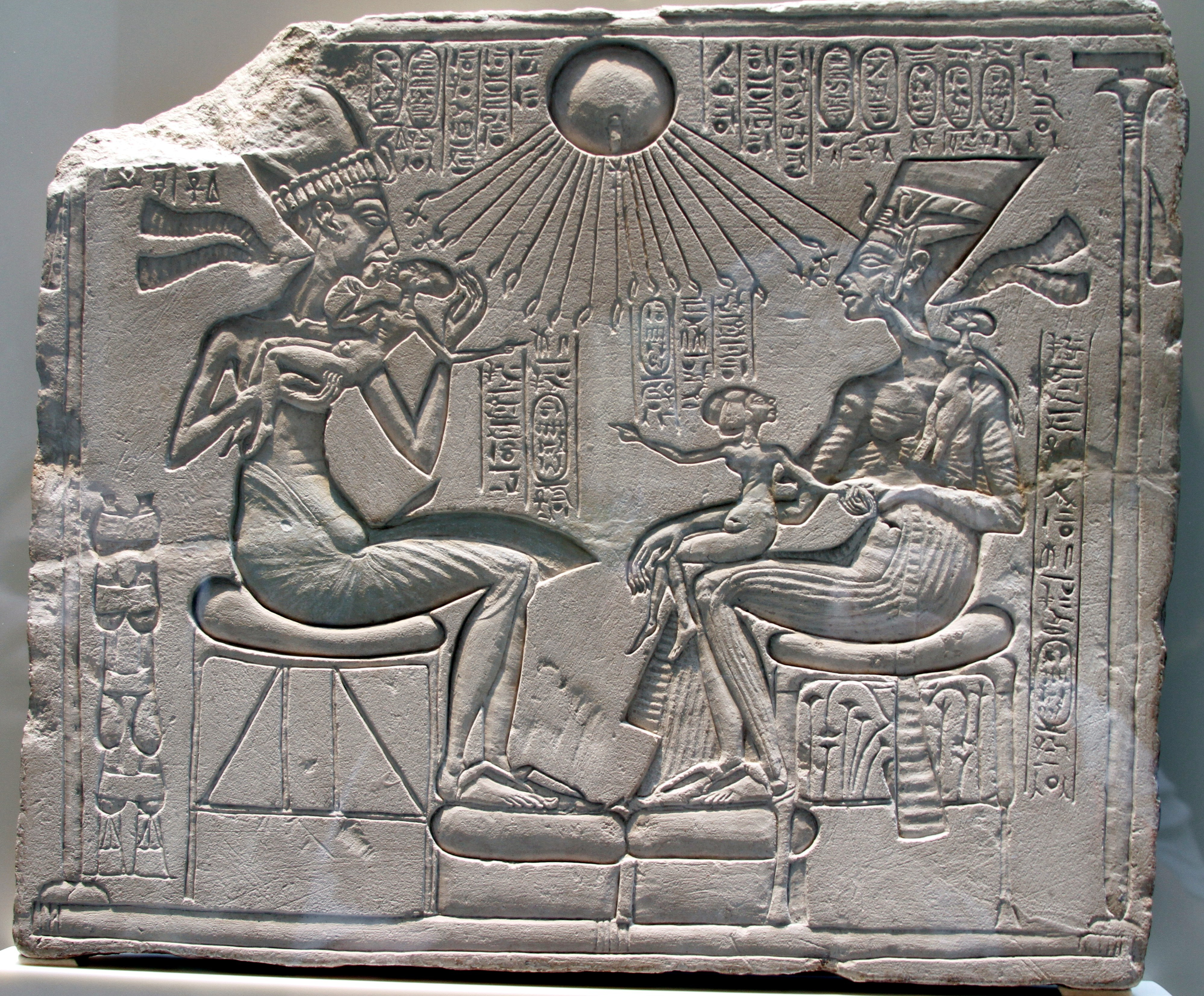
La famille royale Calcaire, 32,5 × 39 cm Neues Museum
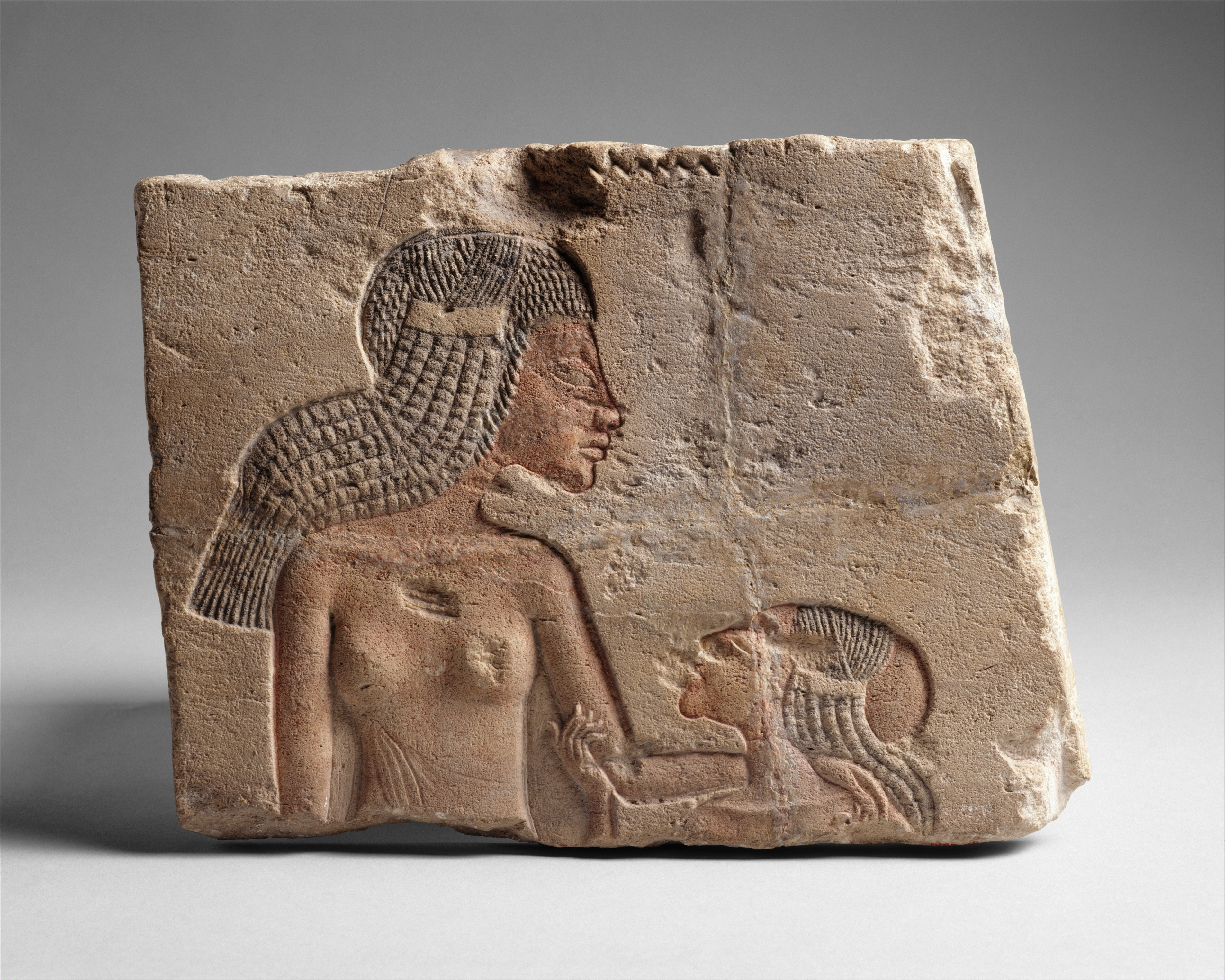
Deux princesses Calcaire peint, H. 21 cm. Metropolitan Museum of Art
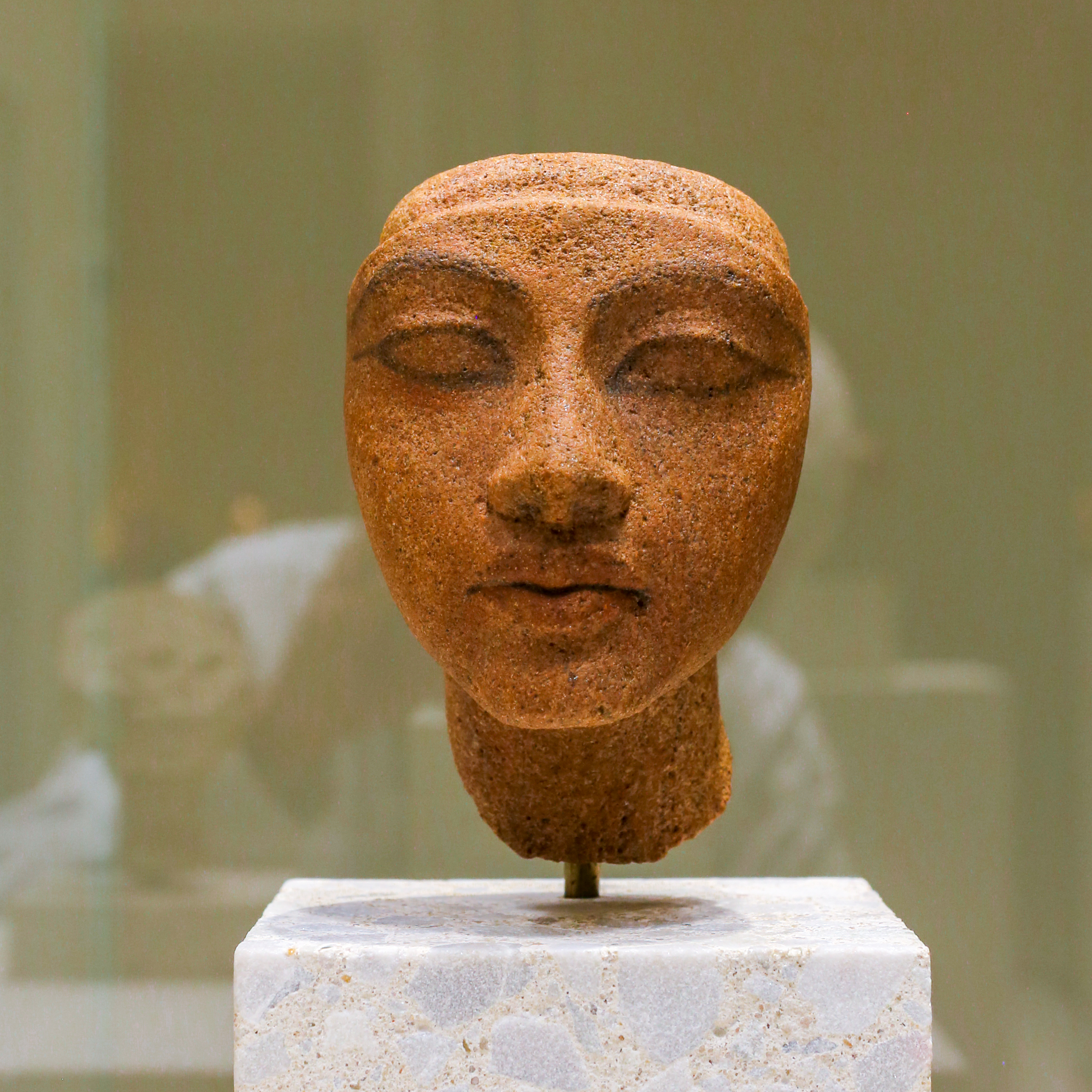
Portrait d'une jeune femme de la famille d'Akhenaton. Quartzite peinte, H 11 cm. Musée égyptien de Berlin
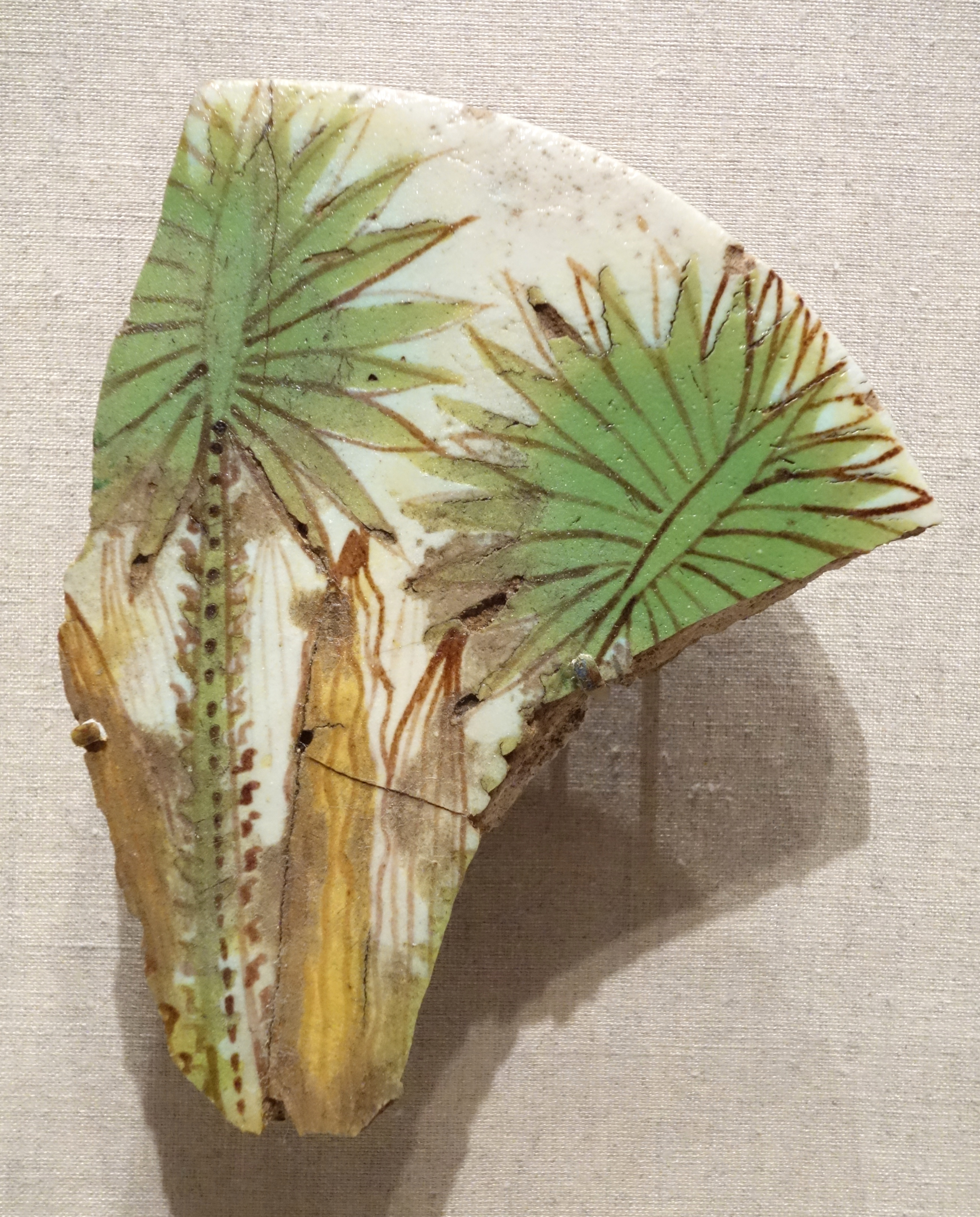
Palmiers Terre cuite glaçurée Musée de Brooklyn
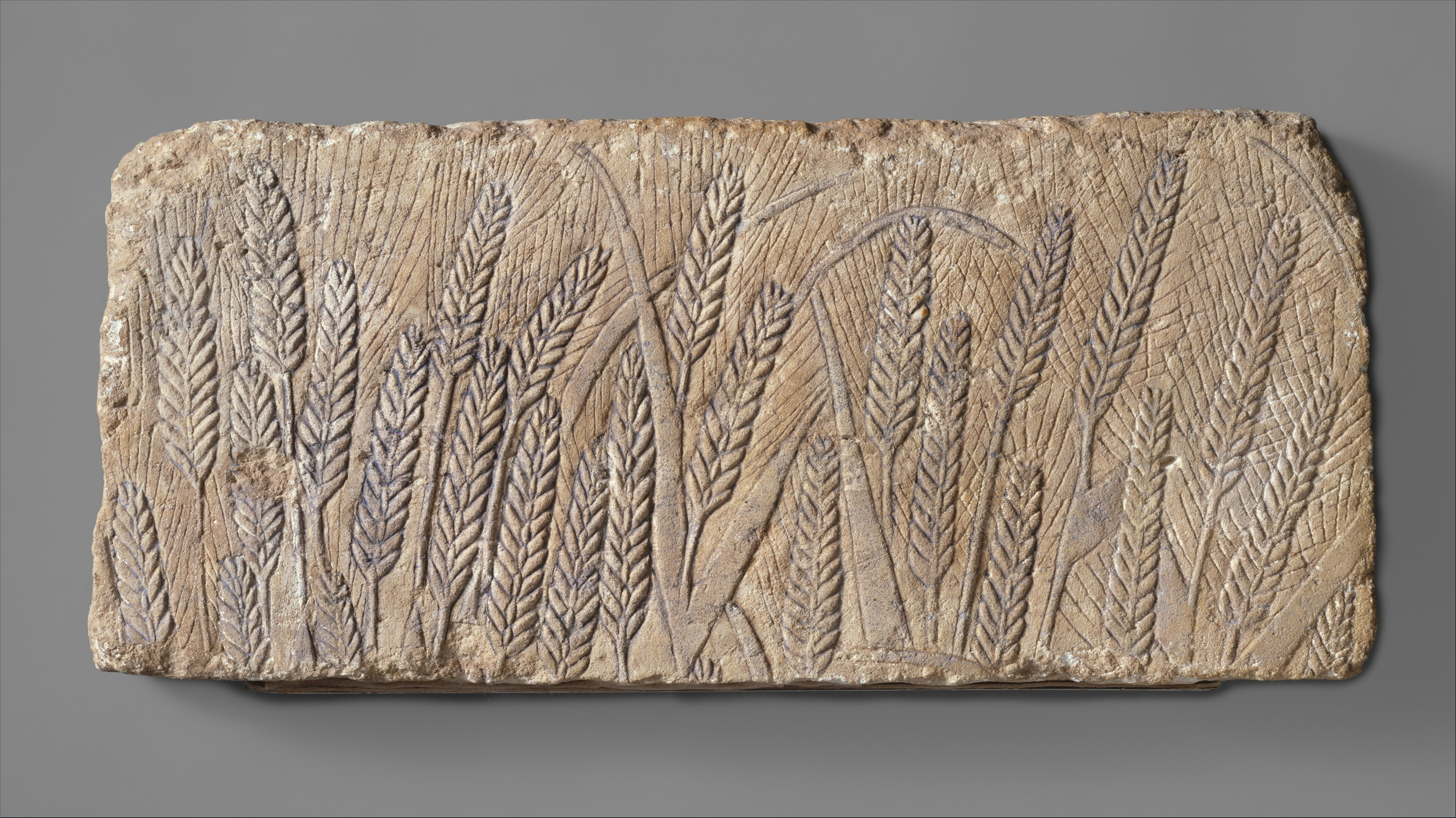
Orge mûr[88] Calcaire peint, H. 23 cm. Metropolitan Museum of Art

- Akhenaton-Osiris[89]
Grès peint, fragment
Musée du Caire
- Corps de femme, peut-être de la reine Néfertiti.
Quartzite rouge[90]
Musée du Louvre

Au cours de la XVIIIe dynastie, le pharaon Akhenaton décide de mettre en avant le culte d'Aton, dieu du disque solaire. Ce bouleversement se ressent dans l'art : un nouveau style se développe, l'art amarnien (dans la nouvelle ville d'Akhetaton), différent par bien des aspects de l'art idéaliste classique en place depuis 1 700 ans, et que l'on peut qualifier, selon Sydney Aufrère, de « maniérisme », par comparaison avec la tendance artistique qui s'est manifestée au XVIe siècle en Europe quoique cet art égyptien joue d'écarts beaucoup plus vifs d'avec le naturalisme que ne le fait le maniérisme. Les plus extrêmes manifestations du style sont qualifiées d' « expressionnistes » par Christiane Ziegler et Jean-Luc Bovot, ce qui témoigne encore de l'embarras à nommer une forme artistique non-occidentale au moyen de références occidentales (l'expressionnisme allemand, début XXe siècle). Akhenaton se fait représenter avec sa famille, ce qui est une nouveauté, mais tous les membres de la famille sont stylisés suivant les mêmes principes. C'est particulièrement spectaculaire au début du règne. En particulier, les statues colossales d'Akhenaton sous la forme d'Osiris, provenant d'un édifice de Karnak (un temple d'Aton) au Musée égyptien du Caire, peuvent se résumer en quelques opérations sur la silhouette : la taille devient très large, et même rebondie, les épaules menues, le cou élancé, le visage étiré et le crâne des enfants et des princesses sont comme déformés, ovoïdes. Mais ces principes s'adoucissent ensuite, comme semblent en témoigner le portrait de la reine Tiyi, et celui de Néfertiti, tous deux au Musée égyptien de Berlin avec les modèles et sculptures inachevées de l'atelier du sculpteur Thoutmôsis. La révolution amarnienne est aussi, à l'inverse de cette idéalisation, le moment d'un passage à un naturalisme poussé mais cela concerne en particulier les animaux et les végétaux.
Avec la reprise en main par le clergé d'Amon, l'art qui suit la période du règne d'Akhenaton retournent, globalement, aux codes antérieurs. Mais de nombreuses nuances stylistiques persistent et ne s'effaceront que progressivement.

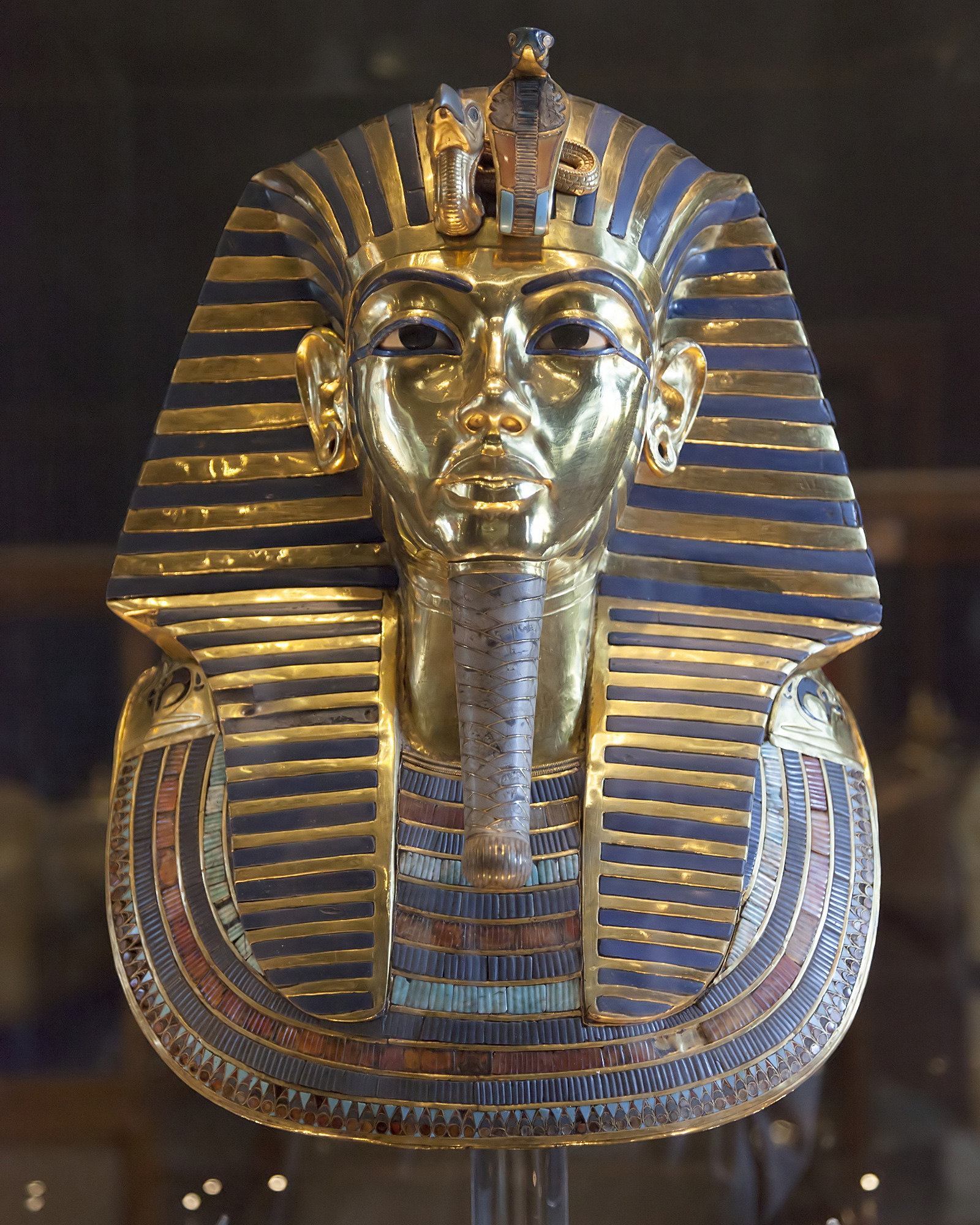
Masque funéraire de Toutânkhamon ; v. 1327 ; or, pâte de verre et pierres fines ; H. 54 cm ; Musée égyptien du Caire

#### XIXeetXXedynastieégyptiennes

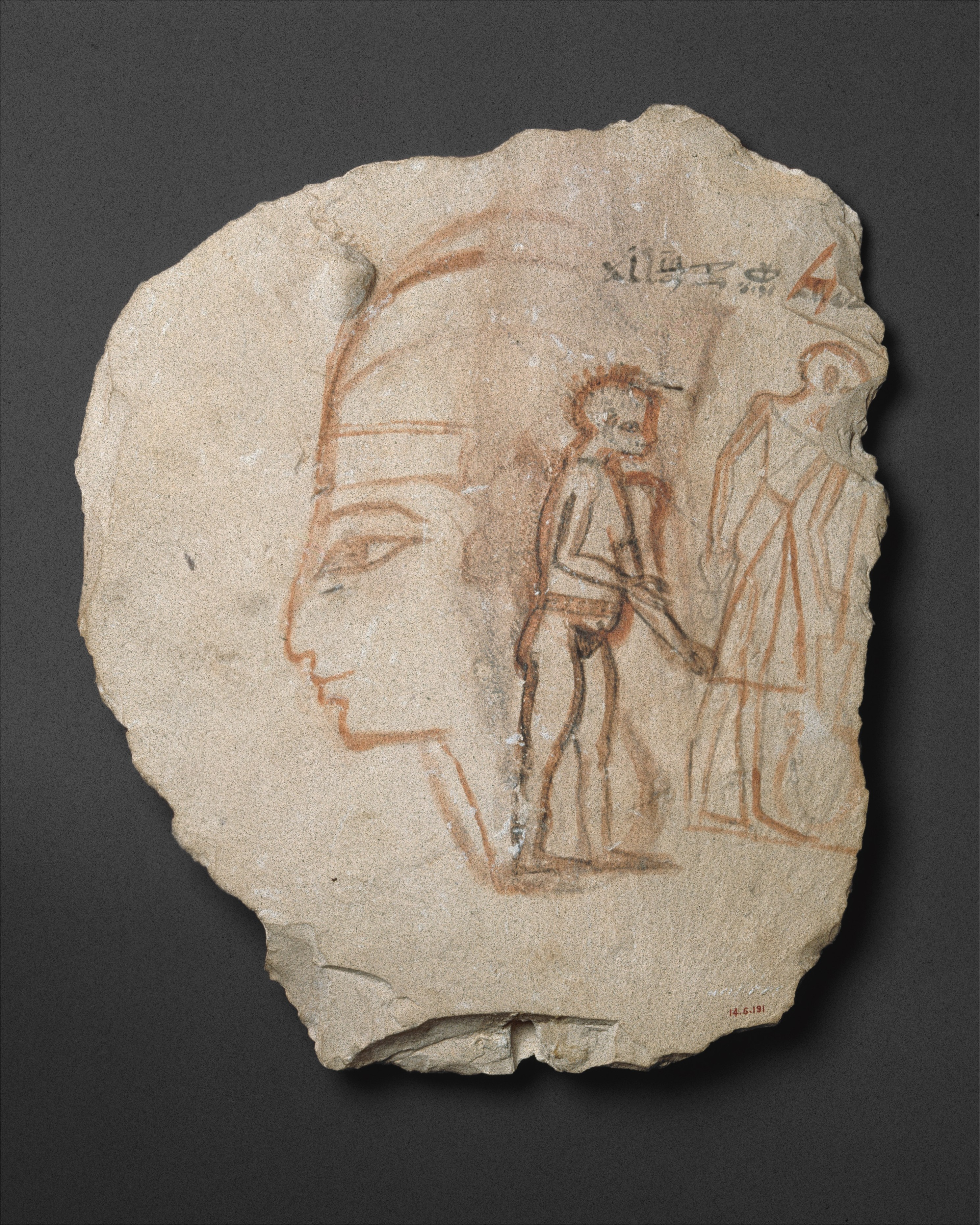
Ostracon peint sur éclat de calcaire. Pharaon, un égyptien ordinaire et une étrangère. H. 26 cm Metropolitan Museum of Art
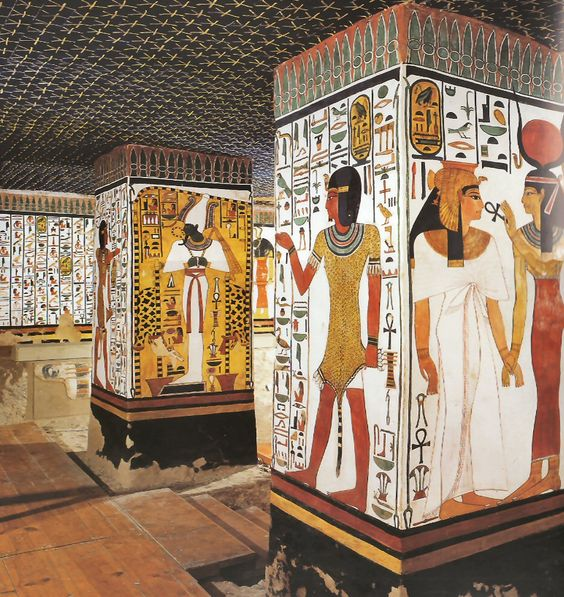
Tombe de Néfertari (épouse de Ramsès II). QV66, v. 1249. Louxor
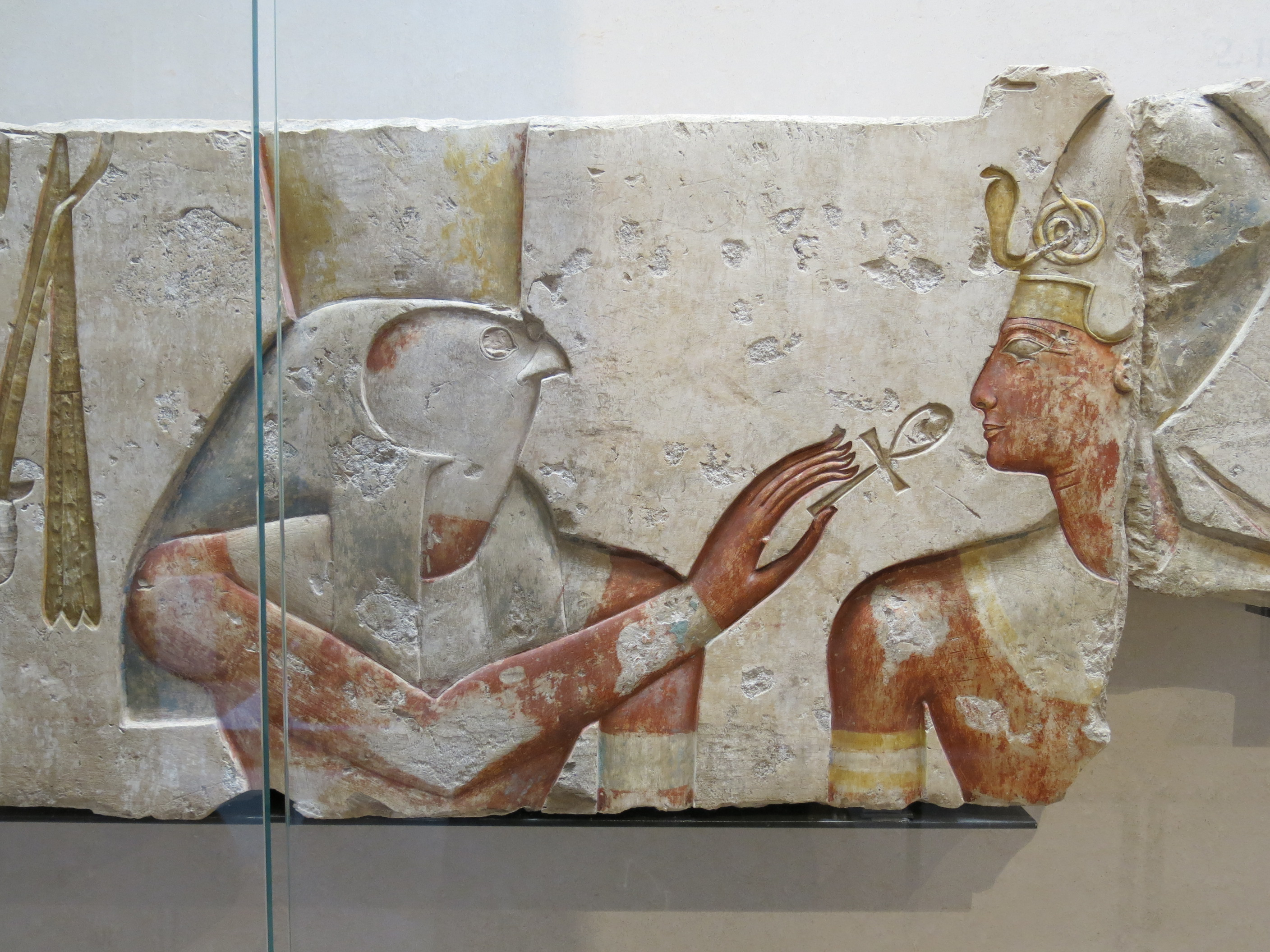
Ramsès II et Horus Calcaire peint. Vers 1275 Bas-relief. Temple de Ramsès II, Abydos Musée du Louvre
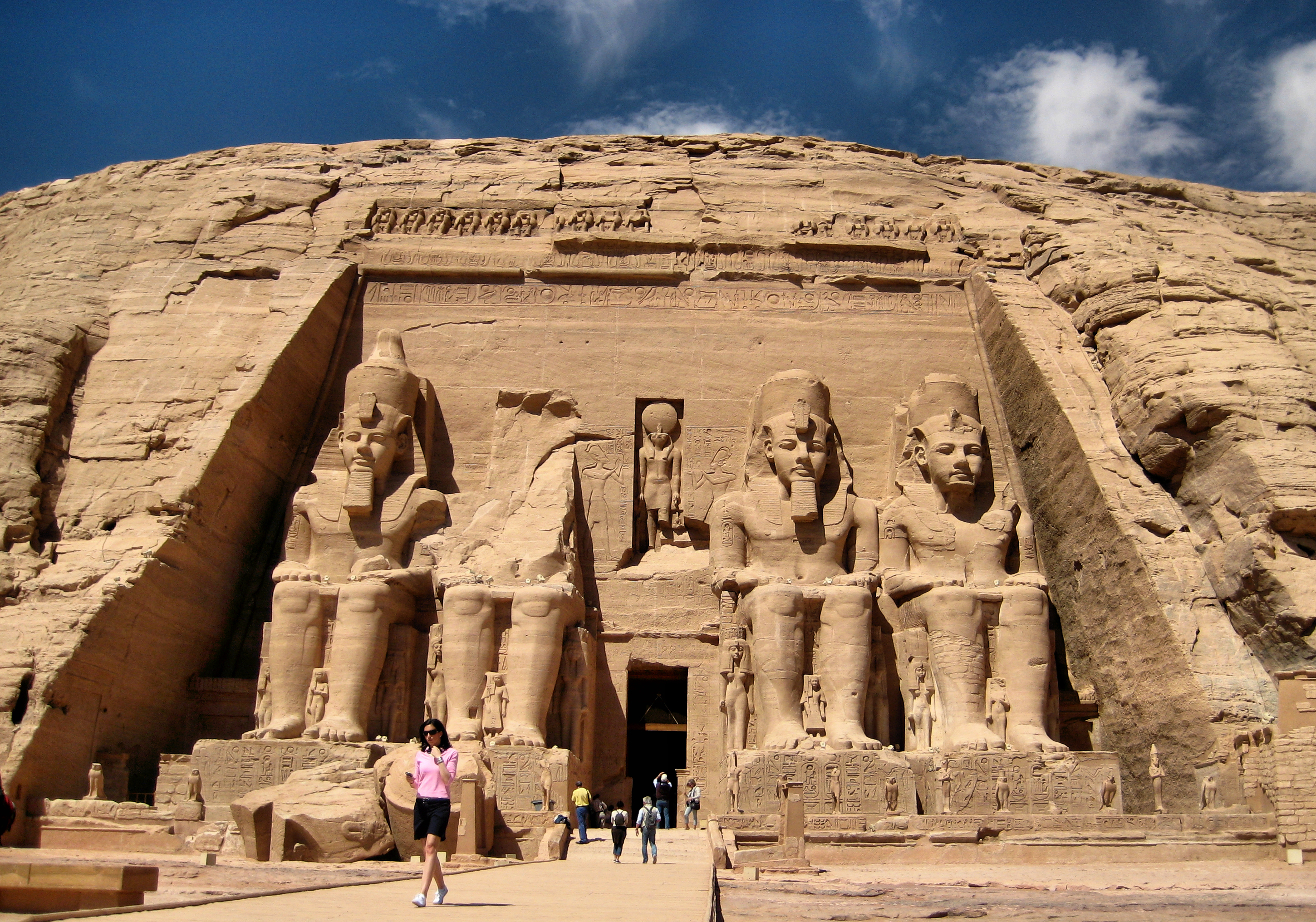
Grand temple d'Abou Simbel. Nubie. Règne de Ramsès II,
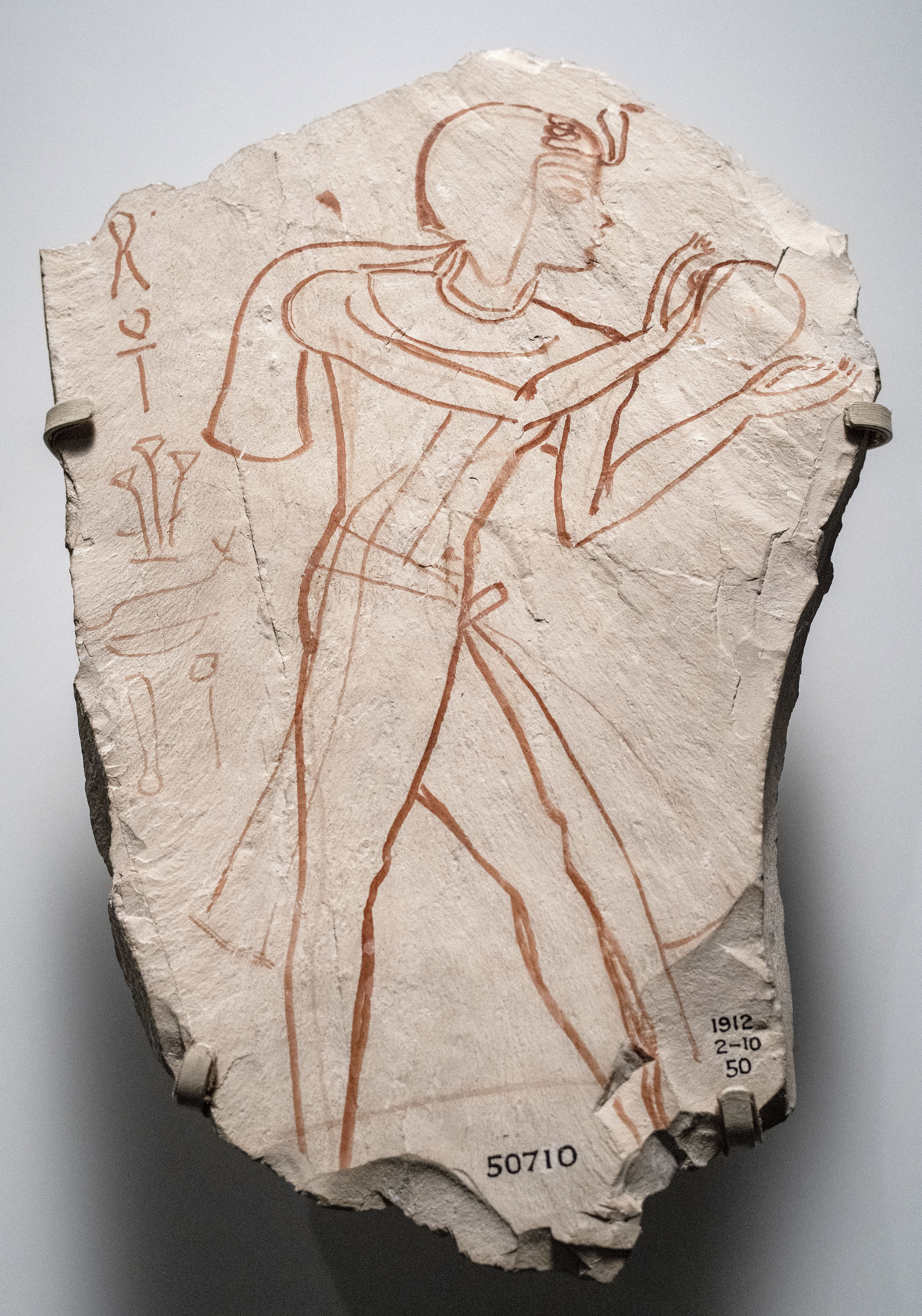
Esquisse sur ostracon calcaire. British Museum

- Ramsès II et Horus
Calcaire peint. Vers 1275
Bas-relief. XIXe dynastie
Temple de Ramsès II, Abydos
Musée du Louvre
- Grand temple d'Abou Simbel. Nubie. Règne de Ramsès II, XIXe dynastie
- Esquisse sur ostracon calcaire. British Museum

### Troisième Période intermédiaire (1069-664)
Les difficultés que rencontre le pays n'ont que peu d'impact sur la qualité des réalisations artistiques. Dans un premier temps (dynasties libyennes), le style des Ramessides sert de modèle. Les constructions de la XIXe dynastie, ramesside, servira aussi pendant toute la période de matière première pour des remplois dans les nouveaux édifices et les reconstructions. Mais la tendance à une certaine simplicité se fait jour, qui se confirme par la suite. Dans un second temps (dynastie kouchite) cette simplification prend la forme d'un « retour aux sources ». Les conventions mêlent des éléments venus du Moyen Empire et même de l'Ancien Empire, comme le pagne simple et des épaules larges, pour les hommes, à d'autres, issus de traditions bien plus récentes, comme des silhouettes à la taille mince. Les arts du métal — bronze, argent, or — sont à leur apogée.

### Basse Époque (664-332) jusqu'au royaume lagide (323-30)

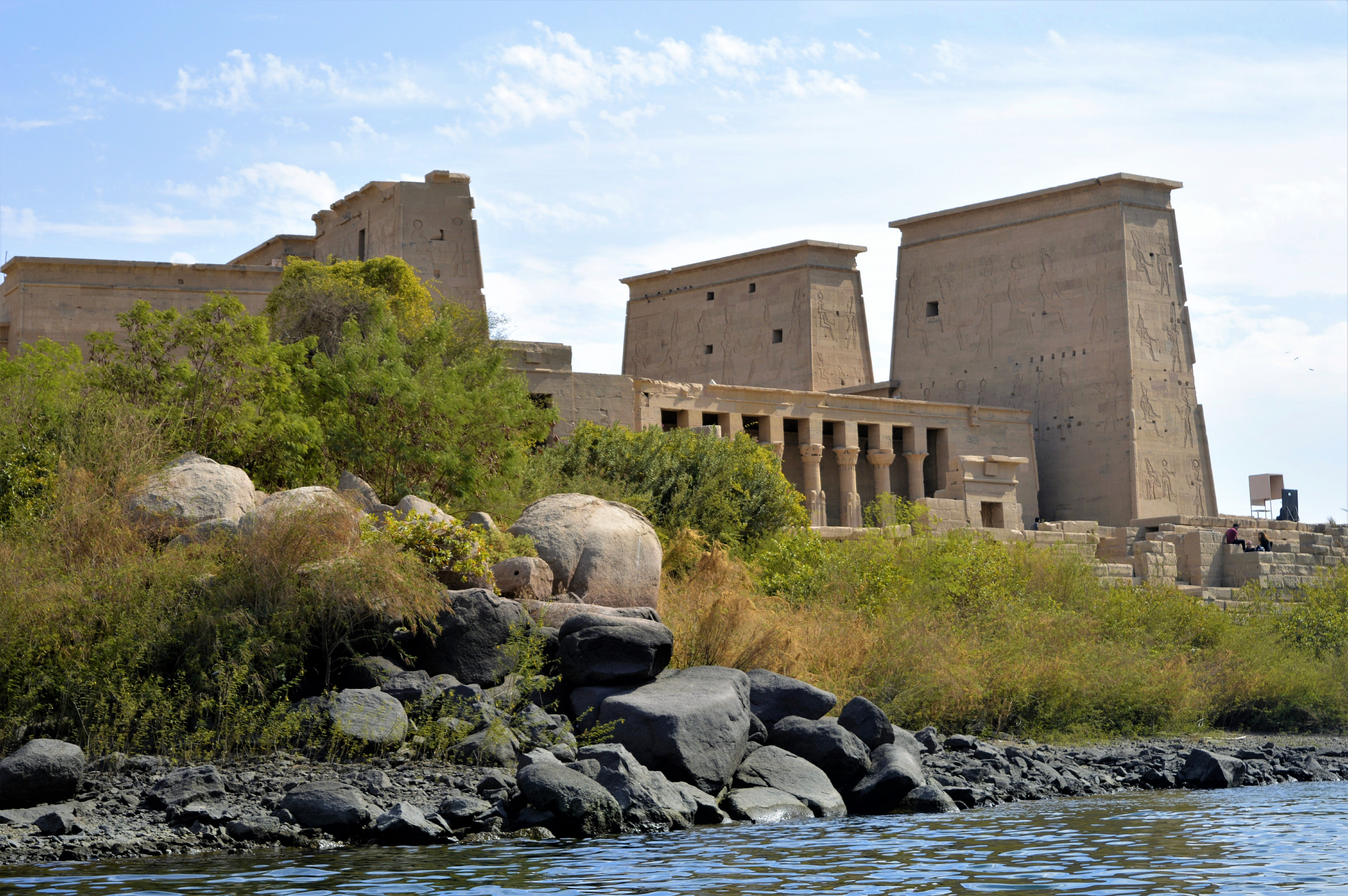
Temple d'Isis à Philæ (act. sur l'île d'Aguilkia)
Dynastie lagide

C'est toujours un art de très grande qualité qui est pratiqué. Les monuments sont de taille plus modeste que précédemment mais ils sont en bien meilleur état encore aujourd'hui. Ils ont souvent conservé en partie leurs couleurs d'origine.
Au cours de la Basse époque, on assiste à un constant retour aux sources, à une espèce de « classicisme » qui suit le mouvement apparu dans l'art de la Troisième Période intermédiaire, sous la XXVe dynastie, nubienne ou koushite et issue du royaume de Napata. Puis, lorsque le pays tombe sous la domination étrangère des perses et ensuite des grecs, ces étrangers vont faire construire à leurs frais des monuments dans le style traditionnel ; le temple d'Isis à Philæ en est l'exemple parfait. Par contre les artistes égyptiens qui vivent maintenant au contact de populations étrangères élargissent leurs pratiques tout en faisant appel à tout le répertoire des formes traditionnelles anciennes. Il en résulte un style éclectique, riche et inventif qui perdure jusqu'à l'époque romaine. La tradition de naturalisme qui porte l'attention sur les détails significatifs est particulièrement spectaculaire dans les portraits de cette époque comme dans ceux de Taharqa. Mais l'idéalisation est pourtant bien visible dans une pratique subtile de la symétrie entre les deux côtés du visage et parfois une certaine forme que l'on appellerait « néo-classique », en référence à l'art néo-classique européen de la fin du XVIIIe et du début XIXe siècle, une finition d'un « lisse » extrême.
Les Grecs de l'époque archaïque, qui sont venus s'installer à Naucratis vont s'inspirer des modèles égyptiens de sculpture qui représentent un homme qui marche. C'est ce qui va donner lieu, en Grèce de l'Est, à Chypre et dans les îles, aux premiers types du kouros. La recherche de l'expression du mouvement dans la statuaire est un acte singulier qui tend à donner l'illusion de la vie et qui aura une très longue histoire dans l'art occidental.
La transition s'effectue presque imperceptiblement dans les décors architecturaux entre la fin de l'époque lagide et le début de l'époque romaine.

### Galerie: de la fin du Nouvel Empire au royaume lagide

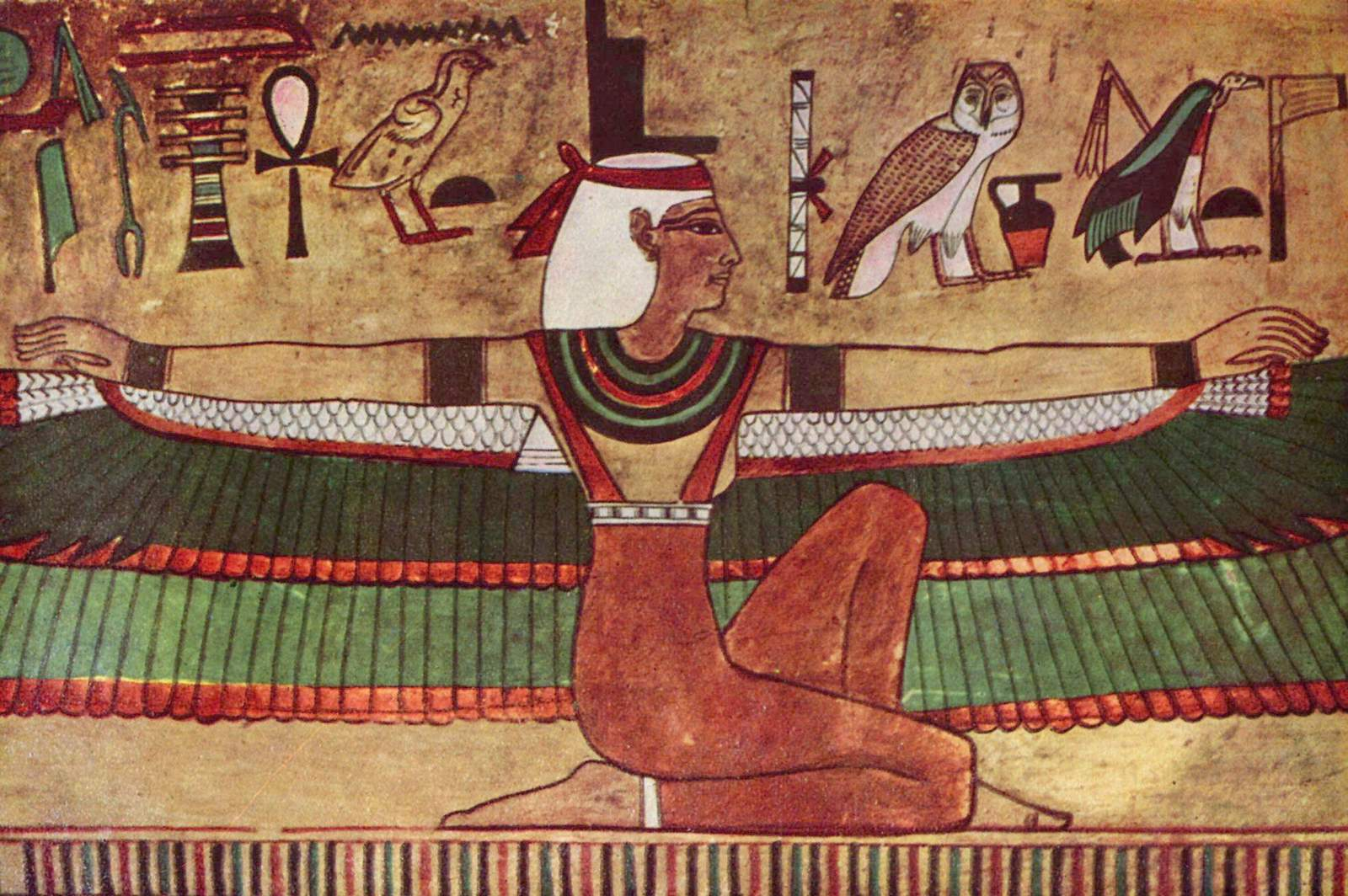
La déesse Isis. Peinture murale Tombe de Séthi Ier. v. 1360 AEC Nouvel Empire Karnak
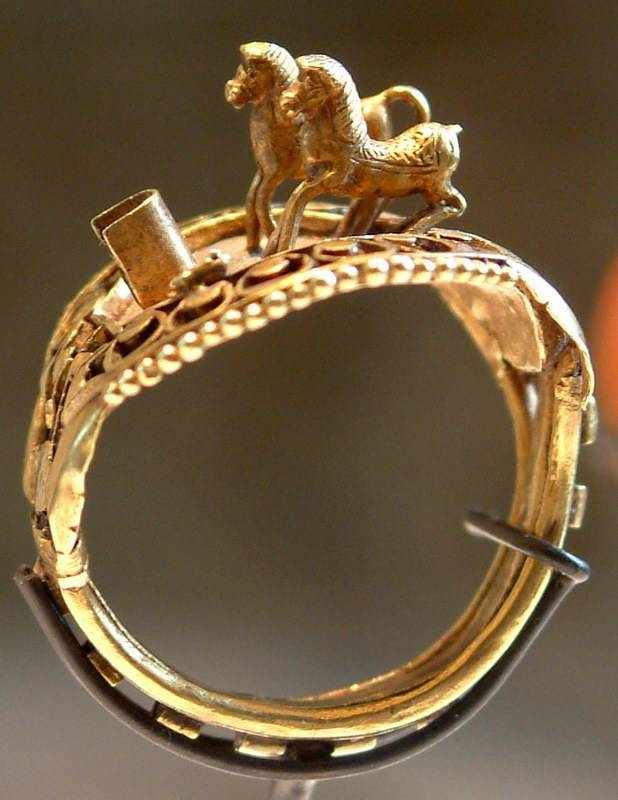
Bague aux chevaux 1150-1069 AEC Musée du Louvre
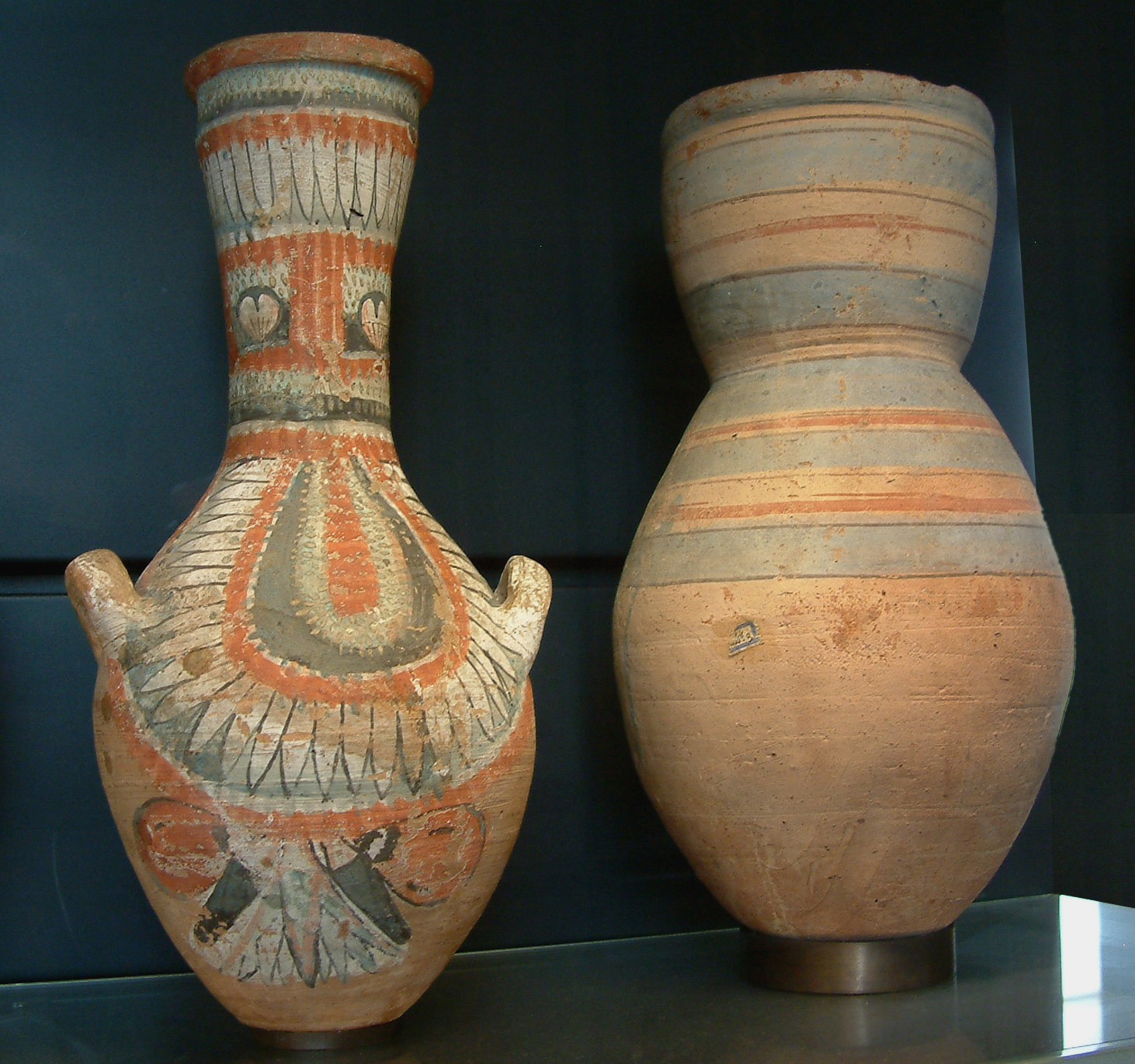
Pots. Terre cuite peinte Nouvel Empire Musée du Louvre
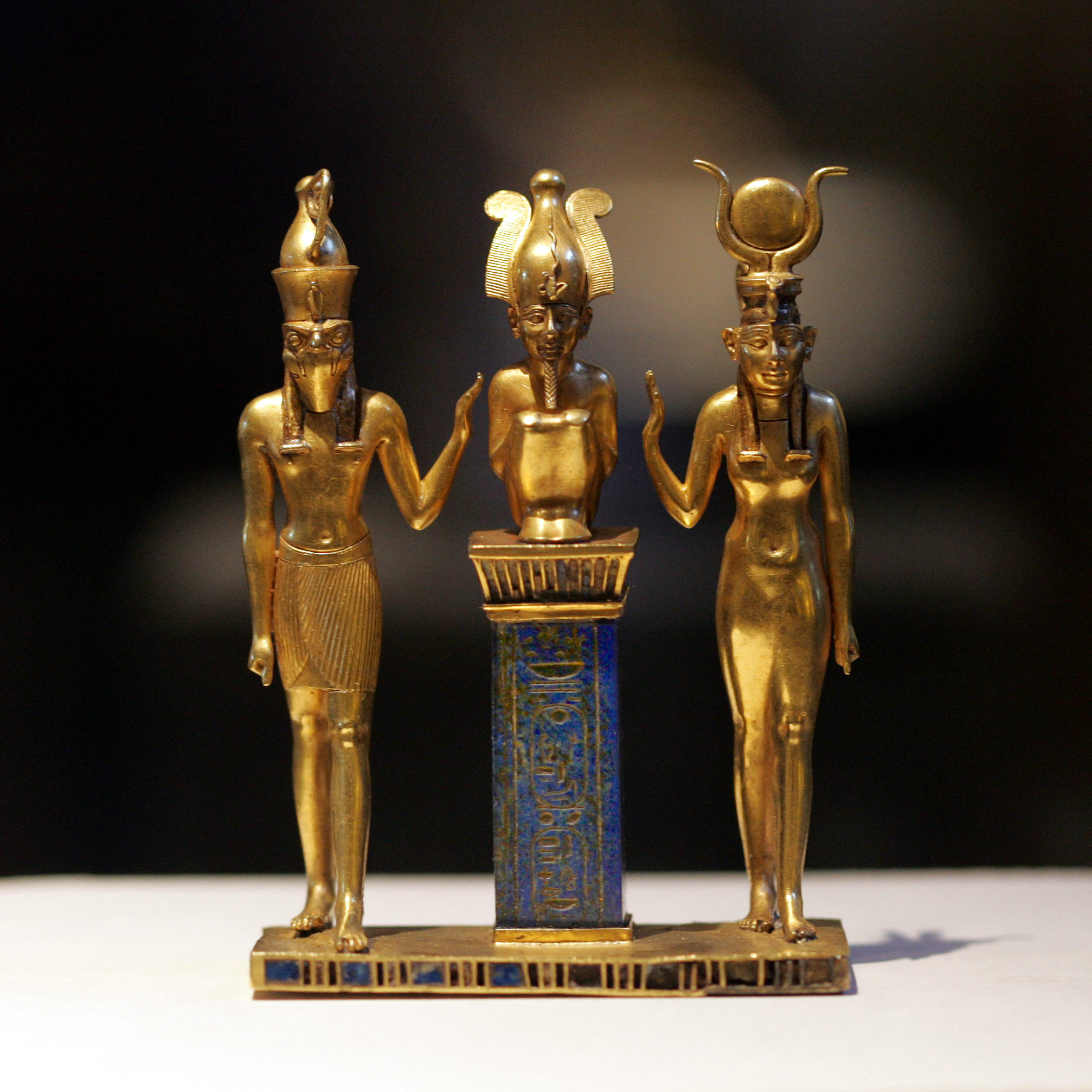
Pectoral d'Osorkon II, pharaon Libyen 874-850 AEC Musée du Louvre
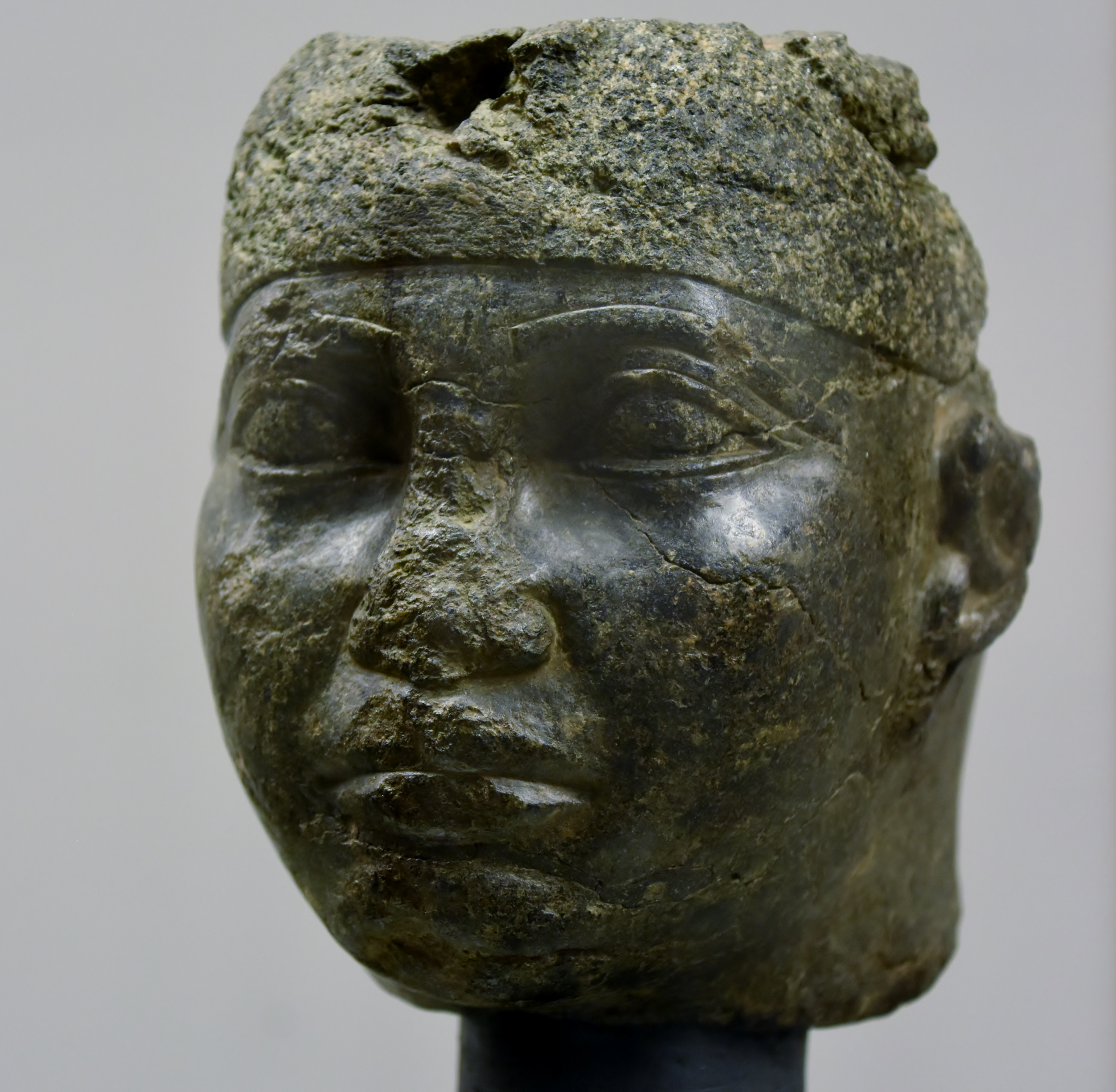
Le pharaon Taharqa v. 690-64, Nubien du Royaume de Koush. Ny Carlsberg Glyptotek
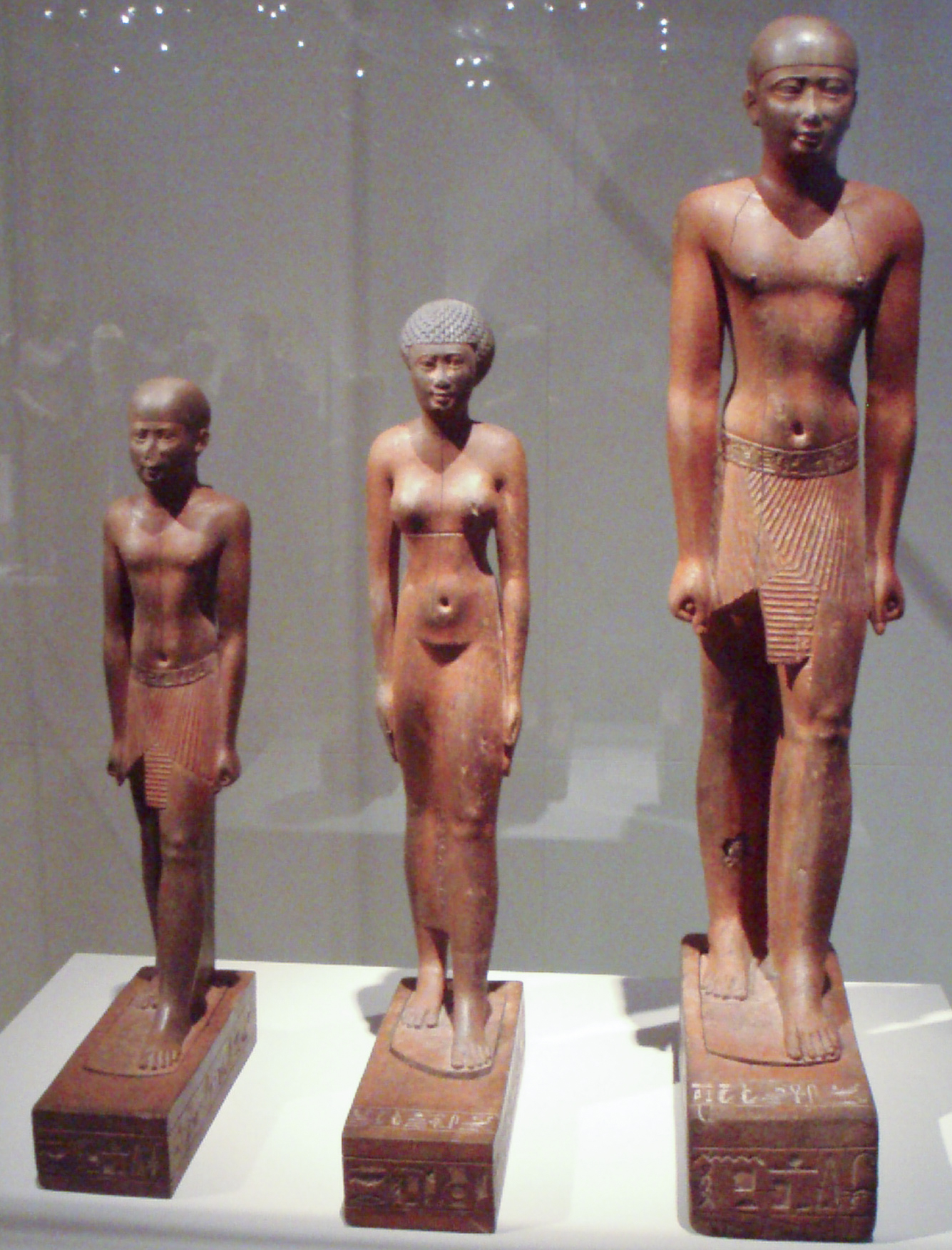
Statues de la famille des Psammétique. Bois. 664-525 AEC Ägyptisches Museum
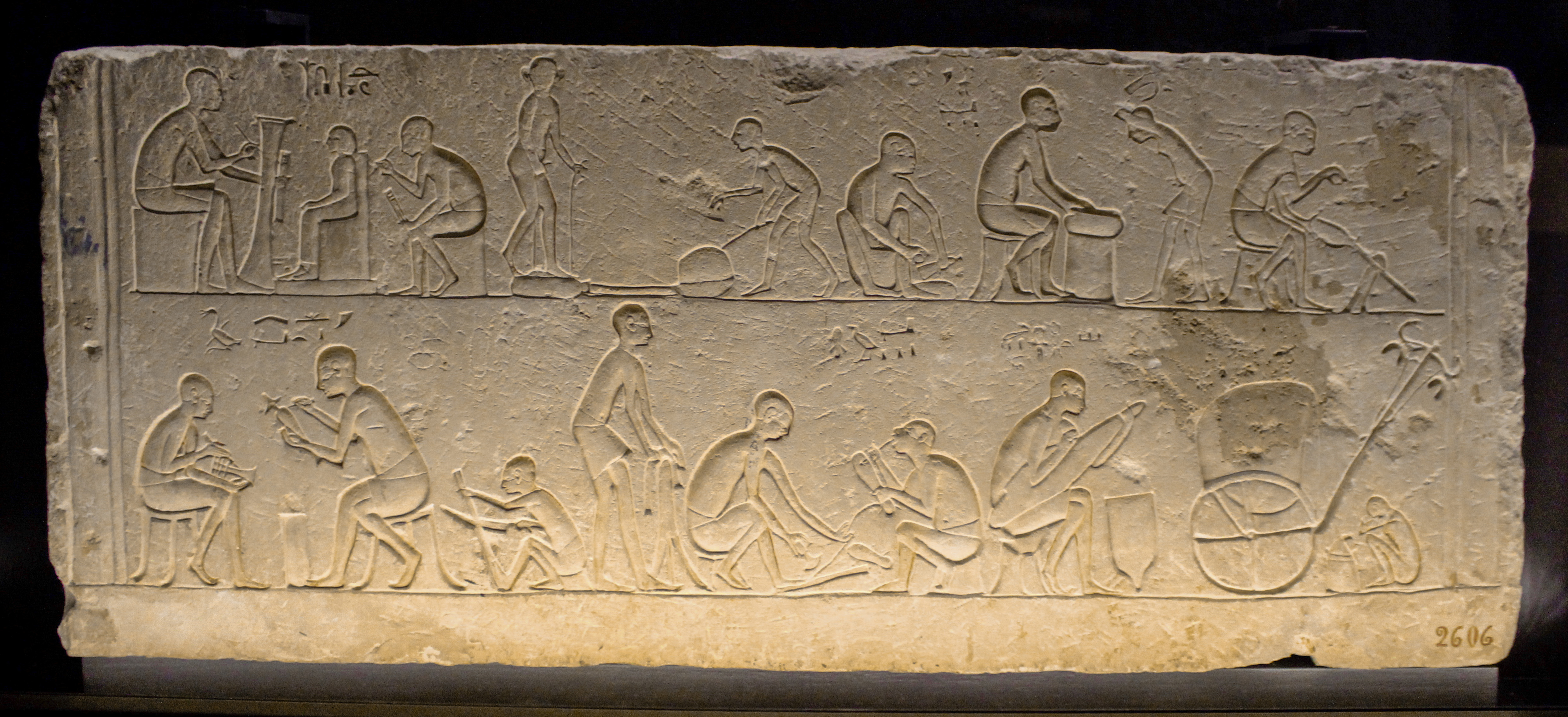
Bas-relief. Artisans au travail. Calcaire, L. 94 cm. Basse Époque, 26e dyn. 664-525 AEC. Saqqarah Florence : Musée archéologique national
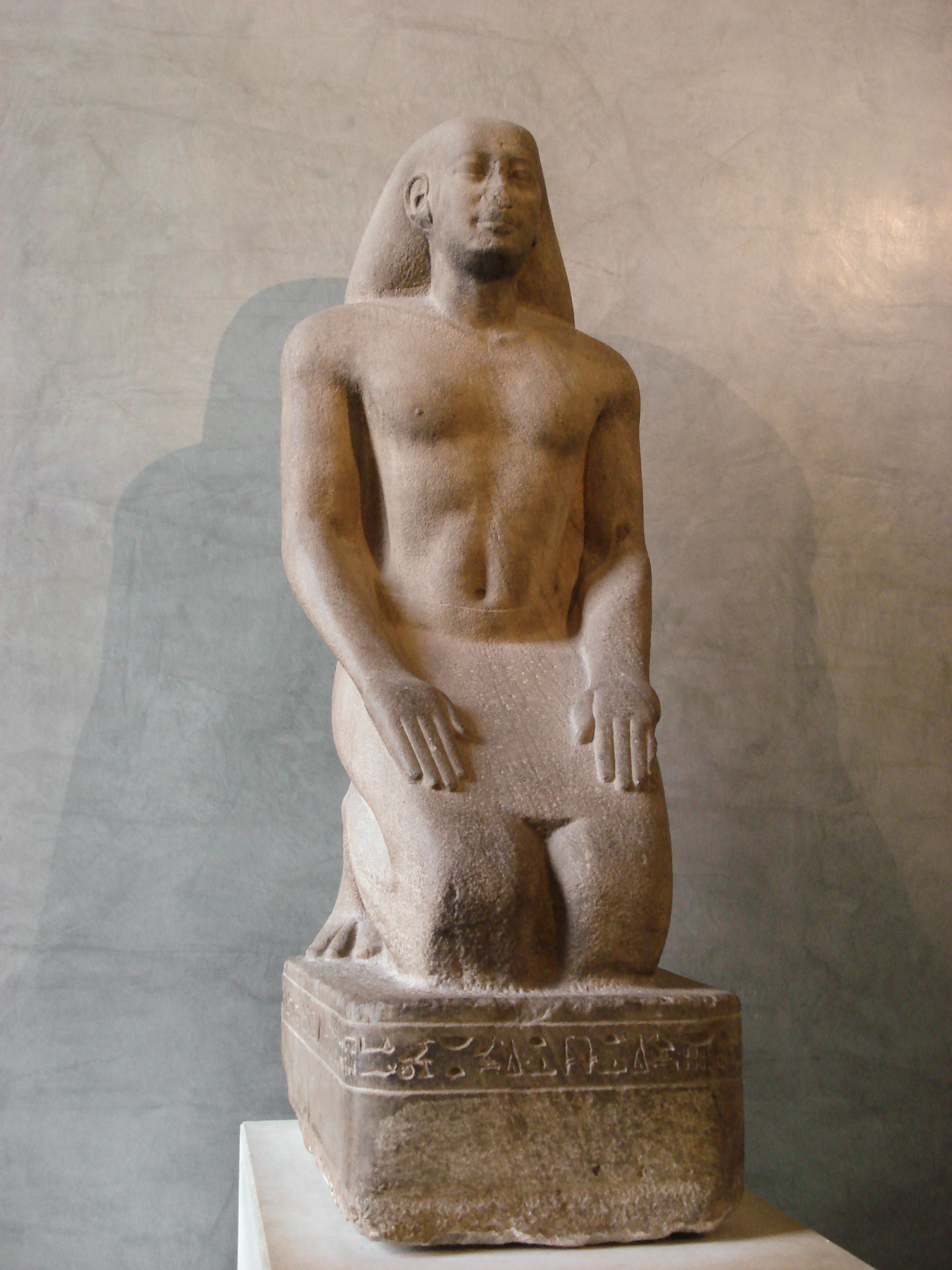
Statue de Nakhthorheb agenouillé. Quartzite v. 595-589 AEC Musée du Louvre
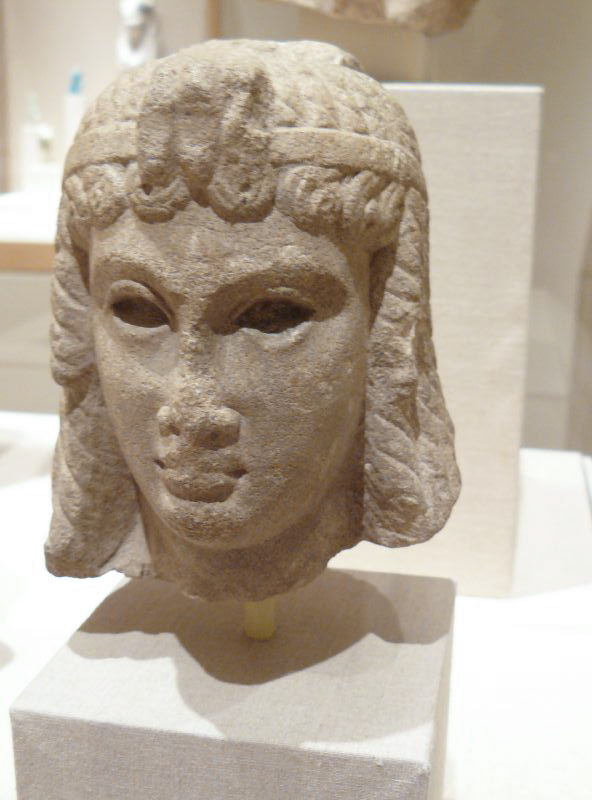
Une reine lagide v. 323-30 AEC Musée de Brooklyn
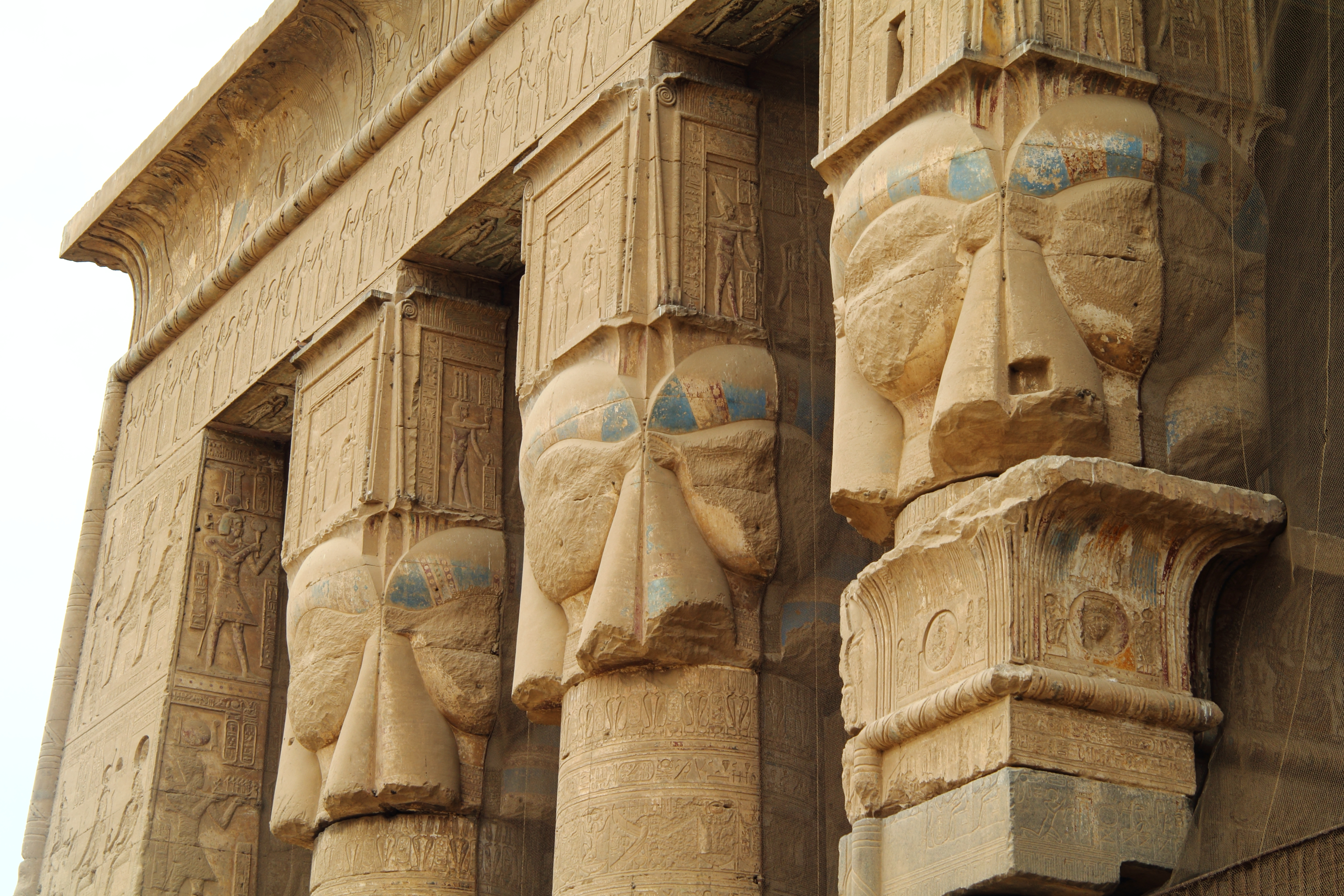
Chapiteaux (martelés) du temple d'Hathor, lagide. Dendérah 54-29 AEC
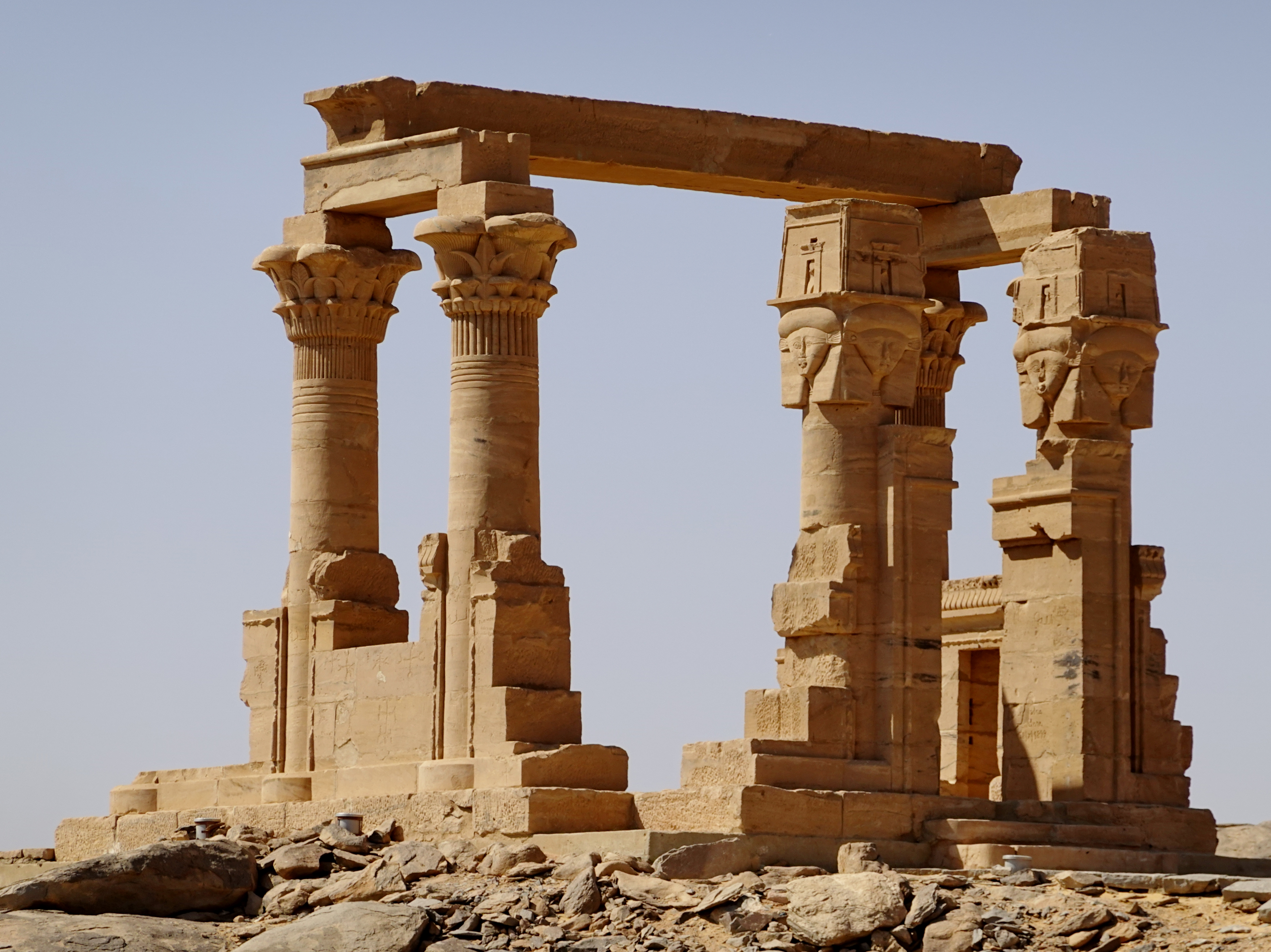
Kiosque de Kertassi. Reposoir de la barque, dédié probablement à la déesse Isis[99]. Nubie (act. sur l'île de Philae), époque de Trajan, Ier siècle de notre ère (?)